# تاریخ نیشابور
تاریخ نیشابور، از نیشابور نشات می‌گیرد که یکی از مراکز دانش و زادگاه بسیاری از دانشمندان، شعرا، صوفیان و دیگر بزرگان ایرانی در طول تاریخ بوده و به‌‌عنوان یکی از نمادهای تاریخ و فرهنگ ایران مطرح شده است. این شهر در سال ۶۴۳ میلادی در زمان خلافت عمر بن خطاب فتح شد. همچنین نیشابور، پایتخت طاهریان پس از دورهٔ امویان و در دوره‌ای نیز پایتخت سلجوقیان بوده است.
این منطقه، به‌دلیل آب و هوای خوب و شرایط مناسب زندگی، از دیرباز مهاجرپذیر بوده است. برخی از مهم‌ترین جنبش‌های ضد خلافت اموی و عباسی، در این دیار شکل می‌گرفت. این امر، از اولین سال‌های سلطۀ اعراب گزارش شده است؛ به‌طوری که چندین‌بار حاکمان خلافت اموی و عباسی در نیشابور، با قیام مردم بیرون رانده شدند تا آنجا که در زمان خلیفه سوم یعنی عثمان، نیشابور دوباره به‌دست اعراب فتح شد و در زمان خلافت علی بن ابی‌طالب هم به‌دلیل اعتراض مردم حاکم تازه‌ای به نیشابور فرستاده شد.
دورهٔ سیصد ساله‌ای که از اوایل قرن سوم تا اوایل قرن ششم هجری قمری شروع می‌شود، بخشی از پرفراز و نشیب‌ترین دوران‌های تاریخ نیشابور است.
در زمان حکومت طاهریان، نیشابور به عنوان پایتخت برگزیده شد و اگرچه در دوره‌های قدرت‌گیری حکومت‌های گوناگون دیگر به جز آغاز دوره سلجوقی، این شهر پایتخت نبود؛ اما شهری مهم خصوصاً از نظر علمی، هنری و تجاری بوده و شاهد اختلافات متعدد سیاسی و در دوره سامانیان، نیشابور شاهد اوج و شکوه هنری بوده است.
آشنایی مردمان ترک با امور اداری، به کمک دیوان سالاران نیشابوری ممکن شد و محمود غزنوی، حاکم غزنوی تا پیش از فرمانروایی، مدتی به عنوان سپهسالار سامانیان در پایتخت اداری خراسان بزرگ، یعنی نیشابور سکونت داشت.
حکومت سلجوقیان، در نیشابور تأسیس شد. طغرل سلجوقی، اولین سکه‌های سلجوقی را در همین شهر ضرب نموده و از تجربهٔ دیوان‌سالاران نیشابوری، در شروع حکومت خود بهره گرفت. بنا به نظر مورّخان، دورهٔ خوارزمشاهیان، آغاز دوره سقوط و ویرانی نیشابور بوده است. مورّخان می‌گویند که ساختار نیشابور قبل از حملهٔ مغولان به دلیل اختلافات سیاسی، مناقشات مذهبی و مردمی از درون فاسد شده بود و حملهٔ مغول، تنها ضربهٔ آخر را بر این شهر وارد کرده و پس از آن، این شهر هرگز نتوانست مانند گذشته‌اش دیده شود.
معمولاً آنچه به عنوان علم در دوران شکوفایی علمی نیشابور از آن یاد می‌شود، بیش‌تر به علوم نقلی، مَذهبی و علوم پایه شامل حدیث، فقه، تفسیر، ریاضیات و نجوم اشاره دارد. به عنوان مثال، عمر خیام در ریاضیات، هندسه و نجوم سرآمد روزگار خود بوده است.
نیشابور، در جایگاه یکی از شهرهای تاریخی خراسان در حوزه تمدنی ایران با نام‌های رئونت و ابرشهر در تاریخ ایران باستان حضور داشته و سرانجام به عنوان یکی از کانون‌های تحولات سیاسی، اقتصادی و فرهنگی قلمروی گستردهٔ ایرانشهر ساسانی، نقش‌آفرینی نموده است. پایتخت موقت کشور در دورهٔ یزدگرد دوم؛ فعالیت ضرابخانه؛ میزبانی از آتشکدهٔ کشاورزان ایران معروف به بُرزین‌مِهر به خواست یا فعالیت شخصیت‌هایی همچون برزویه، مانی و مزدک؛ و استقرار سکوبای مسیحیان نسطوری در این ناحیه، یکی از برجسته‌ترین نمودهای حیات تاریخی و فرهنگی ناحیهٔ نیشابور (ابرشهر) در این دوران است. 

## دوران اساطیری
سرآغاز و پیدایش نیشابور، همچون بسیاری از شهرهای تاریخی و دیرپای جهان، در هاله‌ای از اسطوره و افسانه در پیچیده و در نگاهی کلی به منابع، سیمای نیشابور به عنوان یک بوم و شهر اساطیری و در اندازهٔ یکی از مراکز مهم این دوران توصیف می‌شود.

### آغاز آفرینش
کهن‌ترین نام جغرافیایی ناحیهٔ نیشابور رَئِوَنْت می‌باشد که در اَوِستا -کهن‌ترین نبشتار ایرانی- از آن یاد شده است. رئونت در دفتر یشت‌های کتاب اوستا، نام کوهی است که آتشکدهٔ نامدار آذر بُرزین‌مِهر بر آن جای داشته است. بر پایهٔ روایت ایرانی، آغاز آفرینش در نسک بندهش از کوه ریوند (در ناحیهٔ نیشابور خراسان) در شمار ۲۲۴۴ کوهی نام برده شده که از البرز فراز رستند. همچنین در جایی دیگر از همین نسک (کتاب)، در جریان ماجرای نبرد اهریمن با آب، به پیدایی دریاچه‌ای به نام سووَر (سوبر یا سوگر) اشاره شده که در ابرشهر بوم (=ناحیهٔ نیشابور) بر سر کوه توس جای دارد. و چنان‌که در گزارش رویدادهای دوران‌های بعد آمده است آذربرزین‌مهر در نزدیکی دریاچهٔ سوور و بر روی کوه ریوند قرار داشته است. و ابوعبدالله حاکم، انوش، پسر شیث، نوهٔ آدم را نخستین شخصیتی معرفی نموده که کهندژ نیشابور را بر سنگی بزرگ، سفید، مدوّر (دایره‌شکل) و املس (نرم و هموار) بنا گذاشت. چنان‌که مردمان آن روزگار، این بنا را دژ سنگی (قلعهٔ حجریه) می‌خواندند.

### پیشدادیان
پیشدادی‌ها نخستین فرمانروایان ایران‌زمین، در دوران اساطیری هستند که هوشنگ، تهمورث، جم، فریدون و منوچهر سرشناس‌ترین آنانند و قهرمانانی همچون آرش، گرشاسب و رستم و دشمنانی همچون افراسیاب و ضحاک داشتند. بر پایه نوشتار تاریخ الحاکم، در این دروان؛ شخصیت‌هایی همچون ذوالایکه، افراسیاب ساحر و ایرج، پسر فریدون بر دژ نیشابور دست یافته، آن را بازسازی نموده و بر گستره و آبادانی آن افزوده‌اند. اما در دوران منوچهر بود که بر پیرامون کهندژ، خندقی حفر نمودند و آتشکده‌ای برپای داشتند. چنان‌که پس از آن، گروش (ایمان) مردمان و آبادانی آن، روزافزون گردید. اما حمدالله مستوفی بنیانگذار نیشابور را تهمورث دیوبند معرفی کرده است. بر پایهٔ روایتی ایرانی، در روزگار تهمورث بوده که آتشدان پشت گاو اساطیری سریشوگ، به دریا افتاد و سه آتش فروزان در ژرفای دریا درخشان ماندند و آن سه آتش نوپدید گشنسب، فرنبغ و برزین‌مهر بودند.

### کیانیان
کیانی‌ها، سلسله‌ای از فرمانراویان اساطیری ایران هستند که دوران آنان با رویدادهای پهلوانی و همچنین گسترش آیین مزدیسنا در ایران‌زمین پیوند خورده است. بر پایهٔ گفتار شاهنامه؛ کیکاووس پس از در هم شکست سپاه افراسیاب، به‌سوی پارس آمد و جهان را به شادی، چنین بیاراست:
| بیامد سوی پارس، کاووس کی    |  | جهانی به شادی، نو افکند پی |
| فرستاد هر سوی یکی پهلوان    |  | جهاندار و بیدار و روشن‌روان |
| به مرو و نشابور و بلخ و هری |  | فرستاد هر سو یکی لشکری     |

در پاره‌ای از بندهش، از دستان پور سام یاد شده که پادشاهی سکایان و نیمروز را از پدر گرفت و کدخدایی ابرشهر (= نیشابور) را شکوه بخشید. و باز در شاهنامه است که کیخسرو پس از تعقیب افراسیاب، و در راه بازگشت به ایران، از چاچ و سغد و بخارا و جیحون و بلخ و طالقان و مرورود گذر کرد؛ آن‌گاه:
| و زآن پس، به راه نشابور، شاه    |  | بیاورد پیلان و گنج و سپاه       |
| همه شهر، یکسر، بیاراستند؛       |  | می و رود و رامشگران خاستند      |
| دِرَم ریخند از بر و زعفران،       |  | چه دینار و مُشک، از کران تا کران |
| به شهر اندرون، هر که درویش بود؛ |  | و گر سازش از کوشش خویش بود      |
| دِرَم داد مر هر یکی را ز گنج      |  | پراگنده شد بدره پنجاه و پنج     |

و سرانجام، کی‌ویشتاسب (گشتاسپ)، در پی گرویدن به انوشه‌روان زرتشت؛ آذر بُرزین‌مِهر -یکی از این سه آتش بهرام- را که تا آن زمان، در جهان می‌وزید و از جهانیان، نگاهبانی می‌کرد؛ بر فراز کوه رِیوَنْد (رَئِوَنْت) (در نزدیکی نیشابور) به دادگاه نشانید (پابرجای کرد). رِیوَنْد، همچنین شهری در نزدیکی نیشابور (و محله و ناحیه‌ای پیوسته به این شهر) است که آن را از پایتخت‌های اساطیری ایران‌زمین و پایتخت گشتاسب دانسته‌اند. یاقوت حموی، نیز گشتاسب را بنیانگذار ربع بشتفروش (بُشتَنفُروش) نیشابور معرفی نموده است. اما پس از گشتاسب، بهمن پور اسفندیار بر تخت نشست و او دخترش (همای) را بر پسرش (ساسان) برتری داد و ولیعهد خویش ساخت و ساسان، رنجیده از پدر به شهر نشاپور پناه برد:
| دمان سوی شهر نشابور شد |  | پر آزار بود، از پدر؛ دور شد |

ساسان، دختری از خاندان بزرگان شهر را به همسری گزید و از این پیوند، پسری به نام ساسان پدید آمد. ساسان چون بزرگ شد به شبانی پرداخت. چنان‌که:
| ز شاه نشابور، بستُد گَله |  | که بودی به کوه و به هامون، یله |
| همی‌بود یک‌چند چوپان شاه |  | به کوه و بیابان و آرامگاه      |

و این ساسان، هموست که سه شب پی در پی، به خواب پسرش (بابک) می‌آمد و بابک، در خواب شب سوم، آذران فرن‌بغ و گشنسب و بُرزین‌مهر را در خانه ساسان می‌بیند که می‌درخشند و به کیهان، روشنی می‌بخشند. و برزین‌مهر، سومین آتش درخشان روشنگر، در دوران‌های بعد، در کوه رِیوَنْد در شمال غربی نیشابور زبانه می‌کشیده است.

## آثار پیشاتاریخی
یافته‌های کاوش‌های باستان‌شناسی ناحیهٔ نیشابور که تا امروز به سرانجامی رسیده‌اند؛ نشانگر پیدایی آثار دوره‌های گوناگون پیشاتاریخی، در این ناحیه است.

### محوطهٔ تپهٔ برج
با نظر به آثار قابل مشاهده در این محوطه، محدوده‌ای در حدود شانزده هکتار را در بر می‌گیرد در شانزده کیلومتری جنوب شرقی شهر کنونی واقع شده است. پیشینه این محوطه با قدمت حدود ۵۵۰۰ پیش از میلاد به دورهٔ نوسنگی جدید بازمی‌گردد. یکی از یافته‌های برجستهٔ این محوطه، اسکلت زنی حدود ۴۵ ساله همراه با یک قطعه فیروزهٔ سوراخ‌شده در نزدیکی کمر است؛ آزمایش C14 روی استخوان ساق پای اسکلت، گاهنگاری مطلق ۴۳۶۰ پیش از میلاد را نشان می‌دهد.

### محوطهٔ شهرک فیروزه
قدمت این محوطه به دورهٔ برنز جدید (اواخر هزاره سوم و اوایل هزاره دوم پیش از میلاد) می‌رسد و در شمال غربی شهر کنونی و در پهنهٔ شرقی رودخانه فاروب رومان قرار دارد. از یافته‌های برجستهٔ این محوطه می‌توان به دو کورهٔ پخت سفال (که فضاهای دست‌کند درون زمین آن‌ها برجای مانده) اشاره نمود.

### محوطه تپهٔ بلوچ
قدمت این محوطه به دورهٔ نوسنگی (حدود ۵۵۰۰ تا ۶۰۰۰ سال پیش از میلاد) می‌رسد در ۲۰ کیلومتری شمال غربی شهر نیشابور و در شرق باغ نشاط تقی‌آباد از توابع شهرستان فیروزه امروزین، واقع شده است. نهشته‌های باستانی این دوره، گاهنگاری چند دوره با فواصل زمانی از جمله دوره مس، سنگ و آهن را در کنار هم نمودار می‌سازد. ویژگی برجسته این محوطه پیشاتاریخی؛ فراوانی دستینه‌ها و ابزارهای سنگی است که با شماری از اشیاء و ابزارهای برنزی و گل پخته و همچنین سازه‌های گودالی پخت نان و کوره همراه شده است.
افزون بر محوطه‌های پیشاتاریخی یادشده؛ در جای‌های دیگری از ناحیهٔ نیشابور همچون کریم‌آباد، جنوب غربی شهر و یوسف‌آباد آثاری متعلق به عصر مفرغ و عصر آهن نیز کاوش شده؛ و گفتنی است که کاوش‌های باستان‌شناسی ناحیهٔ نیشابور، هنوز به سرانجام بایستهٔ خود نرسیده و عرصه‌های کاویده نشدهٔ بسیاری در پیش روی باستان‌شناسان است.

## هخامنشیان
رَئِوَنْت، کهن‌ترین نام جغرافیایی در اطلاق به ناحیهٔ نیشابور که در اَوِستا -کهن‌ترین نبشتار ایرانی- از آن، یاد شده است. رئونت در دفتر یشت‌های کتاب اوستا؛ نام کوهی است که آتشکدهٔ نامدار آذر بُرزین‌مِهر بر آن، جای داشته است. آذران بُرزین‌مِهر، فرنبَغ و گُشنَسپ به پندار مری بویس؛ اگر نه پیش‌تر و در دوران هخامنشی، دست‌کم بایستی در اوایل دوران پارتیان نشانده شده باشند. ریچارد فرای، نام ابرشهر (= نام پیشین نیشاپور) را ریشه‌گرفته از نامی کهن، به مفهوم شهر بالای هخامنشیان یا شهربانی بالای سلوکیان دانسته است. یافته‌های باستان‌شناسی در محوطه تاریخی سه‌تپه در جنوب دشت نیشابور، نیز بیانگر حیات تاریخی این ناحیه، در دوران هخامنشی و اندکی پیش از آن؛ و ارتباط نیشابور با همدان (فلات ایران) و ترکمنستان (آسیای مرکزی) است.

## اشکانیان
ابرشهر؛ نام قدیم‌تر نیشابور، به معنی شهر آپارناک (شهر اپارنی‌ها) است. اپارنی یا اپرنی‌ها برجسته‌ترین قبیله از سه قبیلهٔ داهه هستند که دولت پارتیان (یا اشکانیان) را بنیان گذاشتند. یادکرد این شهر در نسک کهن مزدیسنایی بندهش که ابرنک‌شهر نیز خوانده شده از شناخته‌شدگی و رونق ابرشهر در سرزمین پارت، نشان دارد. چنین به نظر می‌رسد که در این دوران؛ اشکانیان، خود را وقف این آتش مقدس بُرزین‌مهر (یکی از سه آتش مقدس کیش زرتشتی، و آتش خاص پارتیان) کرده بودند. آنان، زائران بی‌شماری را در سرتاسر دورهٔ پارتی به زیارت آذر برزین‌مهر به این ناحیه، سوق می‌دادند. همچنین؛ نام ابرشهر بر روی سکه‌ای از دوران فرهاد دوم اشکانی (حکومت: ۱۳۸–۱۲۸ پیش از میلاد) نقش بسته است که حیات تاریخی این ناحیه را به عنوان محل استقرار ضرابخانه در دوران پارتیان، مستند می‌نماید. و مارکوارت در اشاره به پیشینهٔ نام کنارنگ در اطلاق به فرمانروای ابرشهر، چنین برداشت نموده که این فرمانروایی موروثی، به پیش از دوران ساسانیان (= پارتیان) بر می‌گردد که آنان، سرانجام؛ داوخواهانه، حکومت اردشیر ساسانی را پذیرا شده و در گسترهٔ قلمرو ساسانیان قرار گرفته بودند.

## ساسانیان
شهرستان‌های ایرانشهر؛ بند ۱۵
نویسه‌گردان فارسی: شَهْرِسْتانْ نیوْشابُوهْر، شابُوهْری اَرتَخْشیران کَرد؛ پَد آن گاه، کِیشْ پَهْلیزَکْ ای‌تُور؛ اُوزَد، اُوش هَم گیواگ، فَرْموُد کَرْدَن.

Transcription: šahrestān Ī nēwšābuhr šābuhr Ī *ardaxšĪrān kard pad ān gāh kē-š pablēzag [Ī] tūr ozād u-š pad hām-gyāg šahrestān framūd kardan.

توجمه فارسی: شهرستان نیشابور را شاپور پسر اردشیر ساخت. در آن زمان که پهلیزک تورانی را کُشت (شکست داد)، در همان‌جا فرمود شهرستانی بسازند.

English Translation: The city of Nēwšābuhr was built by Šābuhrr the son of ArdaxšĪr. At that time when he killed the Tūrānian PahlĪzag, he ordered to build the city in the same place.

Šahrestānīhā Ī Ērānšahr

### نسک‌های ساسانی
از نیشابور یا ابرشهر در شماری از نبشته‌های کهن هم‌پیوند با دوران ساسانی یاد شده، از این جمله‌اند:
- کتیبهٔ شاپور یکم بر کعبهٔ زرتشت: در این سنگ‌نبشته که قدمت آن یه حدود سال ۲۶۲ میلادی می‌رسد؛ نام ابرشهر، به گونهٔ تمامِ اپارخشتر[پاورقی ۴] در جرگهٔ ۲۹ امارت و ایالت ایران دورهٔ شاپور یکم ساسانی یاد شده است.[۶۳][۶۴][۶۵]
- سکه‌های ساسانی: ابرشهر در کنار شهرهای خراسانی مرو، بلخ، هرات و احتمالاً توس، خلم و سمرقند، محل استقرار ضرابخانه‌های ساسانی بوده[۶۶][۶۷] و نام این شهر بر سکه‌های پیروز، قباد، بهرام چوبین و خسرو اول نقش بسته است.[۶۸][۶۹]
- متن ارمنی شهرستان‌های ایرانشر: در این متن که نوشتهٔ موسی خورنی (زادهٔ بین سال‌های ۴۰۵ تا ۴۱۰م) است؛ از ابرشهر به عنوان یکی از ۲۶ استانِ کوست خراسان -از کوست‌های چهارگانهٔ ایران- نام برده شده است.[۷۰]
- متن پهلَوی شهرستانهای ایرانشهر: این متن پارسی میانه که در اواخر دوره ساسانی نگاشته شده؛ نیشابور را در شمار شهرستان‌های کوستِ خراسان ایرانشهر و شاپور پسر اردشیر را بنیانگذار این شهرستان، معرفی نموده است.[۷۱]
- ادبیات مانوی: در متنی مانوی به پارسی میانه به‌دست آمده از تورفان، از اینکه مانی، شاگردش مارآمو[پاورقی ۵] به همراهی گروهی از نویسندگان و مینیاتورگران و شاهزادگان، برای تبلیغ دین به ابرشهر فرستاده، سخن رفته است.[۷۲][۷۳]

### سیاست و حکومت
قدیم‌ترین رویداد ثبت‌شدهٔ این ناحیه در دوران ساسانی؛ به نقل از تاریخ طبری، مرتبط با اردشیر بابکان (حکومت: ۲۲۶ تا ۲۴۱ میلادی) است چنین که او پس از به‌دست آوردن قدرت، شهرها و مناطق مختلف ایران از جمله ابرشهر را تحت سلطهٔ خویش درآورد. بنا به نوشتهٔ تاریخ الحاکم؛ شاپور پسر اردشیر، شهر نیشابور قدیم را در پیرامون کهندژ باستانی بنا کرده و از دفع حمله‌ها و مزاحمت اتراک بر این شهر، خبر داده است. در روایت متن پهلوی شهرستانهای ایرانشهر؛ پهلیزک تورانی، فرمانروای این مهاجمان است. و بر پایه روایت شاهنامه؛ شاپور پس از پیروزی بر قیصر روم، به بازسازی و گستردن شهرهای ایران می‌پردازد و بنیاد کردن دژی استوار بر نیشابور از این دست است:
| کهندژ به شهر نشاپور کرد |  | که گویند با داد، شاپور کرد |

نیشاپور در ۴۳۰م، اسقف‌نشین نسطوریان بود. و در حدود ۴۲۲ تا ۴۴۹م؛ یزدگرد دوم برای نزدیکی به مرزهای شمال خاوری کشور و رویارویی با تاخت و تاز و آزار اقوام کیدار و خیون (هون)؛ نیروی خود را در این ناحیه مستقر ساخت و پایتخت خود را از تیسفون به نیشابور منتقل کرد. همچنین در شماری از متون تاریخی رویدادهای: حضور قباد (حکومت: ۴۸۸–۴۹۸م) در ابرشهر و ازدواج وی با دختر یکی از بزرگان شهر؛ به دنیا آمدن انوشیروان در این ناحیه؛ سکه زدن بهرام چوبین (در حدود ۵۹۰ تا ۵۹۱م) به نام خود در این شهر (در زمان شورش بر هرمز)؛ و فرونشاندن شورش پادگان ابرشهر به دست سمبات باگراتونی، از مرزبانان خسروپرویز ثبت شده است. نیشابور (ابرشهر) در دوران ساسانی، مرکز ناحیه‌ای گسترده بود که ارغیجان، اسپراین، جوین، بیهک بیهق، باخرز، خواف، زوزن، زام و زاوه از رستاک‌های آن بودند. مرزبان یا فرمانروای این منطقه، دارای لقب اختصاصی کنارنگ بود. در این دوران، حاکمانی که از خانواده سلطنت بودند لقب شاه داشتند و نیشابور یکی از ولایت‌های ۲۶گانهٔ ایران بود که حاکم آن، شاه نامیده می‌شد. در نگاهی کلی؛ نیشابور (ابرشهر) این دوران، یکی از مراکز حکومتی و پایگاه‌های فرمانروایی کوست خراسان است که در دوره‌ای پایتخت کشور ایران گستردهٔ ساسانی نیز بوده است

### اقتصاد و تجارت
شاپور -که از وی به عنوان بانی شهر در دوره ساسانی، نام برده شده- به امور تجارت و اقتصاد، توجهی ویژه داشت؛ او در راستای نیرومندسازی موقعیت اقتصادی ابرشهر، نواحی شمال شرق ایران را -که در سیطرهٔ کوشان بود، تصرف نموده و فرمانروایانی (از جمله شاهزاده پیروز) را که پیرو وی بودند، بر این ناحیه نهاد. به‌طور کلی؛ موقعیت ویژهٔ جغرافیایی نیشابور که در چهارراه ارتباطی شرق به غرب و شمال به جنوب در بخش خاوری ایران قرار گرفته مورد توجه ساسانیان قرار گرفته و از آن به عنوان یکی از سنگرهای استوار در برابر یورش‌های بیگانگان شرق قلمرو امپراتوری و پایگاه برقراری امنیت در جبههٔ شرقی راه ابریشم بهره بردند. قرارگیری در این مسیر که شاهراه شرق به غرب قلمرو ساسانی به‌شمار می‌رفت؛ رونق شهر را در جایگاه یکی از مهم‌ترین منزلگاه‌ها و باراندازگاه‌های کاروان‌های تجاری فراهم نمود. به گونه‌ای که ساختارهای نظام توسعه‌یافتهٔ اقتصادی از جمله: نظام روشمند دریافت مالیات و نهاد رسمی ضرابخانه (در اندازهٔ یکی از ضرابخانه‌های عمدهٔ دوره ساسانی) در این شهر مستقر گردیدند.

### فرهنگ و جامعه
آثار و میراث هنر و صنعت سفالگری برجای مانده در کهندژ نیشابور؛ افزون بر رونق اقتصادی، نشانگر پویایی زیستگاهی این شهر به عنوان یکی از مراکز عمدهٔ سفالگری شمال شرق ایران در نیمهٔ سده ۴ تا نیمه سدهٔ ۷ میلادی در دوران ساسانیان است. در این دوران؛ آذر برزین‌مهر، یکی از سه آتشکده بزرگ و زیارتگاه مشهور ایران ساسانی، در ناحیهٔ ریوند نیشابور شعله می‌کشید و این بوم، به عنوان یکی از مراکز فرهنگی-مذهبی ایران دوره مزدیسنایی نقش‌آفرینی می‌نمود و برآمدن شخصیت‌هایی همچون برزویه (پزشک نامدار ایرانی در دوره خسروپرویز و گردآورندهٔ مجموعهٔ کلیله و دمنه)، مزدک (آورندهٔ آیینی نو در دورهٔ قباد) و آغاز دعوت مانی و حضور مسیحیان نسطوری نمودهایی از گونه‌گونی و پویایی فرهنگی و اجتماعی این ناحیه در دوران ساسانی است. آیین مانی، برگرفته از سه کیش زرتشتی، بودایی و مسیحی بود. مانی، شاگردش مارآرمو یا ماراَمّو را -که خط و زبان پارتی را خوب می‌دانست- برای گستردن دین؛ به همراه گروهی از نویسندگان، مینیاتورگران و یکی از شاهزادگان اشکانی به نام اردوان؛ به ابرشهر (نیشاپور) روانه داشت. این گروه، کتاب‌های مانی را که به زبان سریانی بود به زبان پارتی (زبان مردم خراسان) ترجمه کردند. در این دوران، سکوباهای بزرگ در شهرهای پرجمعیت قلمرو ساسانی دارای دستگاهی منظم، تحت ریاست پاتریارک مداین، بودند و نیشابور، مرو، و ماوراءالنهر شهرهای سکوبانشین شرق کشور بودند.

## بررسی اجمالی
سپاه مسلمانان در سال ۳۱ هجری، بر نیشابور دست یافت. و چنان‌که بلاذری در فتوح‌البلدان نوشته است عبدالله بن عامر بن کریز از امیران عثمان (خلیفه سوم) در سال سی‌ام هجری؛ سپاهیان خود را به سوی خراسان روانه کرد؛ سرداران ابن عامر پس از تنفیذ صلح طبسین و دست یافتن بر قهستان؛ ولایت‌های جام، باخرز، جوین، بیهق از توابع نیشابور را گشودند. ابن عامر نیز پس از دست یافتن بر دیگر ولایت‌های نیشابور از جمله بشت، اشبند و رخ و زاوه و خواف و اسبرائن و ارغیان؛ ابرشهر -شهر اصلی ناحیهٔ نیشابور- را به محاصره گرفت؛ سرانجام، یکی از بخش‌داران، از ابن عامر امام خواست و دروازه شهر را بر وی گشود؛ سپاه، شبانه وارد شهر شد و کهندژ نیشابور که مرزبان در آن مستقر بود، به محاصره درآمد؛ ابن عامر در برابر دریافت خراج، با مرزبان مصالحه کرد او در محلهٔ شاهنبر اقامت گزید و در همان محله، مسجدی بر روی آتشکده ساخت و سرایی برای خود بنا کرد؛ نیشابور را دارالاماره خراسان قرار داد؛ قیس بن هیثم سلمی را بر امارت نیشابور گمارد و به شکرانه این پیروزی، به عمره رهسپار مکه گردید. اما قارن -مرزبان قومس و گرگان- از نبود ابن عامر سود جست؛ به نیشابور لشکر کشید و آن را تصرف کرد. اما دیری نپایید که قارن از عبدالله بن خازم شکست خورد در سال ۳۳ هجری، با بازگشت ابن عامر از قدرت عبدالله ابن خازم کاسته شد. همراه با ابن عامر، شمار فراوانی از صحابه به نیشابور و خراسان آمدند. چنان‌که در کتاب الکامل فی التاریخ ابن اثیر آمده است: در دوران خلافت اموی؛ خراسان دارای چهار بخش بود: مرو؛ نیشابور؛ فاریاب، مرورود و طالقان؛ هرات، بادغیس و پوشنگ. و شهر نیشابور، در این دوران؛ یکی از امارت‌ها و مراکز حکومتی قلمرو اموی بود. این شهر، در این دوران و چندی پس از آن، ابرشهر نامیده می‌شد چنان‌که در سکه‌های دوره اموی و عباسی، به همین نام آمده؛ و البته، در جایگاه یکی از چهار کرسی‌نشین خراسان، به لقب ام‌البلاد نیز خوانده می‌شد.
لقمان بایمت اف، گفته است:
هر پدیده کوچک تاریخی که هم‌اکنون در این دیار می‌بینید، نشانه‌ای است از فرهنگ ایران بزرگ، عصارهٔ تاریخ و فرهنگ ایران باستان از زبان، رسوم و سنت‌های مردم زحمتکش این خاک و بوم تراوش می‌کند برای من، نیشابور محل تقدس تاریخ است. البته، تنها خجندی‌ای نیستم که این ادعا را دارم.

## تأسیس شهر و نام‌های آن در دوره‌های تاریخی

### اسطوره‌ها
الحاکم نیشابوری، در کتاب تاریخ نیشابور می‌نویسد که نیشابور را انوش بن شیث بن آدم ساخت. در افسانه‌های مربوط به ایران باستان، بنای این شهر را به دوران اساطیری ایران و به عهد طهمورث، نسبت داده‌اند. این زمان، حدوداً با هزاره چهارم قبل از میلاد مسیح، که شهرنشینی رونق یافته بود، قابل انطباق است. می‌توان چنین انگاشت که این شهر، از جهت موقع اقلیمی و سوق‌الجیشی (استراتژیک)، در سراسر دوران عهد باستان تا زمان ساسانیان، شکوفا و پیوسته رو به پیشرفت بوده است. در زمان هخامنشیان، شهری که بعدها نیشابور خوانده شد، جزء ساترپی پارت (پرثو) بوده است.

### تاریخی
قدیمی‌ترین سندی که از شهر بودن نیشابور قبل از ساسانیان یاد می‌کند، کتاب اوستا است که با واژه «رئونت»(به زبان اوستایی:جلال و شکوه) از آن نام می‌برد. در بسیاری از متون پهلوی و مانوی، نام این شهر، ابرشهر ذکر شده است. «شهر نیشابور را شاپور اردشیران ساخت بدانگاه که پهلیزگ تور را کشت، به همان‌جا شهر را فرمود ساختن.». در واقع ابرشهر، نام قدیمی‌تر نیشابور یا منطقهٔ آن بوده که به شکل «اَپَرشهر» نیز آمده است.
ریشه‌شناسی نام «نیشابور»، مورخان را به مؤسس آن راهنمایی کرده است. آن‌ها معتقدند، نام این شهر از مؤسس آن گرفته شده است. نیشابور در دوره ساسانیان به فرمان شاپور اول تأسیس شد؛ برخی مورخان قدمت این شهر را قبل از شاپور اول می‌دانند، در هر صورت، نیشابور در دوره فرمانروایی شاپور اول به تاریخ پیوند می‌خورد. این شهر، ابتدا به عنوان پایگاه برای نبردهای جبهه شرق از سوی شاپور اول بنیان گرفت. در برخی از متون دوره اسلامی، نام دیگر نیشابور «ابرشهر» آمده است که این نام در دوره‌های قبل از اسلام هم، به کار می‌رفته است. سکه‌های کشف شده، این موضوع را ثابت می‌سازد. برای نمونه، در سکه‌ای که تصویر قباد ساسانی را نشان می‌دهد، کلمه ابرشهر دیده می‌شود.
واژه نیشابور در دوره ساسانی همه جا به شکل «نیوشاپور» آمده است که آن را به معنی کار خوب شاپور یا جای خوب شاپور گرفته‌اند زیرا شاپور دوم، این شهر را تجدید بنا کرد ولی به روایت بیشتر مورخان، شاپور اول بانی آن بوده است. اگر این نکته را در مورد نوسازی این شهر، قرین صحت بدانیم، کلمه «نیو» می‌توان به شکل امروزی آن «نو» تعبیر کرد و معنی نیشابور چیزی جز شهر نوسازی شده شاپور نخواهد بود و دیگر دلیلی برای بحث در مورد شاپور اول و دوم وجود نخواهد داشت؛ زیرا که بعضی از مورخان در انتخاب هر یک از آن دو دچار شک شده‌اند ولی قدر مسلم بانی اولیه باید شاپور اول باشد و پس از وقوع زلزله‌ای شاپور دوم امر به ترمیم و بازسازی آن کرده است و این به هر حال،  کار نیک شاپور دوم بوده است که به لفظ «نیوشاپور» از آن یاد کرده‌اند.
نیشابور در اوایل اسلام، به «ابرشهر» هم معروف بود که در سکه‌های دوره‌های اموی و عباسی به همین نام آمده است. «ایران‌شهر» هم گفته‌اند. چون یکی از چهار شهر کرسی‌نشین خراسان بود، لقب «ام‌البلاد خراسان» هم، برای خود کسب کرده است. به‌طور کلی از قرن سوم، نیشابور، به جای اسامی قبلی می‌نشیند و به این نام معروف می‌شود. پس از حمله مغول، نیشابور مدتی به نام «شهرشادیاخ» (شادیاخ، کاخ معروف عبدالله بن طاهر بنا شده در قرن دوم هجری) معروف شد.
در زمان ورود علی بن موسی در سال ۲۰۰ یا ۲۰۱ هجری قمری، مدتی نام این شهر را «مدینة الرضا» (همانند تغییر یثرب به مدینة النبی) می‌گفتند که جنبه افتخاری داشته است، و همچنین، اشاره داشته به اهمیت ورود علی بن موسی به این شهر؛ ولی این نام، از آن جا که همه اهالی این شهر در آن زمان، پیروی مذهب شیعه نبودند، کاربردی همگانی نداشته است. (توجه داشته باشید که مشهد الرضا با مدینة الرضا متفاوت است)
به‌طور کوتاه سیر نام‌گذاری این شهر و منطقهٔ آن، این‌گونه است:(جدول زیر تغییرات نام‌های این منطقه را نشان می‌دهد)
| دوره تاریخی یا اسطوره     | زبان دوره         | نام اطلاق شده بر نیشابور کنونی | نام‌های دیگر                                     | نقش شهر |
| ------------------------- | ----------------- | ------------------------------ | ----------------------------------------------- | --- |
| در کتاب اوستا و هخامنشیان | فارسی باستان      | رئونت /Re e vant               |                                                 | مذهبی، در حال رشد |
| ساسانیان                  | فارسی پهلوی       | نیوشاپور/New Shapur            | نیو شَهپُهْر (شاهپور)، ابرشهر، نیک شَهپُهْر           | از شهرهای مهم بناشده شاهپور ساسانی |
| بنی امیه                  | عربی              | نَیسابور                        | اَبَرشهر، ایران شهر                               | شهر فتح شده توسط مسلمانان بدون جنگ |
| بنی عباس و طاهریان        | عربی              | نَیسابور                        | اَبَرشهر/Abar Shahr-مدینة الرضا (شهر رضا)         | ام‌البلاد خراسان، یکی از چهار شهر کرسی‌نشین خراسان، گسترش مدارس مهم و مساجد و خانقاه‌ها، ورود علی بن موسی به نیشابور، اعلام استقلال امیران طاهری |
| ایلخانان مغول             | مغولی             | شهر شادیاخ                     |                                                 | |
| صفوی                      | فارسی، آذربایجانی | نیشاپور/Nishapur               | شهر فیروزه                                      | گسترش بهره بردای از معدن سنگ فیروزه نیشابور                                                                                                   |
| امروزه                    | فارسی             | نِیشابور/Neyshabour             | نشابور/Neshabur- نام‌های پیشین هم استفاده می‌شود. | |

## موقعیت تاریخی شهر و ویژگی‌های آن

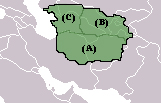
نقشه خراسان بزرگ. (قبل از اسلام).

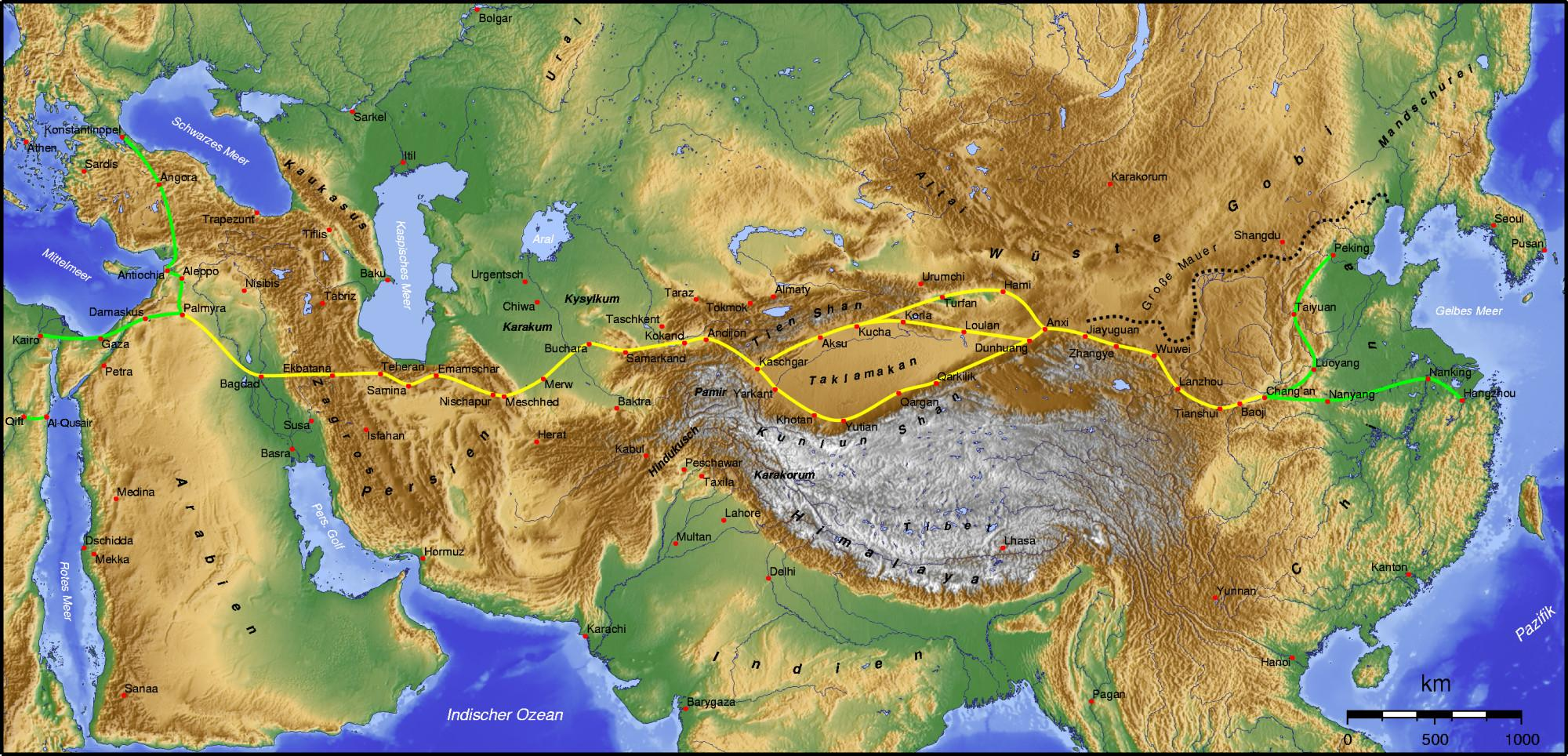
نقشه راه‌های جاده ابریشم.

توصیف‌ها از ویژگی‌های شهر و اهالی آن توسط مورخین، سفرنامه نویسان از جایگاه علمی و فرهنگی نیشابور حکایت دارد. در دوران اسلامی و دوره خلافت عباسی و حتی پس از هجوم مغولان توصیف‌های بسیاری از اهمیت و بزرگی این شهر، شده است و حتی با شهرهای بزرگ آن زمان؛ بغداد، قاهره، دمشق، قیروان، شیراز مقایسه شده است. ویژگی‌ها و امتیازات نیشابور را گذشته می‌توان در چند توصیف خلاصه کرد: وفور نعمت، جمعیت فراوان، عمارتهای بسیار و باشکوه، معادن فیروزه، تعداد زیاد کاروان‌ها و کاروانسرای‌ها، رونق تجارت، کثرت مدارس و خانقاه‌ها، مساجد و کلیساها.
این شهر میوه‌ها، باغ‌ها، و آب‌های فراوان دارد و بسیار زیباست. چهار نهر در آن جاری است و بازارهای خوب و وسیع، و مسجد زیبایی دارد که در وسط بازار قرار گرفته و چهار مدرسه در کنار آن واقع شده که آب فراونی در آن‌ها جاری است و گروه انبوهی از طلاب در این مدرسه‌ها مشغول فراگرفتن فقه و قرآن هستند. مدرسهٔ نیشابور از بهترین مدارس آن حدود است. ابن بطوطه. اوایل سدهٔ هشتم هجری
شهری که توانایی برابری با پایتخت مصر را داشته، نیشابور بوده است. ناصرخسروسده پنجم
در سراسر خراسان شهری در سلامت هوا و پهناوری و پرعمارتی و تجارت و کثرت مسافر به پای نیشابور نمی‌رسد. ابن حوقل سده چهارم
بر اساس حدیثی منسوب به پیامبر اسلام که مضمون آن، برتری جایگاه نیشابور و اهالی آن در خراسان است، تعدادی از اصحاب و بسیاری از تابعین در مدارس این شهر، به نشر علوم اسلامی پرداخته‌اند.
 «بهترین شهرهای خراسان، نیشابور است» و «نیک شهری است نشابور». پیامبر اسلام (نقل از ابن جریح و ابراهیم بن طهمان از تابعین)
بنا به نوشته مورخان و جغرافیدانان عرب‌زبان، مانند ابن رسته، مقدسی، اصطخری، ابن حوقل و یاقوت حموی شهر نیشابور یک فرسنگ در یک فرسنگ بوده و بازار و میادین و دکاکین و کاروانسراهای بسیار داشته است که از لحاظ اقتصادی «انبارگاه مال‌التجاره فارس و کرمان و هند یعنی ولایات جنوبی و همچنین ری و جرجان و خوارزم» بوده است. در این دوره یعنی در قرون وسطی، ایالت خراسان به چهار قسمت یعنی چهار ربع تقسیم می‌گردیده و هر ربعی به مرکزیت‌یکی از چهار شهر بزرگ:نیشابور، مرو، هرات و بلخ خوانده می‌شده و در زمان‌های مختلف، یکی از این شهرها مرکزیت تمام خراسان بزرگ را به عهده داشته و نیشابور نیز، از زمان طاهریان به بعد، به عنوان پایتخت انتخاب گردیده است و گفته‌اند که
این شهر از قاهره قدیم (فسطاط) بزرگتر و از بغداد جمعیتش بیشتر و از بصره جامعتر و از قیروان عالیتر بوده و ۴۴ محله داشته و ۵۰ خیابان اصلی و مسجدی ممتاز و کتابخانه‌ای با شهرت جهانی و یکی از چهار شهر شاهی امپراطوری خراسان بوده است.
همچنین ببینید:ربع نیشابور

### پیش از اسلام
دربارهٔ موقعیت جغرافیای شهر نیشابور پیش از اسلام، در بین صاحبنظران اختلاف نظر وجود دارد. از جمله ویلکینسون معتقد است که نیشابور پیش از اسلام خارج از این محدوده می‌باشد ولی ریچارد بولیت معتقد است که نیشابور دوره اسلامی، بر روی خرابه‌های دوران پیش از اسلام قرار گرفته است و از طرفی سایکس محل نیشابور پیش از اسلام را در منطقه عشق آباد نیشابور کنونی می‌داند. بر اساس نظرات پژوهشگران، دو چیز شهر باعث کمرنگ شدن جایگاه شهر نیشابور و نقش آن شده است: جنگ‌ها و زلزله‌ها. بنابراین، این دو عنصر در بررسی تاریخ این شهر مهم است.

### در شاهنامه فردوسی
گفتار فردوسی، قدمت نیشابور را به دورانهای باستان می‌برد و شعر وی، گواه بر وجود این شهر در اساطیر ملی ایران است. دربارهٔ به سلطنت رسیدن کیکاوس می‌گوید:
بیامد سوی پارس کاووس کی// جهانی به شادی نو افکند پی/ فرستاد هر سو یکی پهلوان// جهان‌دار و بیدار و روشن‌روان/ به مرو و نشابور و بلخ و هری// فرستاد هر سو یکی لشکری.
یا در هنگامی که کیخسرو از توران‌زمین به ایران مراجعت می‌کند، فردوسی از نیشابور یاد می‌کند:
ز آن پس به راه نشاپور شاه// بیاورد پیلان و گنج و سپاه// همه شهر یکسر بیاراستند// می و رود و رامشگران خواستند.
در یادآوری احوالات اردشیر ساسانی، طبری می‌گوید که:
اردشیر بابکان از سواد عازم استخر شد و از آن جا نخست‌به سکستان و سپس گرگان، ابرشهر، مرو، بلخ، خوارزم و تا انتهای سرزمین خراسان رفت. او بسیاری از مردمان را کشت و همه مرزهای شرقی را به اطاعت آورد.
از گفته فوق، احتمالاً این نتیجه به دست می‌آید که ابرشهر در واقع نام اولیه و اصلی نیشابور است و در زمان شاپور اول، این محل جدید به نام این شاه، نیشاپور نامگذاری شد. کتیبه شاپور اول که ویژه پیروزی او در مناطق شرقی ایران است از مناطق «پرثو»، «مرو»، «هرات»، «سغد»، «ابرشهر» نام می‌برد، دلیل واضحی بر وجود ابرشهر می‌باشد که به هر حال همانند شهرهای دیگر، یا کاملاً به فرمان شاپور درآمد یا خراجگزار وی شد. حرکت‌شاپور به نیشابور به این صورت بود که پس از حمله ترکان به نواحی شرق که احتمالاً بایستی پس از مرگ اردشیر واقع شده باشد و دادخواهی مردم از شاپور اول،
وی با لشکری جرار بر سر آن اتراک رفت و به محاربه و مقاتله، ایشان را از ملک ایران اخراج کرد و باز به نیشابور آمده و این‌جا مقام نمود و بنای شهر متصل به قهندز و اقامه شهرستان اخراج و ابراج و تشبیه اساس فرمود و محلات و عمارات به هم وصل کرد و خندق شهر و قهندز به هم متصل کرد. وی بر چهار جانب شهرچهار دروازه مرتب داشت، شرقی، غربی، جنوبی، شمالی. مهندسان را فرمود و طریق بنا به ایشان نمود تا چنان بنا نهادند که چون آفتاب طلوع کرد شعاع آن از هرچهار دروازه شهر طلوع کردمی و آن عجایب بناها بود و به وقت غروب از هرچهار دروازه آفتاب در نظر بودی که پوشیده شدی
حاکم نیشابوری (متوفی ۴۰۵ ه‍.ق) صاحب تاریخ نیشابور نیز از اتصالات محلات و خندق شهر و قهندز یاد می‌کند که دلیل واضحی بر یکی بودن نیشابور با ابرشهر می‌باشد. علاوه بر این، براساس آنچه وی ذکر می‌کند، در واقع، نیشابور در زمان شاپور اول بنیاد یافته است مخصوصاً این که در هنگام حفر خندق، خبر از یافتن گنجی برای وی آوردند و او همه آن گنج را نفقه کرد و این، خود دلیل بر استقرار وی در نیشابور، به هنگام حفر خندق می‌باشد. دربارهٔ حصار و باروی شهر نیشابور که هم‌زمان با حفر خندق انجام شده است مؤلف در جای دیگر چنین می‌گوید:
شاپور اول بر حوالی شهر خارج خندق عمارت آغاز کرد، معماران و عمله مرتب کرد و تکلیفات شاقه فرمود، رعایا عاجز آمدند، معماران را امر کرد که هر روز پیش از آفتاب به سر کارها روند. هر که از رعایا پیش از آفتاب حاضر نشود زنده در میان خشت و گل دیوار گیرند و چنان کردند؛ و خلق بر آن رنج قرار گرفتند؛ و بعد از سنین کثیره… استخوان بنی‌آدم از سر تا قدم از میان گل بر خاک می‌افتاد».
زردشت هم، یکی از سه آتشکده معروف ایران را به نام مهربرزین یا برزین مهر در کوه‌های شمال نیشابور ساخت.

## نیشابور در دورانخلافت راشدینخلافت امویانوعباسیان

### فتح نیشابور توسط مسلمانان
نوشتار اصلی: فتح نیشابور

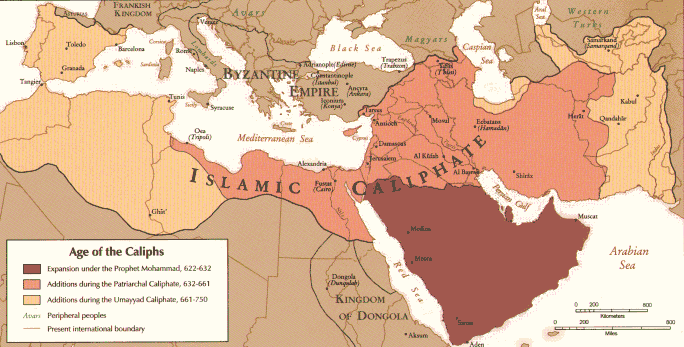
در سال ۶۴۳میلادی نیشابور بدون درگیری توسط مسلمانان فتح شد.

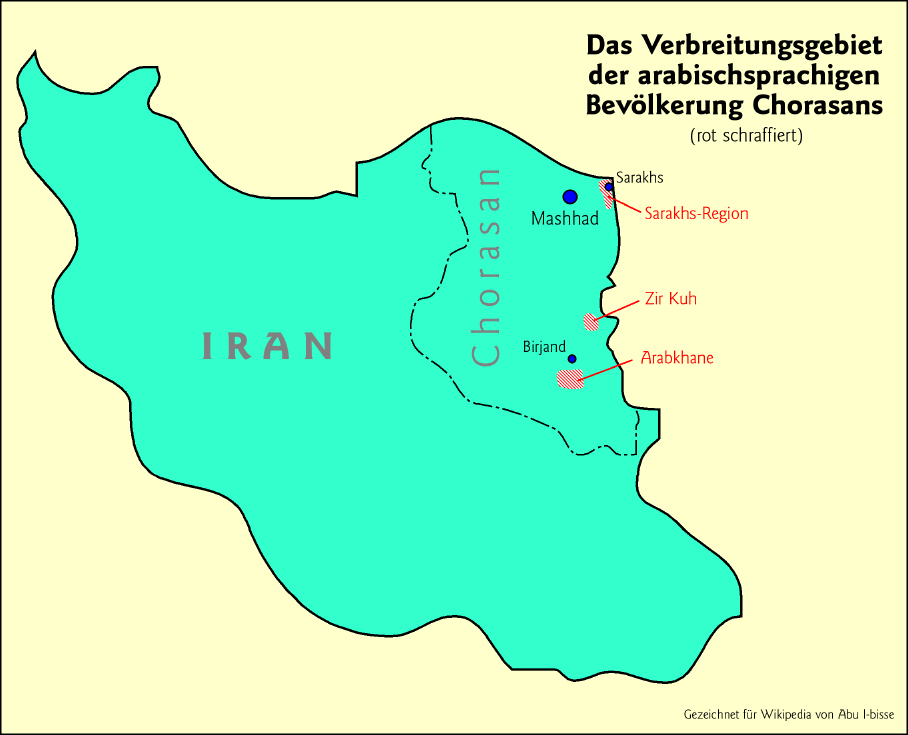
نقشه پراکندگی اعراب در خراسان (ربع نیشابور).

مسلمانان در دوره خلافت عثمان بن عفان توانستند با مردم این شهر صلح کنند و از این طریق، دین اسلام را وارد نیشابور کردند. اما بیشتر تاریخ نویسان، فتح نیشابور را در سال ۲۲ هـ. ق و در هنگام خلافت عمر بن خطاب ثبت کرده‌اند. برخی نیز، این رویداد را در زمان حکومت عثمان بن عفان در سال ۲۹ ه‍.ق نوشته‌اند، دلیل این اختلاف نظر، آن است که در بسیاری از نواحی فتح شده توسط مسلمانان درخراسان پس از فتح اولیه‌ی، معمولاً مخالفت‌ها و شورش‌هایی علیه حاکمان جدید مسلمان ایجاد می‌شده و قیام‌هایی صورت می‌گرفته است. طبیعی است که در این درگیریها، ناحیه یا نقطه‌ای چند نوبت دست به دست می‌گردید و بدین ترتیب، تاریخ فتح یک شهر به چند صورت ضبط و نوشته شده است.
در خراسان و بیشتر مرکز آن، نیشابور، پس از قتل عمر بن خطاب و به خلافت رسیدن عثمان، گروهی از خراسانیان و نیشابوریان شورش کردند. والی خراسان، عبدالله بن سمره، شرح شورش‌ها را به خلیفه، عثمان، گزارش داد. عثمان سپاهی به فرماندهی عبدالله بن عامر بن کریز به خراسان فرستاد تا شورش‌ها را آرام کند، عامر شورشیان را سرکوب می‌کند و صاحب منصبان دولتی را به مشاغل قبلی خود بازمی‌گرداند. در این موقع، نیشابور بدون درگیری توسط عبدالله بن عامر فتح شد.
با فتح و تسخیر نیشابور، مهاجرت عرب‌های مسلمان، بیشتر از ناحیه سواد(عراق عرب) به این ناحیه آغاز شد. اولین مهاجرت بزرگ مسلمانان عرب به نیشابور و به‌طور کلی خراسان در آغاز نیمه دوم قرن اول هجری قمری صورت گرفت. این مهاجرت بعدها، باعث شکوفایی و شهرت نیشابور در جهان اسلام شد. تداوم مهاجرت عربها به خراسان و ازدیاد نسل آن‌ها در طی سال‌های متوالی، سبب شد که تعداد عرب‌ها در کل جمعیت خراسان و نیشابور، رقم بزرگی بشود. اگرچه گروهی از آن‌ها، به دلیل تأثیرپذیری از فرهنگ ایرانیان، دیگر نام و نشانی از عرب بودن نداشتند، اما تعداد کثیری از عربها تا اوایل قرن اخیر، برخی از ویژگی‌های فرهنگی خود را حفظ کرده بودند و با تکلم به زبان عربی، بر تمایز قومی خویش، پای می‌فشردند. از میان طوایف و تیره‌های عرب مهاجر به خراسان و نیشابور، می‌توان به این گروه‌ها اشاره کرد:
- خزاعی، خزیمه، شیبانی، نخعی، رمضانی، عامری، عنانی، سالاری، بنی اسد، فلاحی، خفاجه، قشیری، صاعدی، عبقات، منیعی، ثعالبی، ثقفی و موسوی (بنی هاشم و دیگر سادات)[۱۲۰][۱۲۱][۱۲۲][۱۲۳][۱۲۴]

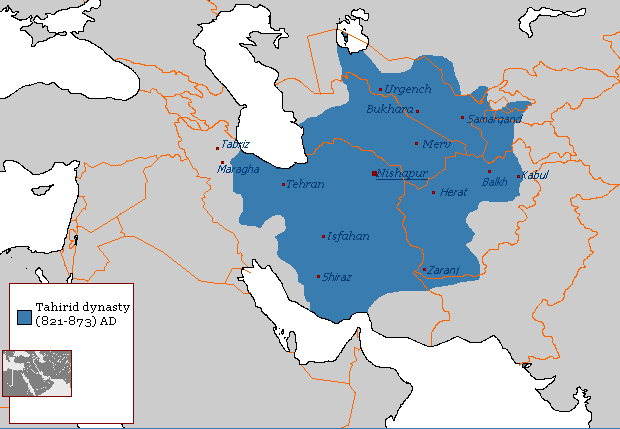
گسترهٔ فرمانروایی طاهریان

## ابومسلم
در سال ۱۳۱ ه‍.ق ابومسلم خراسانی نهضتی در خراسان بر ضد خلافت بنی‌امیه، به وجود آورد و با قیام خود به نیشابور آمد و حاکم آن شهر شد. وی، در مدت حکومت خویش، مسجدی در نیشابور ساخت (مسجد جامع ابومسلم). او قصد رونق بخشیدن به این شهر را داشت اما در سال ۱۳۸ ه‍.ق در بغداد به تحریک منصور خلیفه عباسی کشته شد و بدین‌سبب، چندی پیشرفت نیشابور متوقف شد.

## طاهر ذوالیمینین؛طاهریان
خراسان در اوایل قرن سوم هجری، به سال ۲۰۵ قمری در حیطه اقتدار طاهر ذوالیمینین درآمد، وی در خراسان، دولتی نیمه مستقل تشکیل داد و نیشابور، پایتخت شد. طاهریان اولین حکومت نیمه مستقل ایران بعد از ورود اسلام بودند. این دوره، مصادف با شروع شهرت و عظمت نیشابور است؛ رشد و پیشرفت شهر، رونق صنعتگری، موسیقی، سفالگری. اوج هنر سفالگری در نیشابور را قرن سوم و چهارم ه‍.ق می‌دانند که طبق گفته‌ها، این صنعت از چینی‌ها که به سبب رونق بازرگانی نیشابور در جاده ابریشم و راه اصلی ایران با آن‌ها به داد و ستد مشغول بوده‌اند، فرا گرفته شده است. اما صنعتگرانِ نیشابوری، با ترکیب نقوش ساسانی و هنر خوشنویسی اسلامی، سفالینه‌هایی را به وجود آوردند که در تاریخ بی‌نظیر است.
برای اطلاعات بیشتر مقاله طاهریان را بخوانید. 
برای اطلاعات بیشتر عبدالله بن طاهر را بخوانید. 

### علی بن موسی در نیشابور
علی بن موسی، و ولیعهد خلیفه مأمون عباسی، در سال ۲۰۰ هجری قمری -۸۱۵ میلادی-وارد شهر نیشابور شد. این ورود یک واقعه مهم تاریخی و مذهبی در تاریخ نیشابور به حساب می‌آید. او در نیشابور با استقبال مردم رو به رو شد و خطبه‌هایی بیان کرد که مهم‌ترین آن‌ها حدیث سلسله الذهب و حدیث «التعظیم لامرالله والشفقة علی خلق‌الله» است. کارهای دیگری که علی بن موسی در نیشابور انجام داد یا به دیگران فرمان داد، جزء سیره امام رضا نزد پیروان مذهب شیعه و دیگر مسلمانان قرار دارد. بازسازی یک گرمابه، درختکاری، زیارت آرامگاه محمد محروق، بیان احادیث، انتخاب محل سکونتش در خانه‌ای محقر، مناظره با صوفیان از جمله این سیره است که در تاریخ ذکر شده است. از سال ۱۳۸۴ شمسی-۲۰۰۵ میلادی- به بعد، روز دهم تیرماه در ایران به عنوان سال روز ورود «امام رضا به نیشابور» انتخاب شده است.

## صفاریان؛یعقوب لیث
در اوایل نیمه دوم قرن سوم هجری یعنی در سال۲۵۹ ه‍.ق یعقوب لیث صفاری، نیشابور را به تصرف درآورد ولی پس از مرگش عمرو بن لیث صفاری در سال۲۷۹ هجری نیشابور را پایتخت‌خویش قرار داد و او نیز عمارات زیادی بر شهر افزود.

### سامانیان

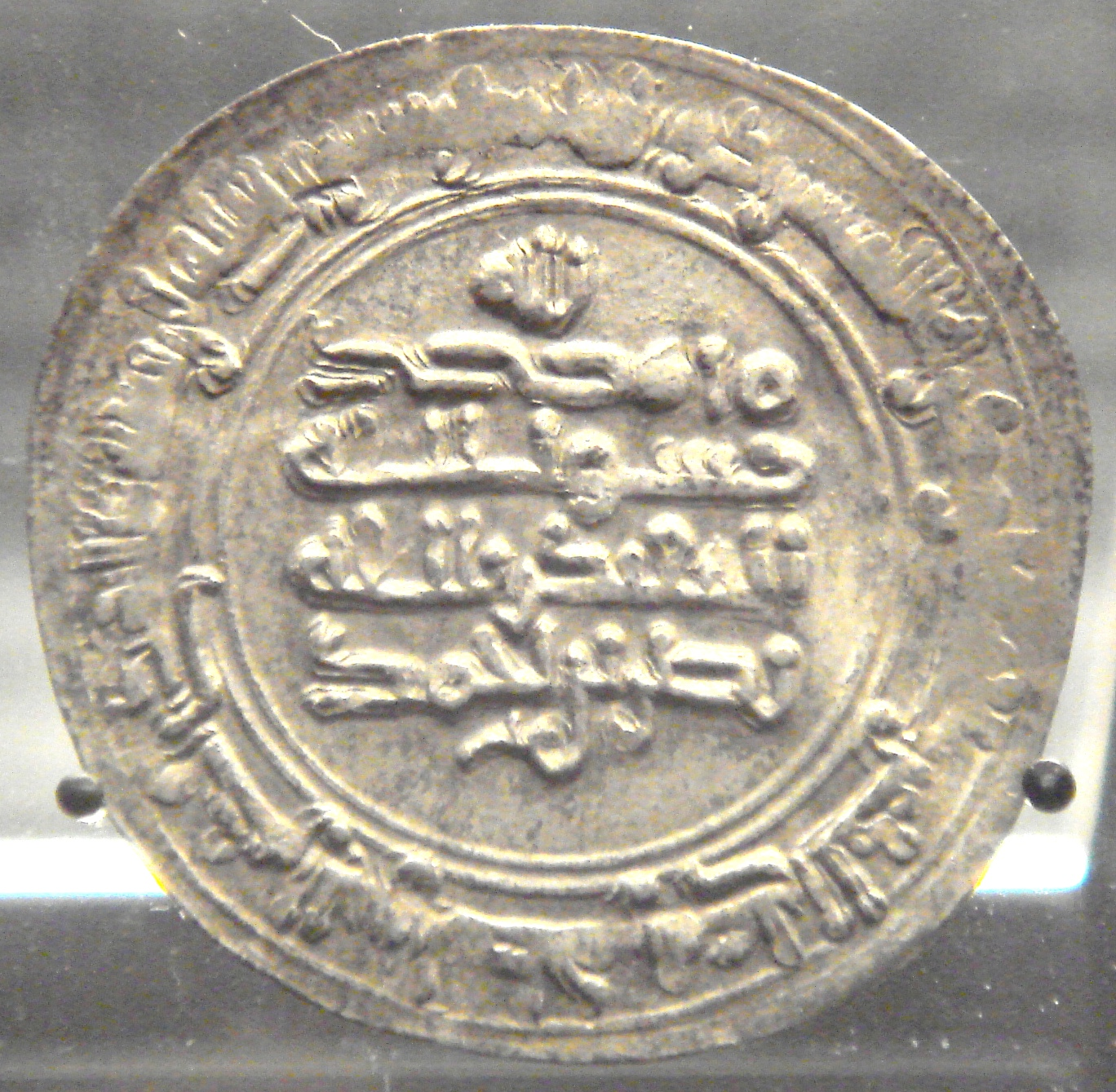
سکهٔ ضرب شده نصر دوم سامانی در نیشابور

دوره سامانیان مهم‌ترین دوره اعتلای هنری نیشابور بوده است. در این دوره نیشابور مرکز سیاسی-اداری خراسان بزرگ به‌شمار می‌رفته است.
عامل اصلی آشنایی ترکان با امور اداری به کمک دیوان سالاران نیشابوری ممکن شد و محمود غزنوی مهم‌ترین حاکم غزنوی تا پیش از فرمان‌روایی مدتی به عنوان سپهسالار سامانیان در پایتخت اداری خراسان بزرگ یعنی نیشابور سکونت داشت. در زمان فرمانروایی نصر دوم سامانی نیشابور مرکز دولت بود تا این که نصر دوم در همین شهر درگذشت.
غلامان ترک سامانیان که در بیش‌تر موارد، سمت سپهسالاری، یعنی فرماندهی کل نیروهای نظامی را عهده‌دار بوده در نیشابور مستقر بودند. بسیاری از این افراد، پس از درگذشت امیری از سامانیان، سر به شورش برمی‌داشتند.

## دوره سلجوقیان؛ حملهغزهابه نیشابور
پادشاهی آل سلجوق از نیشابور آغاز می‌شود. در سال ۴۲۹ ه‍.ق طغرل بیک شهر را گرفت و پایتخت خود قرار داد و این شهر منزلت قبلی خود را از سرگرفت اما چون طغرل درگذشت جانشین وی آلب‌ارسلان دربارش را به اصفهان برد ولی دوره‌های طویلی از ایام حکومت خویش را در نیشابور می‌گذرانید. مقارن همین زمان یعنی در سال ۴۳۷ ه‍.ق که ناصرخسرو علوی از این ناحیه می‌گذشت نیشابور را در اوج شهرت و اعتبار می‌دید رونق بازرگانی نیشابور به‌حدی بود که در سرزمین عربستان تمامی دادوستدهای بازرگانی با سکه‌های طلای نیشابور صورت می‌گرفت. نیشابور در زیر لوای حکومت سلاجقه به‌ویژه در دوران سلطنت ملکشاه سلجوقی (۴۶۵–۴۸۵ ه‍.ق) به همت خواجه نظام‌الملک طوسی (م ۴۸۵ ه‍.ق) وزیر این سلطان از لحاظ مرکزیت علمی مشهور شد و نظامیه‌ای که جنبه دانشگاه‌های کنونی داشت در نیشابور بنیاد گردید و تعداد ۱۳ کتابخانه که مهم‌ترین آن‌ها حدود پنج‌هزار جلد کتاب داشت به وجود آمد. بدین جهت این شهر عنوان دارالعلم به خود گرفت و سال‌های متمادی مرکز تجمع علما و دانشمندان بود. به‌طور کلی می‌توان گفت که نیشابور پس از سلجوقیان تا حمله مغول پیوسته دارالملک و مرکز ایالت خراسان بزرگ بوده است. در قرن پنجم تا هفتم هنر آبگینه نیشابوری به اوج خود می‌رسد که حمله مغول‌ها نیشابور و هر آنچه در آن بوده است را به ویرانی می‌کشاند.
ابتدای سلطنت سلجوقیان را باید با خطبه سلطنت برای طغرل در تاریخ شوال ۴۲۹ هجری در نیشابور دانست. طغرل به کمک ابوالقاسم علی بن عبدالله جوینی معروف به سالار پوژکان، که همواره در دستگاه قدرت طغرل باقی‌ماند، به نیشابور وارد و سلطنت را آغاز کرد. طغرل برای خود اسم اسلامی «رکن‌الدین ابوطالب محمد» را انتخاب کرد و این نام و مقام مورد تأیید خلیفه عباسی قرار گرفت. طغرل وزیری با کفایت که او را هم‌رده خواجه نظام‌الملک طوسی می‌دانند به نام عمیدالملک کندری داشت و سیاست و تدبیر او به طغرل بسیار کمک کرد.
در دوره سلجوقیان، پادشاهی آلب ارسلان، به هنگام وزارت نظام‌الملک در نیشابور نظامیه ساخته شد و به آبادانی این شهر توجه خاصی می‌شد.
در دوره حکومت سلطان سنجر سلجوقی، نیشابور مورد هجوم «غزان» قرار گرفت؛ «شهر را آتش زدند و بسیاری را کشتند».
سنجر ابتدا در محرم سال ۵۴۸ شکست خورد و بار دیگر در جمادی‌الاول همین سال در نزدیک مرو لشکر سلطان سنجر مورد حمله قرار گرفت و امیر قماچ در این جنگ به قتل رسید و سنجر و همسرش را به اسیری گرفتند و «سپس مرو و بلخ و طوس و نیشابور را قتل‌عام کردند و بسیاری از اهالی نیشابور را به شهادت رسانیدند و این شهر را نیمه ویران نمودند.»
از جمله خرابی‌هایی که در این هجوم بر شهر نیشابور وارد آمد غارت کردن کتاب‌های هفت کتابخانه، سوزانیدن پنج کتابخانه بزرگ و معروف شهر، ویران کردن بیست و پنج دارالعلم و مهم‌تر از همه آن‌ها مسجد معروف به عقلا بود که به گفتهٔ پاره‌ای از مورخان پنج‌هزار جلد کتاب داشت. دربارهٔ خرابی‌ها مورخان سخنان زیادی گفته‌اند. راوندی مورخ سده ششم نوشته است:
در نیشابور چندان خلق را در مسجد کشتند که کشتگان در میان خون ناپیدا شدند. پس از آن مسجد بزرگ مطرز را شبانه آتش زدند تا در پرتو نور آن، شهر را غارت کنند…
خاقانی هم در قصیده‌ای این موضوع را بیان کرده سروده است:
| آن مِصرِ معرفت که تو دیدی خراب شد |  | وان نیلِ مکرمت که شنیدی بر آب شد |
| آن کعبهٔ وفا که خراسانْش نام بود  |  | اکنون به پایِ پیلِ حوادث خراب شد  |

امرای سنجر در مدت سه سال اسارت او ولیعهدش را به نام سُلیمان‌شاه در نیشابور به سلطنت نشاندند و او از ترس غزها در ماه صفر سال ۵۴۹ به عراق رفت و باز امرای سنجر رکن‌الدین خاقان محمود خواهرزاده سلطان را از ماوراءالنهر به خراسان دعوت نمودند و در نیشابور خطبه سلطنت به نام او خواندند. در همین ایام بود که یکی از غلامان قدیم سلطان به نام مؤید آی ابه نیشابور و طوس و نسا و ابیورد و بیهق و دامغان را تحت امر خود درآورد و در نیشابور مستقر شد و غزان را از این نواحی بیرون کرد و سرانجام پذیرفت که با دادن خراجی سالیانه به خاقان محمود این نواحی مستقل باشد. در این بین (اوایل سال ۵۵۱ ق) سنجر به تدبیر یکی از امرا از غزها رهایی یافت اما چیزی نگذشت که در ۱۴ ربیع‌الاول سال ۵۵۲ در مرو درگذشت و در همان‌جا مدفون شد.

## حمله مغولان به نیشابور

### دورهٔخوارزمشاهیان؛حمله مغول

مسیر حمله مغول در زمان حیات چنگیز خان

در کتاب تاریخ جهانگشای، دربارهٔ جایگاه شهر نیشابور، قبل از مغول، نوشته شده است:
اگر زمین را نسبت به فلک توان داد، بلاد، به مثابت نجوم آن گردد و نیشابور، از میان کواکب، زهرهٔ زهرای آسمان باشد و اگر تمثیل آن به نفس بشری رود، به حسب نفاست و عزت انسان، عین انسان تواند بود، و ماذا یصنع المرء… ببغداد و کوفان… و نیشابور فی الارض… کالانسان فی الانسان. حبذا شهر نیشابور که در روی زمین/گر بهشتیست خود اینست و گر نی خود نیست.
حمله مغول و تأثیرات پس از آن، به عنوان ضربه‌ای رکودکننده در تاریخ نیشابور و در پی آن تمدن اسلامی و ایران مطرح است. این شهر مهد علم و دانش و نوآوری در دوران طلایی اسلام بود «تبدیل به جویبارهای خون گردید، و از سران مردان و زنان و کودکان هرم‌هایی ساخته شد، و حتی به سگ‌ها و گربه‌های شهر نیز رحم نکردند.»

## نیشابورپس ازحمله مغول

### دوره ایلخانان؛ بعد از حمله مغول

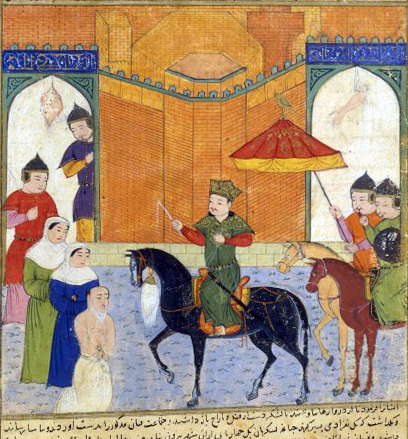
غازان نیشابور را تصرف می‌کند. از کتاب جامع التواریخ

پس از حمله مغول تا چند سال شهر نیشابور خالی از سکنه بود و کشاورزی رکود پیدا کرده بود. در اواخر دوران فرمانروایی ایلخانان غازان‌خان و ابوسعید بهادرخان برای آباد ساختن، مکان‌هایی ساخته شد و مردم از گوشه و کنار فراهم آمدند و دهات و مزارع را دایر کردند و چون شهر قدیم نیشابور به کلی از میان رفته بود شهر جدید را در طرف شمال و مغرب شهر قدیم به وجود آوردند.

### در زمانسربداران
این دوره از تاریخ نیشابور تاکنون کمتر مورد بررسی قرار گرفته است. حمدالله مستوفی مدتی را در خراسان و نیشابور گذرانید. در سال ۷۴۰ ه‍.ق مستوفی در نیشابور بوده است. او می‌نویسند:
دور و بارویش پانزده هزار گام است و آبش از قنوات و ینابیع و بعضی ضیاع درمیان شهر گذرد. آب شهر اغلب از قنات‌هایی است که از زیر خانه‌ها می‌گذردو در آبادی‌های خارج شهر بیرون می‌آید، وقنات‌هایی نیز هست که در شهر بیرون می‌آید و در خانه‌ها و بستان‌ها جاری می‌شود و این در مرکز ولایت نیشابوراست. این شهر رودی بزرگ به نام سقا رود دارد که بیشتر قنات‌های شهر در آن گرد می‌آید وبرخی از باغهای شهر و روستاهای بسیار بدان سیراب می‌شوند؛ این رود وهم چنین قنات‌های زیرزمینی را نگهبانانی است، وگاهی عمق آب قنات از سطح زمین در خود نیشابور کما بیش صد درجه است. درسراسرخراسان شهری در سلامت و پهناوری وپر عمارتی و تجارت و کثرت مسافر و قافله به پای نیشابور نمی‌رسد. مورخین قدیمی هر یک به نوبه خود شرحی از آبادی واهمیت وزیبایی این شهر به قلم آورده و آن را شهر نشاط‌انگیز وسحرآمیز معرفی نموده‌اند.
در این قرن ابن بطوطه نیز نیشابور را دیده است. او در بخشی از سفرنامه اش نوشته است:
از آن جا به نیشابور رفتیم، که یکی از شهرهای چهارگانهٔ امّهات بلاد خراسان محسوب است. نیشابور را دمشق کوچک می‌نامند. این شهر میوه‌ها و باغ‌ها و آب‌های فراوان دارد و بسیار زیبا است. چهار نهر در این شهر جاری است؛ و بازارهای خوب و وسیع و مسجد بسیار زیبایی دارد که در وسط بازار است؛ و چهار مدرسه در کنار آن واقع شده و آب فراوانی در آن‌ها جاری است. گروه انبوهی از طلّاب در این مدرسه‌ها مشغول فراگرفتن فقه و قرآن هستند. مدرسهٔ نیشابور از بهترین مدارس آن حدود است. در نیشابور پارچه‌های حریر، از قبیل کمخا و غیره بافته می‌شود. این پارچه‌ها را برای فروش به هندوستان می‌فرستند. امام عالم، قطب الدّین نیشابوری، یکی از وعّاظ دانشمند و صالح نیشابور است که زاویه‌ای تیز در آن جا بنا نهاده و من در خانهٔ او منزل کردم. شیخ اکرام بسیار در حقّ من فرمود و پذیرایی گرمی کرد و کرامت‌های عجیبی از او دیدم. در نیشابور غلام ترکی خریده بودم. شیخ او را با من دید و گفت: «این غلام به درد تو نمی‌خورد. او را بفروش.» من قبول کردم و فردای آن روز غلام را بفروختم. بازرگانی او را از من خرید. بعد از وداع با شیخ که به بسطام رفتم، یکی از دوستانم در نامه‌ای از نیشابور نوشته بود غلام مذکور، پسر یکی از ترکان را کشته و به قصاص او به قتل رسیده است؛ و این کرامت آشکاری بود که من از شیخ دیدم.»

### در عصرتیموری

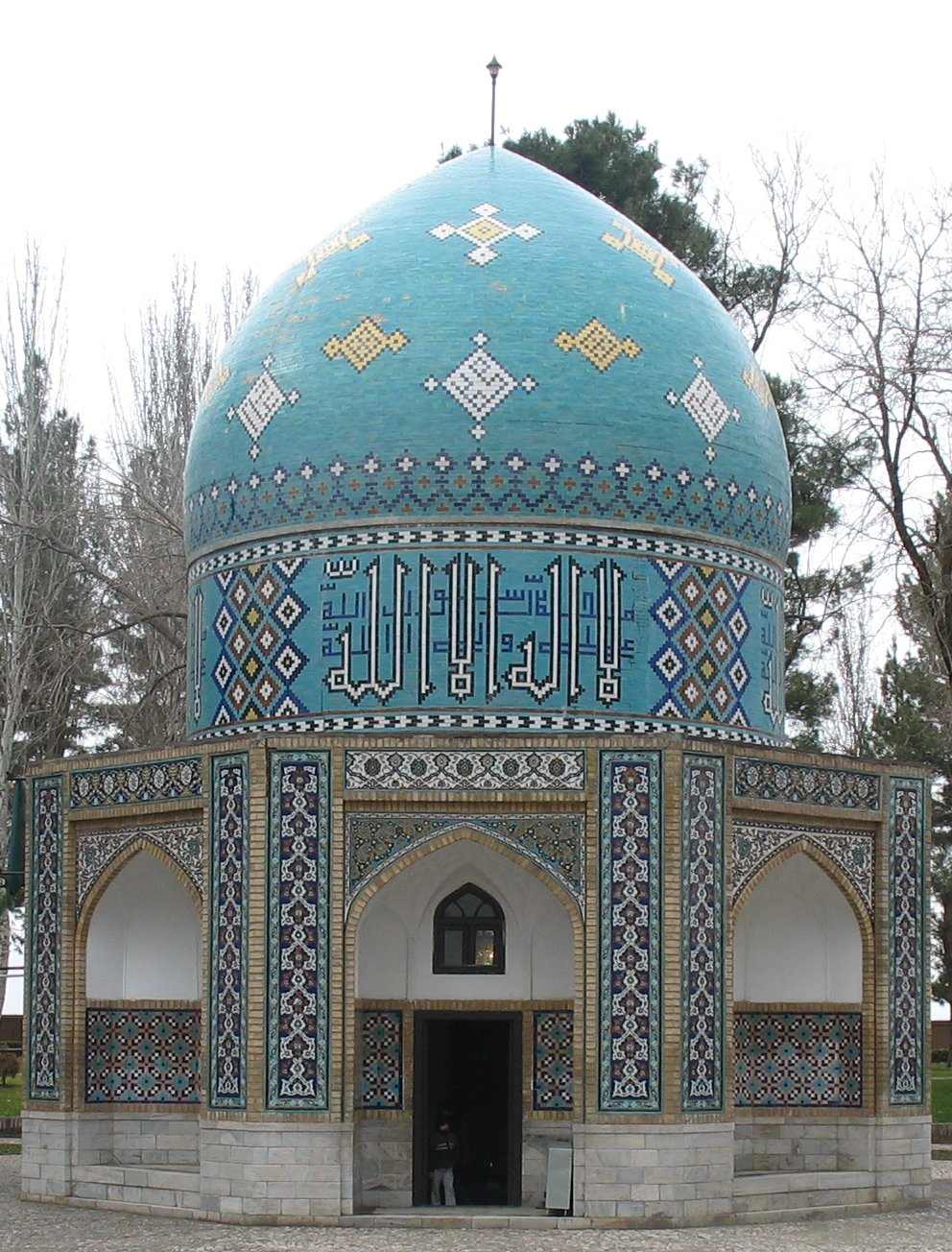
آرامگاه محمّد عطّار نِیشابوری؛ از بناهای ساخته در دورهٔ تیموریان، قرن ۸ قمری/۱۵ میلادی

در حمله تیمور لنگ این شهر آسیبی ندید زیرا حاکمان این نواحی تسلیم شده بودند. فرستاده ویژه هانری‌سوم پادشاه اسپانیا؛ روی گونزالس دی کلاویخو که در ماه ژوئیه سال ۱۴۰۴ میلادی (تابستان۸۰۷ ه‍.ق) از نیشابور عبور کرده است. دربارهٔ ورودش به این شهر نوشته است:
بیست و ششم ژوئیه ۱۴۰۴ به شهری بزرگ رسیدیم به نام نیشابور. شهر نیشابور در دشتی است که گرداگرد آن را بیشه‌ها و خانه‌های پیوسته به آن‌ها فرا گرفته است. این شهر بزرگ‌ترین شهر خراسان است، در آن وفور نعمت و همهٔ وسایل هست؛ زیرا این شهر جایگاهی نیکو دارد. این شهر مدت‌ها پایتخت ایران بوده است و در نزدیک آن معادن معروف فیروزه قرار دارد. این جواهرات را در سایر نقاط ایران هم می‌تون یافت. اما فیروزه‌های این معادن از مرغوبترین آنهاست. فیروزه را در جاهای خاص از زمین و نیز در بستر رودخانه‌ای که از کوهی در پشت شهر سرچشمه می‌گیرد بدست می‌آورند. همهٔ این شهرستان نیشابور بسیار پرجمعیت است و این محل جای بسیار خوش و مفرحی است برای زندگی. روز یکشنبه، بیست و هفتم ژوئیه ۱۴۰۴ از نیشابور به راه افتادیم.
یکسال پس از شروع فرمانروایی شاهرخ فرزند امیر تیمور (۸۰۸ ه‍.ق) زلزله شدیدی -که چندین شبانه‌روز ادامه داشت -نیشابور را زیرورو کرد. با آن که در دوران پادشاهی شاهرخ یا سایر پادشاهان گورکانان ایران، نیشابور دوباره پیشرفت کرد و پاره‌ای از رونق و شهرت از دست‌رفته خود را به دست آورد، اما اهمیت روزافزون حوزه هرات در عهد گورکانان و انتقال پایتخت از قزوین به اصفهان در دوره صفویه از توجه به نیشابور و رونق و آبادی آن کمتر شد.
نیشابور امروزین در دوره تیموریان و به خصوص شاهرخ آبادانی و رونق گذشته خود را بازیافت. پس از زلزله سال ۸۰۸، وزرا و حاکمان تیموری اصلاحاتی در این شهر شروع کردند. بازسازی آرامگاه‌ها و عمارت‌ها، تجدید قنات‌ها و وضع قوانین جدید از جمله اصلاحات دوره تیموری در این منطقه بود.

### در عصرصفویهوافشاریهوقاجاریه

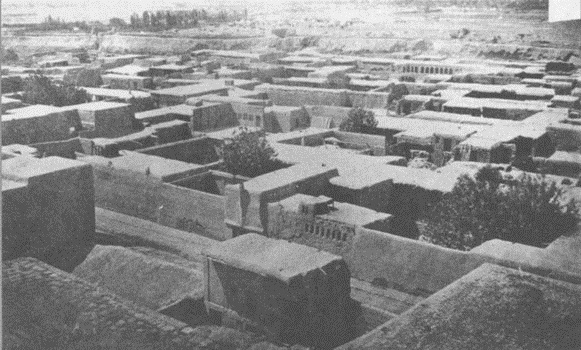
حومه نیشابور در اوائل قرن بیستم میلادی

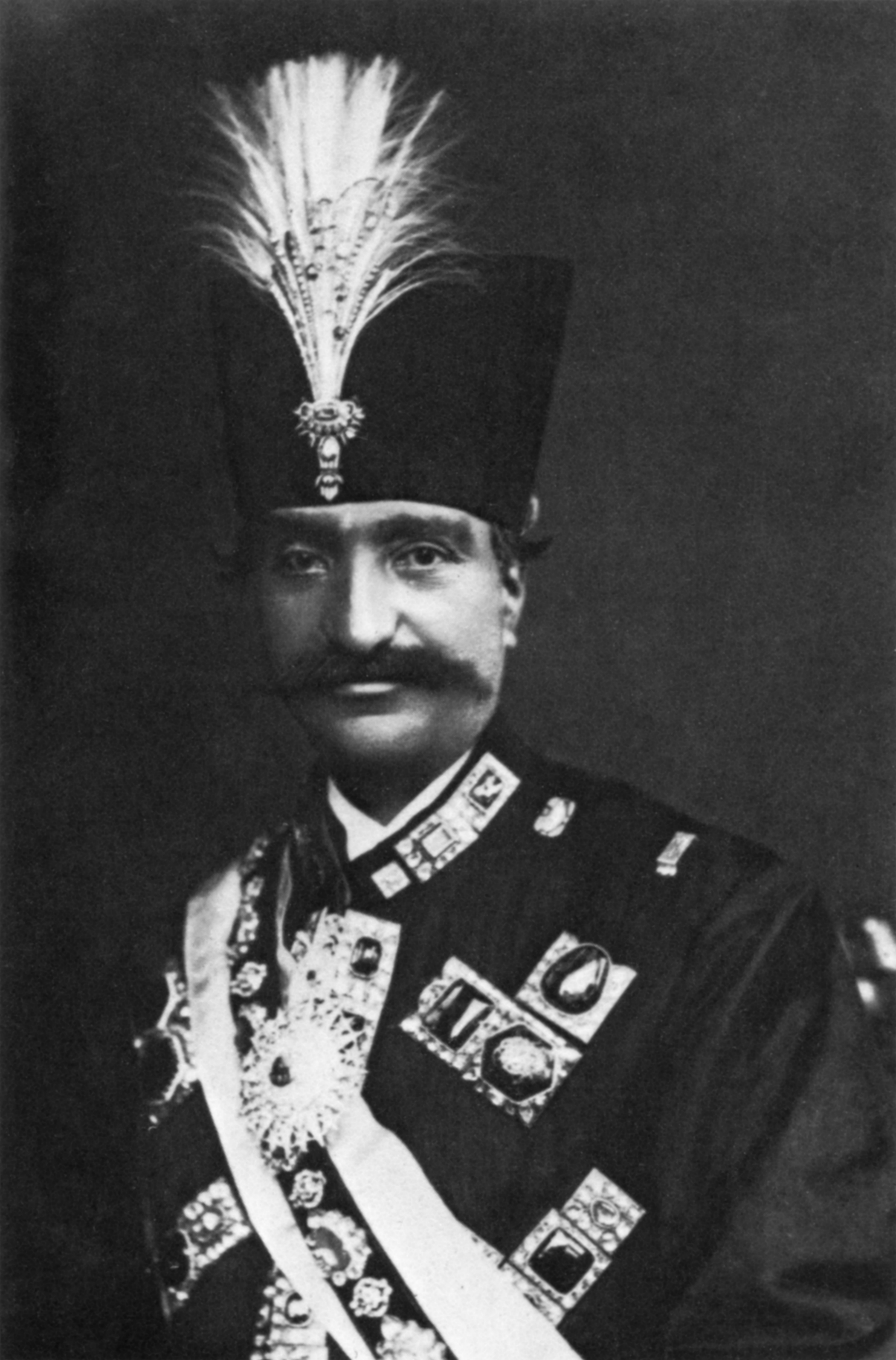
در روز پنجم صفر۱۲۸۳ قمری/۱۶ ژوئیه ۱۸۶۶ میلادی ناصرالدین شاه قاجار، در نیشابور بارعام می‌دهد. او سال روز تولد خویش را در نیشابور جشن گرفت و در سخنرانی اش این شهر را ستود.

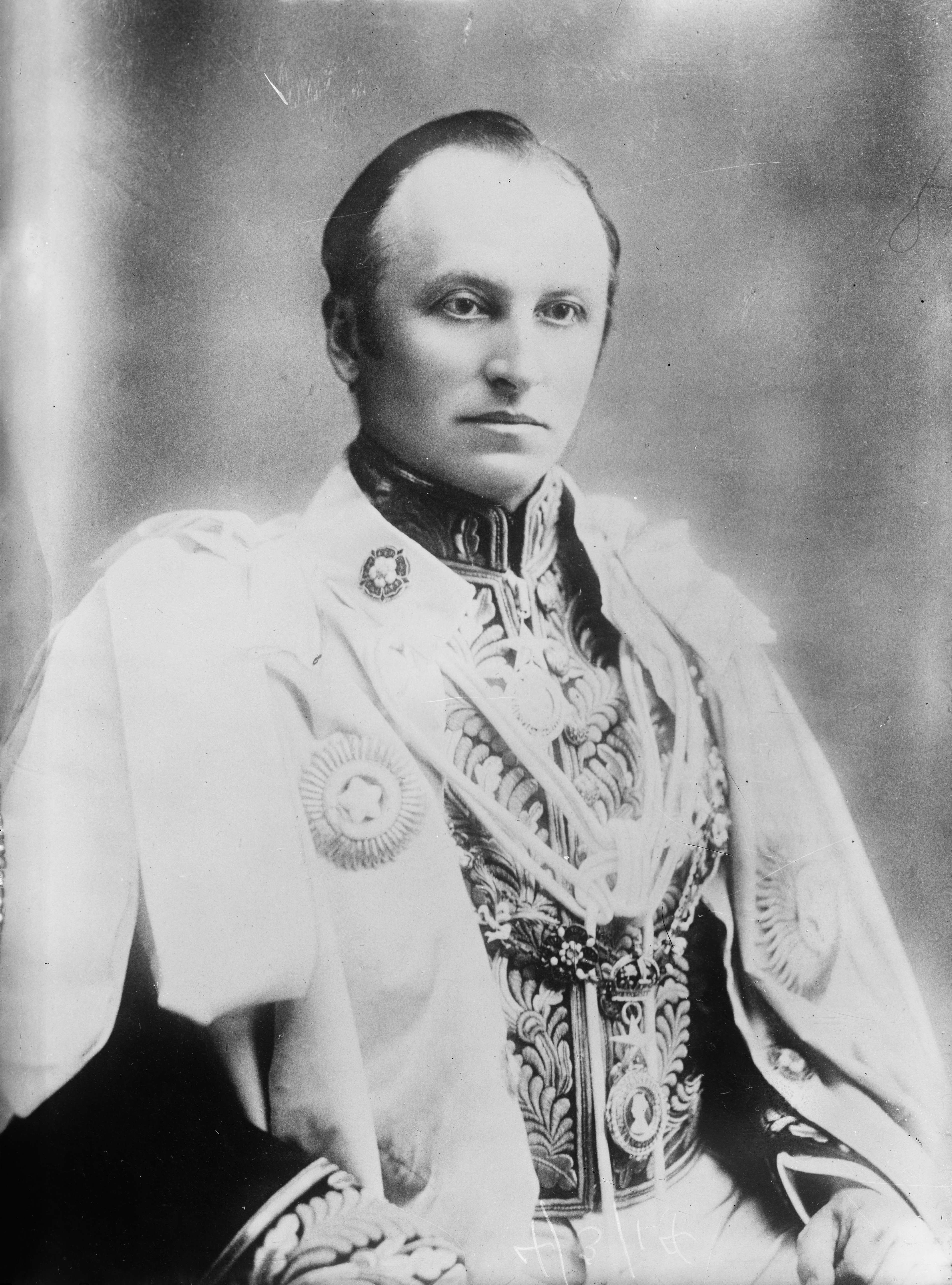
کرزن در سال ۱۸۹۳ میلادی/۱۳۱۰هجری قمری وارد نیشابور شد و گزارشی از این سفر نوشت.

ابوالخان ازبک تنها امیر ازبک بود که در سال ۹۸۵ هجری قمری در زمان شاه اسماعیل دوم به نیشابور حمله کرد. در این حمله سپاه ازبک شکست خورد.
نخستین هجوم افغانها در پایان دوره سلطنت شاه سلطان حسین باعث‌خرابی استحکامات و پاره‌ای از ساختمان‌های نیشابور گردید. اما این خرابیها به هیچ وجه قابل قیاس با دومین هجوم افغانان نبود، در سال ۱۱۶۰ ه‍.ق به دنبال کشته شدن نادرشاه یکی از سرداران وی موسوم به احمدخان ابدالی که بعدها به احمدشاه درانی مشهور گردید نیشابور را محاصره کرد اما در آن سال موفق به تصرف شهر نشد، سال بعد مجدداً با لشکر نیرومندتری به پشت دیوار نیشابور آمد و پس از جنگی خونین سرانجام شهر را گشود و تیغ در میان مردم بی‌پناه نهاد. فریزر سیاح انگلیسی ضمن تشریح خرابیهای وارده از دومین هجوم افغانها بر نیشابور چنین می‌نویسد:
به شهادت کسانی که آن رویداد را دیده‌اند و هنوز زنده‌اند بلاهایی که از هجوم افغانها بر سر ساکنان نیشابور آمد دست‌کم از مصیبتهای ناشی از هجوم مهاجمان تاتار نداشت. به گفتهٔ یکی از سالخورده‌ترین ساکنان نیشابور هجوم احمدخان شهر را چنان ویران ساخت که در درون دیوار نیشابور یک خانه مسکونی نماند و مدت‌ها این نابسامانی و دربدری ادامه داشت.
خرابی‌های احمدخان ابدالی با رفتن وی سپری شد و موجباتی فراهم نیامد که دامنه ستمگری مهاجمان به سوی جنوب کشیده شود. عباسقلی‌خان بیات گماشته احمدخان در نیشابور با دلسوزی و رعیت‌نوازی بی‌سابقه‌ای گروهی از رنجبران و کشاورزان متواری شهر را تشویق به بازگشت کرد و به ساختن دیوار شهر و مرمت پاره‌ای از خرابی‌ها همت گماشت. اندک اندک مردمی که دارایی خود را رها کرده و به بیغوله‌ها گریخته بودند از گوشه و کنار بازآمدند و هنگامی که نیشابور به دست آقا محمدخان قاجار افتاد شهری به وجود آمده بود که یک دهم جمعیت و رونق پیشین را نداشت. فریزر که در سال ۱۲۳۸ از نیشابور عبور کرده است طول آن را چهار هزار قدم و جمعیت آن را بین ۳۰ تا ۴۰ هزار نفر تخمین زده و بازار اقتصادی این شهر را راکد نوشته است. قحط‌سالی که در سال ۱۲۸۸ ه‍.ق بروز کرد چنان اوضاع اقتصادی نیشابور را مختل نمود که از ششصدباب دکان فقط ۱۵۰ باب دایر بماند که صاحبان آن‌ها با مرارت تمام از راه فروش نیازمندیهای عادی زندگی گذران می‌کردند.
در آغاز سده چهاردهم هجری شهر نیشابور به شکل مربع مستطیلی بود که پیرامون آن به ۳۳۰۰ گز (۳۴۳۲ متر) می‌رسید. دو خیابان یکی از مشرق به مغرب و دیگری از جنوب به شمال امتداد می‌یافت که این دو تقریباً در وسط شهر یکدیگر را قطع می‌کرد و نقطه تقاطع این دو چهار بازار نیشابور خوانده می‌شد. این چهاربازار از هر سمت‌به دروازه‌ای منتهی می‌گردید که به ترتیب عبارت بود از دروازه عراق، دروازه مشهد، دروازه ارگ و دروازه پاچنار. در حدود ده هزار نفر ساکنان شهر در چهارکوی: اصطخر، بالاگودال، سرسنگ و سعدشاه زندگی می‌کردند. صرف‌نظر از سادات قدیمی شهر که به حکم سنت دیرینه، مستمری خاص داشتند و مشمول تخفیف‌هایی از طرف دولت‌بودند اکثریت نزدیک به اتفاق نیشابوریان از راه کشاورزی و کار در معادن فیروزه و نمک امرار معاش می‌کردند. حدود چهارصدوپنجاه دکان نیازمندی‌های شهر را فراهم می‌ساخت و این شهر در این زمان دارای یازده گرمابه، دو دبستان و دو کاروانسرا بوده است.
کرزن سیاح انگلیسی که در سال هـ ۱۲۷۲ قمری از طریق دروازه پاچنار وارد شهر نیشابور شده است مدعی است که مدت‌ها قبل از ورود به شهر دیوارهای فروریخته و برج و باروهای ویران نیشابور و برفراز آن‌ها سقف و گلدسته مسجد باشکوه جامع از دور نمایان بوده است؛ و باز پانزده سال پس از نخستین سفر جرج کرزن، جاکسون محقق آمریکایی وارد شهر نیشابور شده و دربارهٔ آن چنین نوشته است:
جمعیت ده‌هزار نفری شهر در چهار کوی معتبر زندگی می‌کنند و کاروانسراهای شهر نسبتاً متوسط و چندین گرمابه عمومی بزرگ دارد امابازارهای شهر نیشابور چندان وسیع نیست.
و همچنین کار چهارصدوپنجاه باب مغازه را بسیار با رونق توصیف نموده و تنها بنای معتبر و تاریخی آن را مسجد جامع دانسته که طبق سنگ‌نوشته موجود در آن مربوط به سال ۱۰۲۱ ه‍. ق، عصر شاه عباس صفوی، است؛ اما اصل بنای آن در سال۸۹۹ ه‍.ق به همت علی پهلوان علی کرخی بنا شده است.
هانری رنه دالمانی، در سال ۱۹۰۷م از طرف وزارت فرهنگ فرانسه مأمور شد تا در مورد آثار باستانی ایران پژوهش کند و نتیجه عملیات خود را در موقع بازگشت به وزارت خانه گزارش دهد. کتاب «سفرنامه از خراسان تا بختیاری» دستاورد سفر سه‌ماهه دالمانی به ایران است. دالمانی در اوایل سپتامبر ۱۹۰۷ از نیشابور گذر کرده و در این شهر اقامتی کوتاه داشته، در واقع بخش فصل چهارم (از مشهد به نیشابور) و فصل پنجم (از نیشابور به سبزوار) کتاب وی به نیشابور پرداخته است. بخشی از فصل جالب توجه است:
شهر نیشابور که اکنون ظاهر خرابی دارد، در زمان‌های پیشین یکی از شهرهای مهم و زیبای ایران بوده و به‌طوری‌که آن را گوهر درخشان و بهشت ایران می‌نامیدند. این‌جا شهر هورمزد بوده است و همان شهری است که بنا بر افسانه یونانی دیونیسوس (Dionysus) در آن تولد یافته است.

## نیشابور در دوران نوین

### سرانجام
اگر به جریان تاریخ این شهر به دقت تفکر کنیم می‌توان گفت که از قرن ششم هجری به بعد هر خرابی‌اش مقدمه‌ای بر آبادی‌اش بوده. علل تخریب پی‌درپی این شهر؛
- جنگ‌ها و هجوم‌ها: نیشابور مانند تعدادی از شهرهای قدیمی دیگر چون ری و دامغان در شاهراه خراسان و جاده ابریشم قرار گرفته و این گذرگاه به غیر از این که پیوسته در خدمت تجارت و مسافرت بوده، مسیر تهاجم بیگانگان نیز قرار داشته است.
- زلزله‌ها: علت دوم ویرانی این شهر، زلزله است. «آنچه را سرداران فاتح صرف‌نظر می‌کردند زلزله‌ها بر باد فنا می‌دادند و البته باز نیشابور، آرام آرام تجدیدقوا می‌کرد و از همین‌رو به تعداد دفعاتی که ویران شده از نو بنیاد گردیده و به پا خاسته است».

البته بنای جدید شهر معمولاً در محل سابق شهر پایدار نبوده و گاه تغییر مختصری می‌کرده است.
- بی‌توجهی: علت مهم دیگری که مانع رشد سیاسی و تجدیدقوای قابلیت‌های این شهر شده است، مربوط به مدیریت جدید دولتمردان ایرانی است که توجه به مرکز سیاسی هر استان را مهم‌تر از هر چیز می‌دانند. ایجاد قطب بزرگ مذهبی، مشهد با جاذبه‌های عظیم و گسترده است که به‌سرعت رشد یافت و مهم‌ترین شهر خراسان گردید. مشهد از زمان ویرانی طوس به دست پسر تیمور گورکانی و سپس توجه سلاطین صفویه به واسطهٔ وجود آرامگاه علی بن موسی گسترش فوق‌العاده یافته و مرکزیت استان خراسان را به جای نیشابور قدیم پذیرفت.

امروزه نیشابور از مهم‌ترین شهرهای خراسان و ایران است. هرچند از «نظامیه با آن همه استاد بلندپایه و دانشجو اثری برجای نمانده است.»
یکی از مورخان دربارهٔ آینده این شهر گفته است:
 آینده‌اش را می‌توانند انسان‌های روشنفکر، صالح و نیکوکار رقم بزنند نه تقدیر کورِ و ظالم تاریخ.

## پژوهش‌های باستان‌شناسی در نیشابور
این نوشتار دربارهٔ پژوهش‌ها، بررسی‌ها و کشفیات مربوط به باستان‌شناسی (یا باستان شناختی) در محدوده شهر نیشابور و شهرستان نیشابور می‌پردازد.

### حفاری‌ها
اولین حفاری هاو پژوهش‌های باستان شناختی در نیشابور، از سال‌های ۱۹۳۵ و ۱۹۴۷ میلادی شروع شد و توسط هیئت ایران‌شناسی موزه متروپولیتن نیویورک، ویلکینسون و اوپتن بر روی خرابه‌های شهر قدیم نیشابور-جنوب شرقی شهر کنونی نیشابور- انجام گردید و طی این اکتشاف، اثری مهم چون شطرنج نیشابوری به موزه متروپولیتن منتقل شد. در سال ۱۹۶۶ میلادی ریچارد بولیت نیز برنامه پژوهشی مدونی را جهت تعیین وضعیت و بازسازی محلات و بازارها، و محدوده شهر قدیم نیشابور انجام داد. همچنین در سال ۱۳۴۳ شمسی یک هیئت باستان‌شناسی از طرف وزارت فرهنگ و هنر به سرپرستی سیف‌الله کامبخش‌فرد و امیر ماهانی و در سال ۱۳۶۷ نیز هیئتی به سرپرستی سید محمود موسوی در قسمت‌هایی از شهر قدیم نیشابور اقدام به کاوش نمودند. بر اثر کاوش‌های به عمل آمده مشخص گردید که نیشابور در سده‌های سوم تا هفتم هجری یکی از مهم‌ترین و بزرگ‌ترین مراکز ساخت سفالینه‌های اسلامی در ایران بوده و سفال نیشابور با سفال شهرهایی چون ری و جرجان برابری می‌کرده است. در سال‌های (۱۳۸۰–۱۳۷۸) کاوش‌های باستان شناختی محله شادیاخ نیشابور توسط هیئتی به سرپرستی رجبعلی لباف خانیکی شروع شد که تاکنون به صورت فعال و نیمه فعال ادامه دارد.
| سال                                 | هیئت باستان‌شناسی                                       | افراد                           | نتیجه                                      |
| ----------------------------------- | ------------------------------------------------------ | ------------------------------- | ------------------------------------------ |
| سال‌های ۱۹۳۵ و ۱۹۴۷–۱۳۱۴ و ۱۳۲۶ شمسی | هیئت ایران‌شناسی موزه متروپولیتن نیویورک                | ویلکینسون و اوپتن               | کشفیات به موزه متروپولیتن نیویورک منتقل شد |
| ۱۹۶۶ میلادی -۱۳۴۵ شمسی              |                                                        | ریچاردبولیت                     | پژوهش‌ها در کتاب اشراف نیشابور منتشر شد.    |
| ۱۹۶۴ میلادی -۱۳۴۳ شمسی              | هیئت باستان‌شناسی وزارت فرهنگ و هنر دولت شاهنشاهی ایران | سیف‌الله کامبخش‌فرد و امیر ماهانی |                                            |
| ۱۹۸۸ میلادی- سال ۱۳۶۷ شمسی          |                                                        | سید محمود موسوی                 | تعیین حریم و کشف پیشنیه سفالینه در نیشابور |
| ۱۹۹۹ و ۲۰۰۱ میلادی/۱۳۸۰–۱۳۷۸ شمسی   |                                                        | رجبعلی لباف خانیکی              | بررسی و کشف منطقه شادیاخ                   |

## اشیا کشف شده

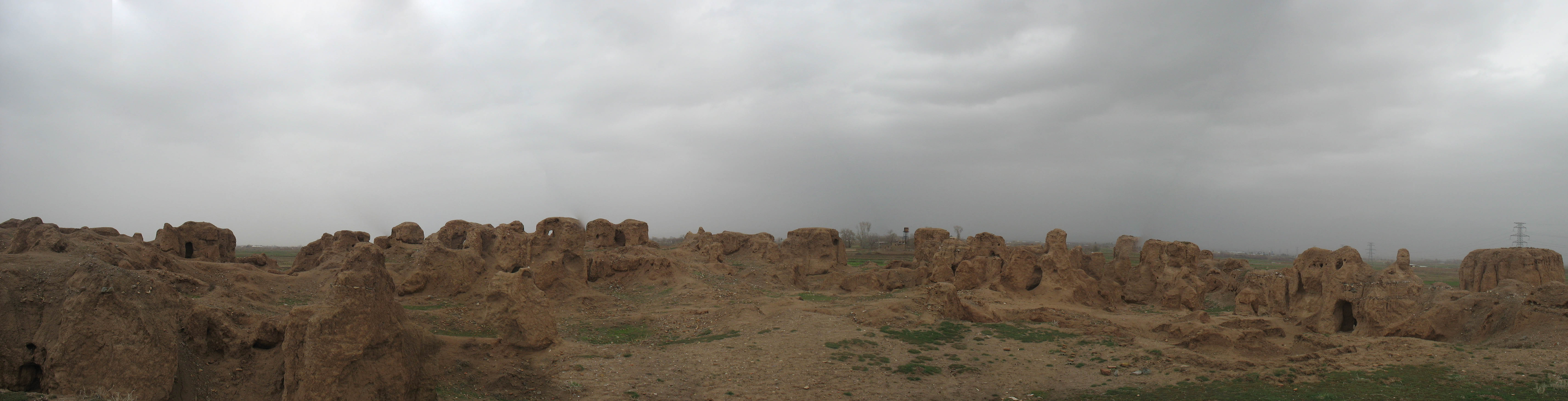
آنچه از نیشابور کهن باقی مانده است منطقه‌ای به نام کُهَندِژ یا محوطه آلب ارسلان ناحیه‌ای به وسعت ۳۵۰۰ هکتار، در جنوب شهر کنونی نیشابور است.

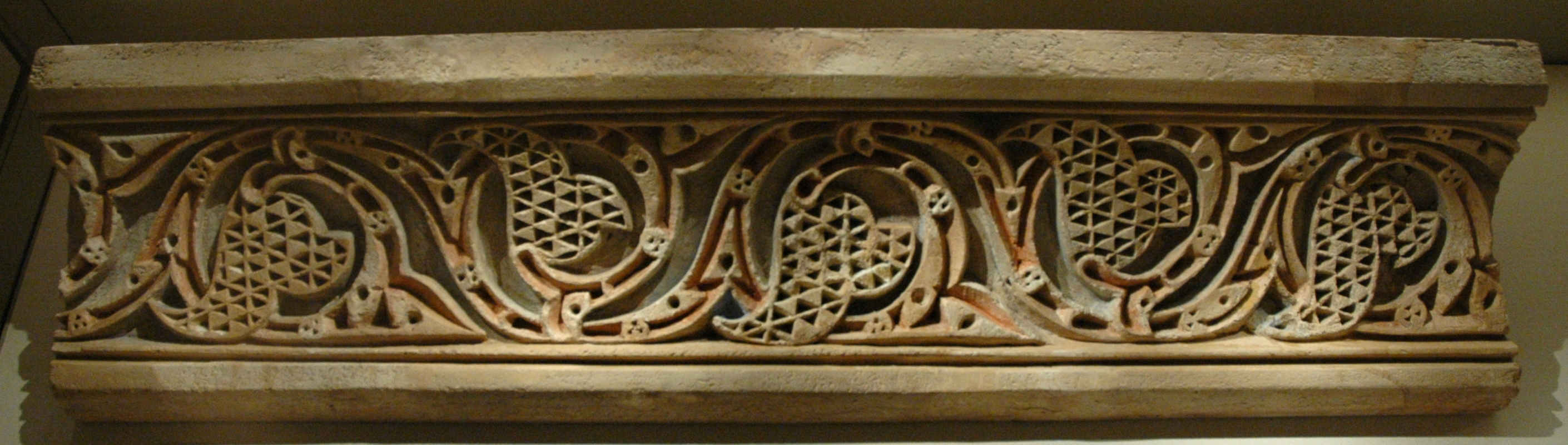
گچبری‌های بالای سقف یک تالار، قرن یازدهم میلادی، کشف شده در نیشابور.موزه متروپولیتن نیویورک

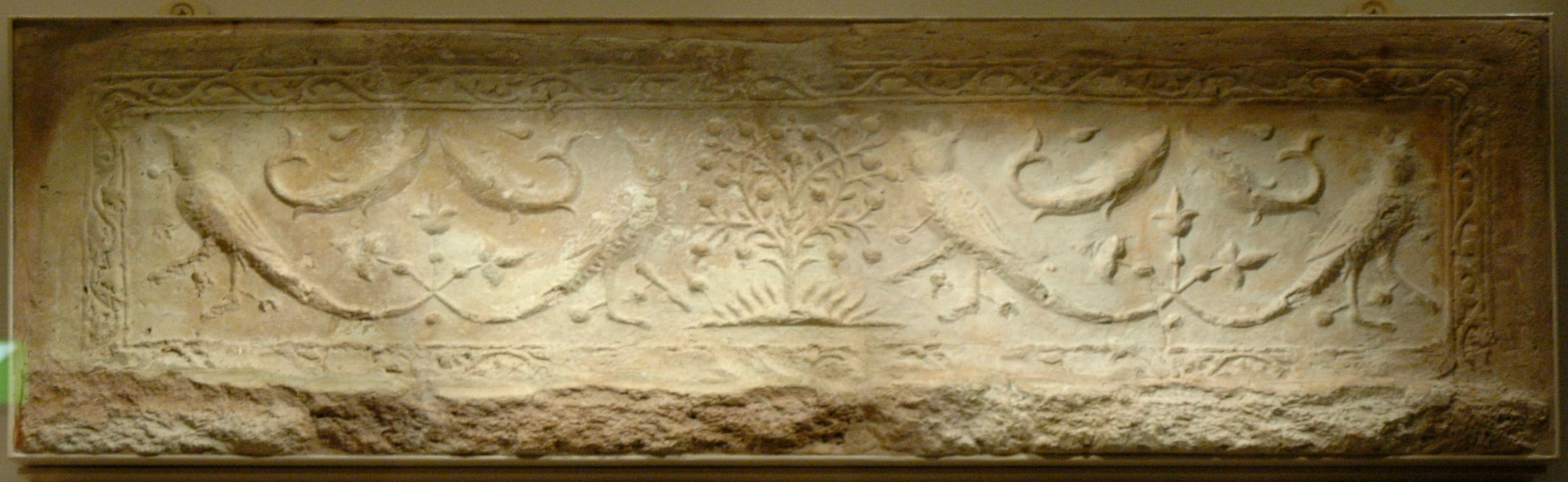
کاشی‌های گچبری شده، قرن یازدهم میلادی، کشف شده در نیشابور.موزه متروپولیتن نیویورک

### مکان‌های تاریخی

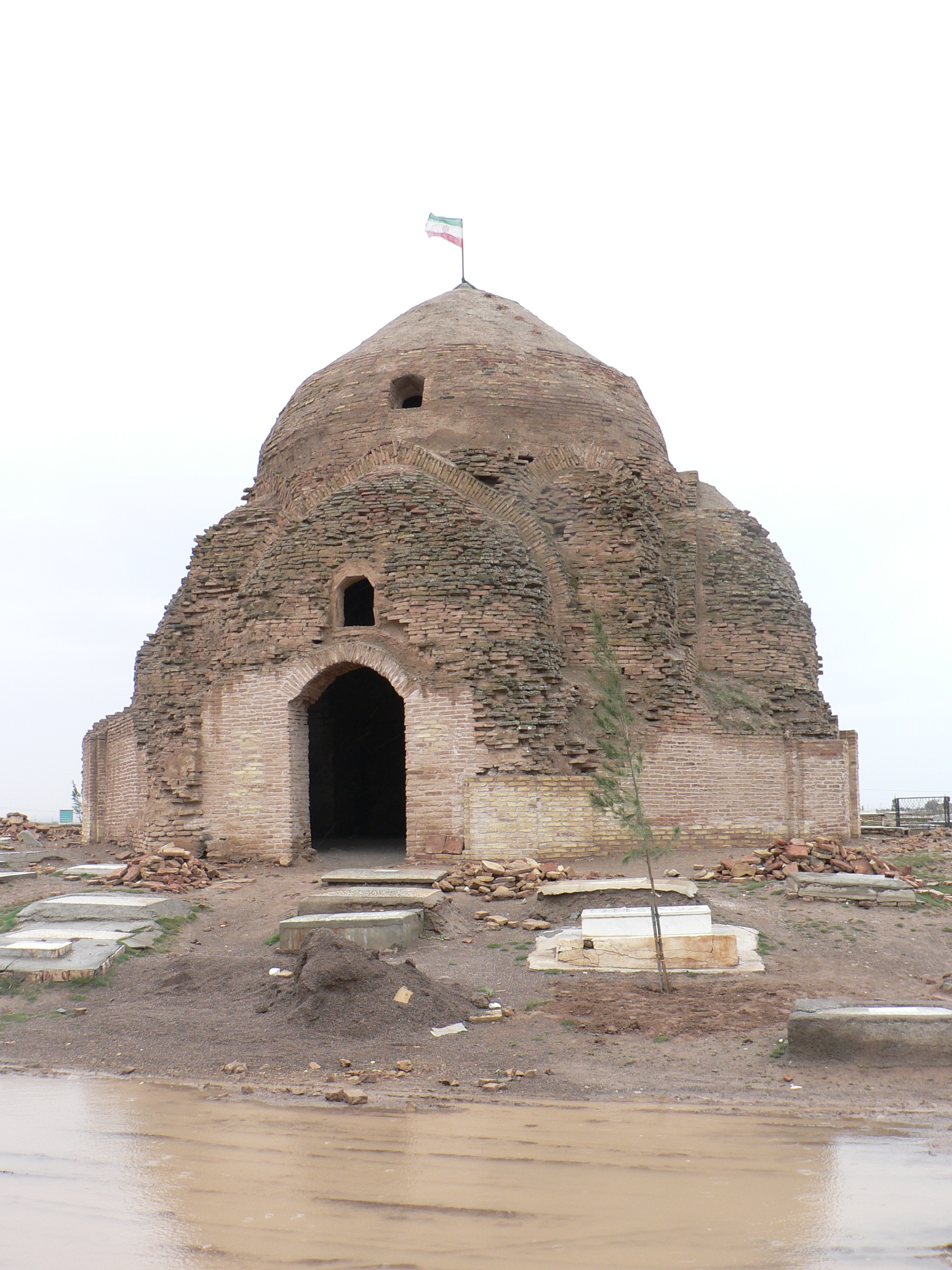
مزار شهمیر، بنایی به جا مانده از دوران سلجوقی، گمان‌ها بر این است که مکانی مقدس برای زرتشتیان یا آیین مهر پرستی بوده.
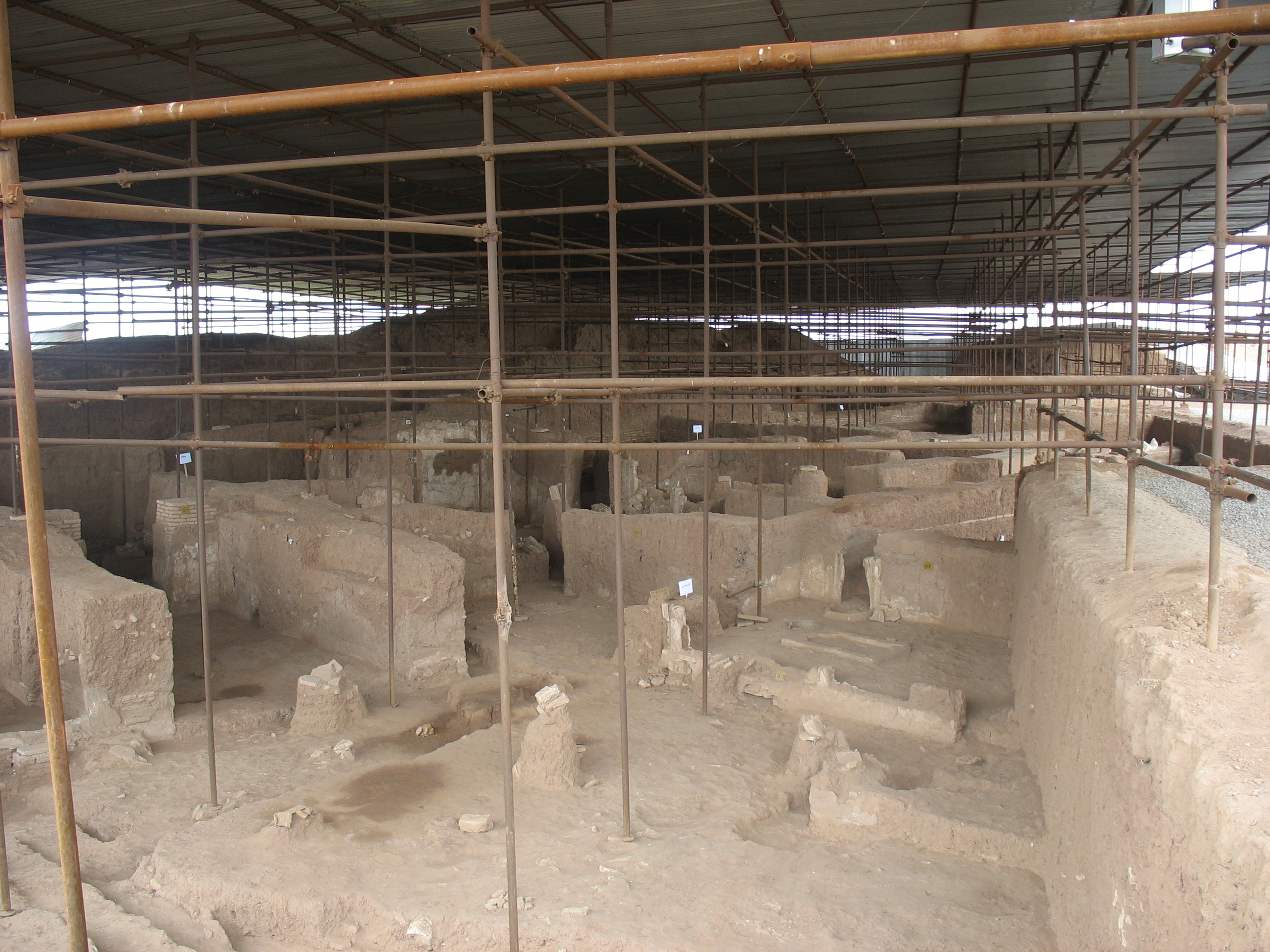
شادیاخ، محوطه‌ای باستان‌شناسی.

### کشف شده‌ها

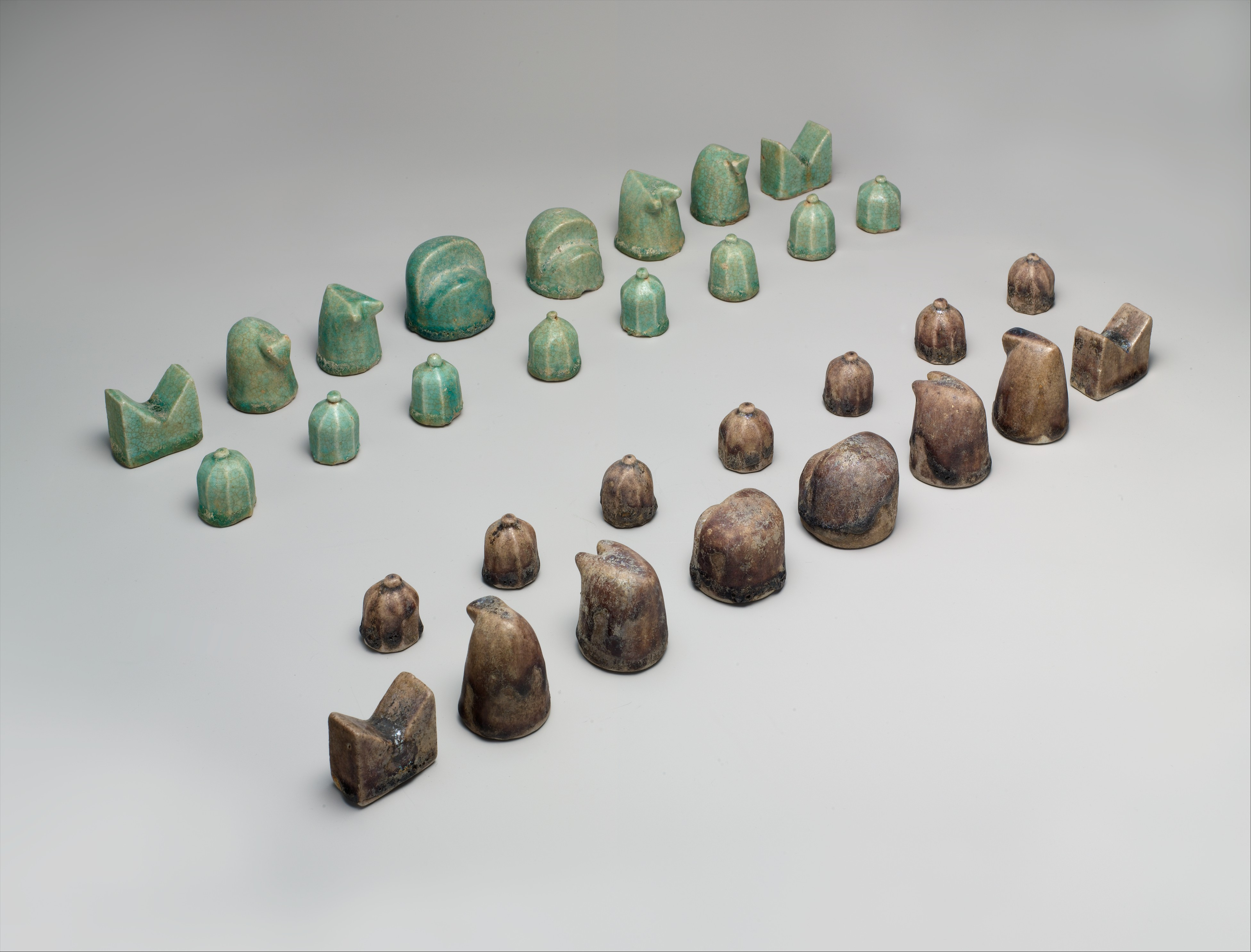
شطرنج. کشف شده در نیشابور، مربوط به قرن ۱۲ میلادی. موزه متروپولیتن نیویورک.(The Nishapur Chess Set)
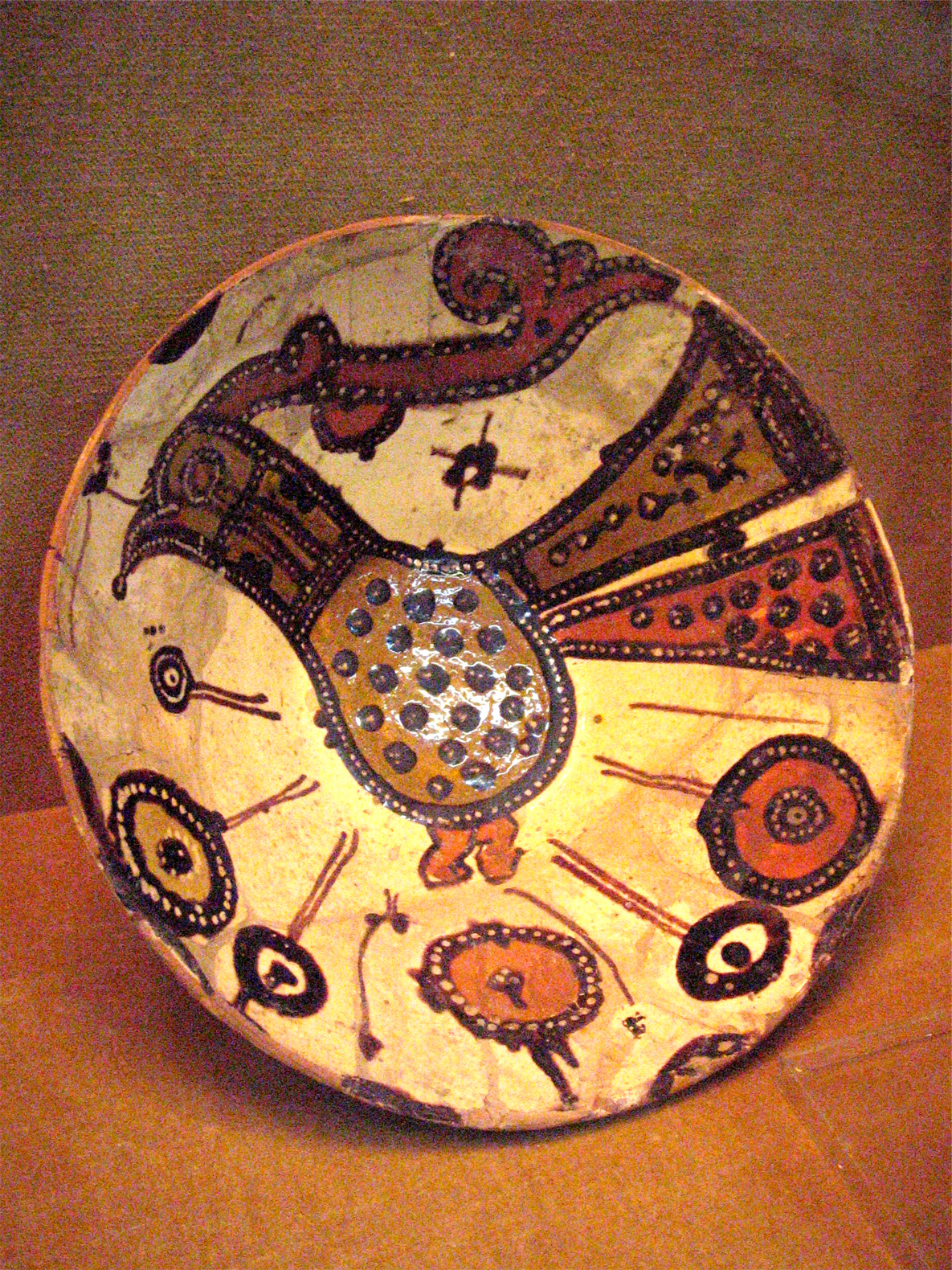
ظرف سفالی. کشف شده در نیشابور، مربوطه به سده ۹ یا ۱۰ میلادی. موزه ملی ایران
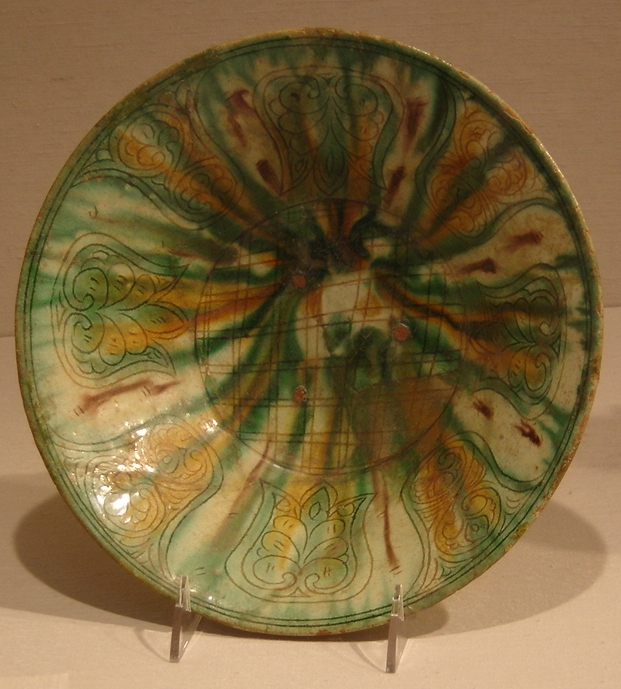
جـام. در بخش سبزپوشان در نیشابور کشف شده است و متعلق به سده نهم تا دهم میلادی است. موزه متروپولیتن نیویورک
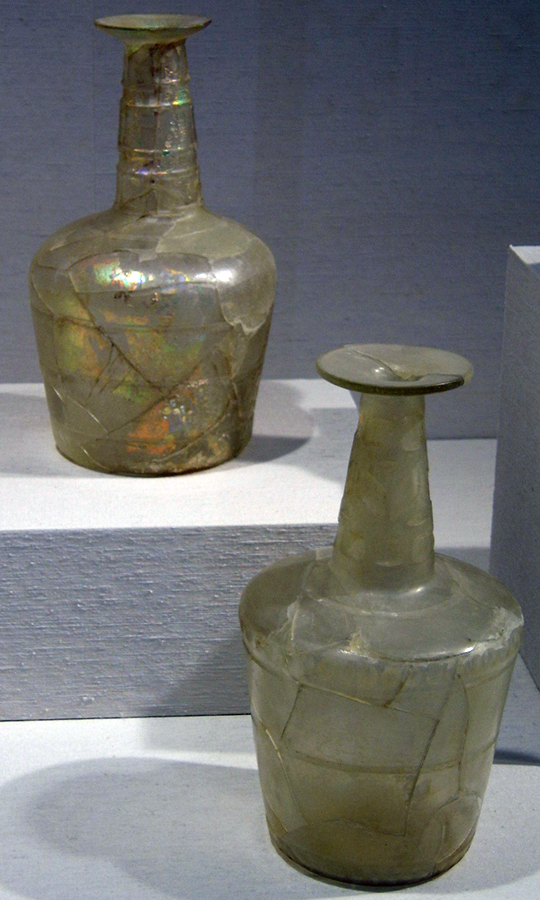
آبگینه. در بخش تپه مدرسه در نیشابور کشف شده، متعلق به دهه اول قرن ۱۱ میلادی، موزه متروپولیتن نیویورک.
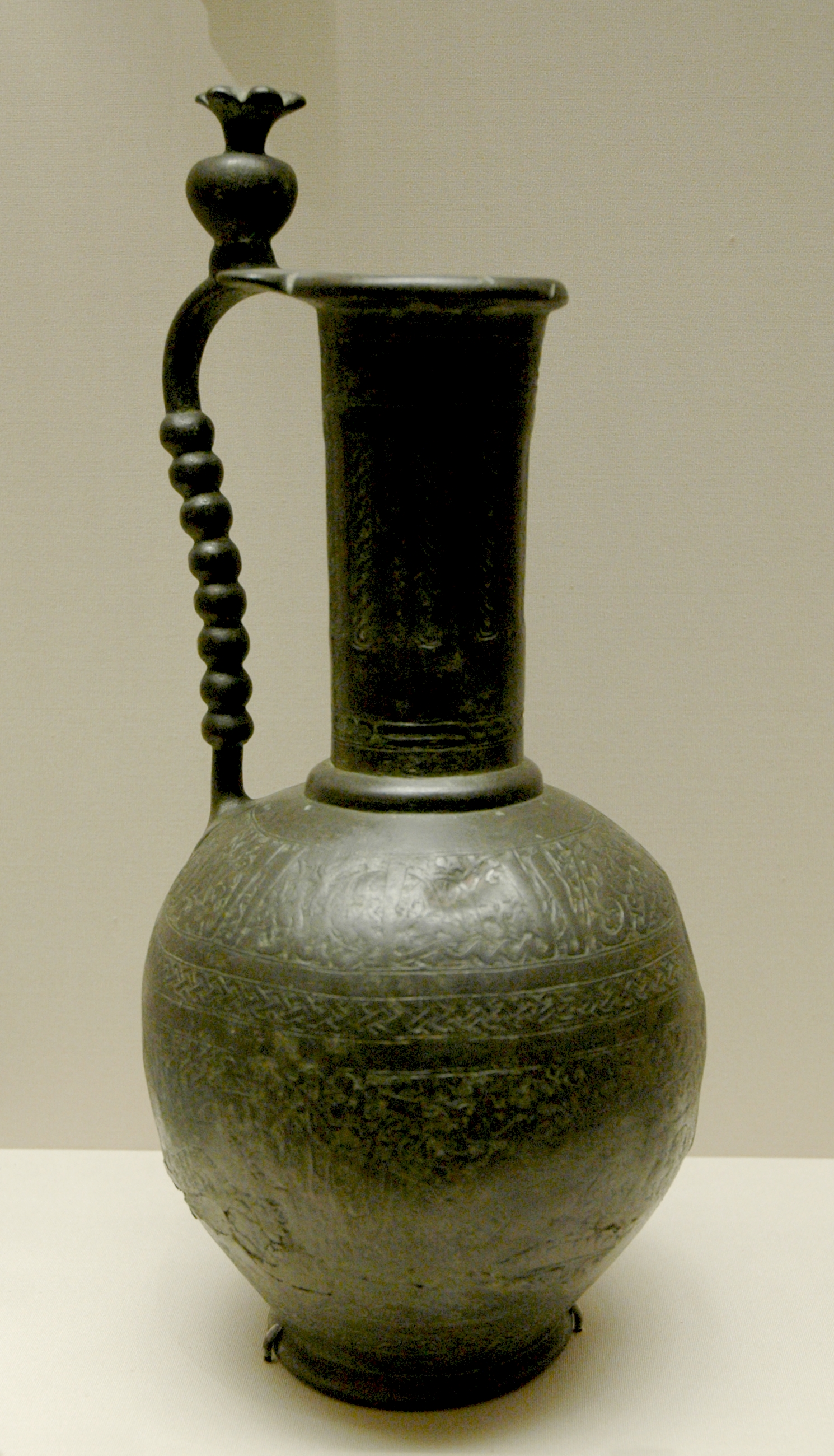
ابریق. منقش به خطوط کوفی و نسخ. سده یازدهم. کشف شده در تپه مدرسه، نیشابور.موزه متروپولیتن نیویورک.
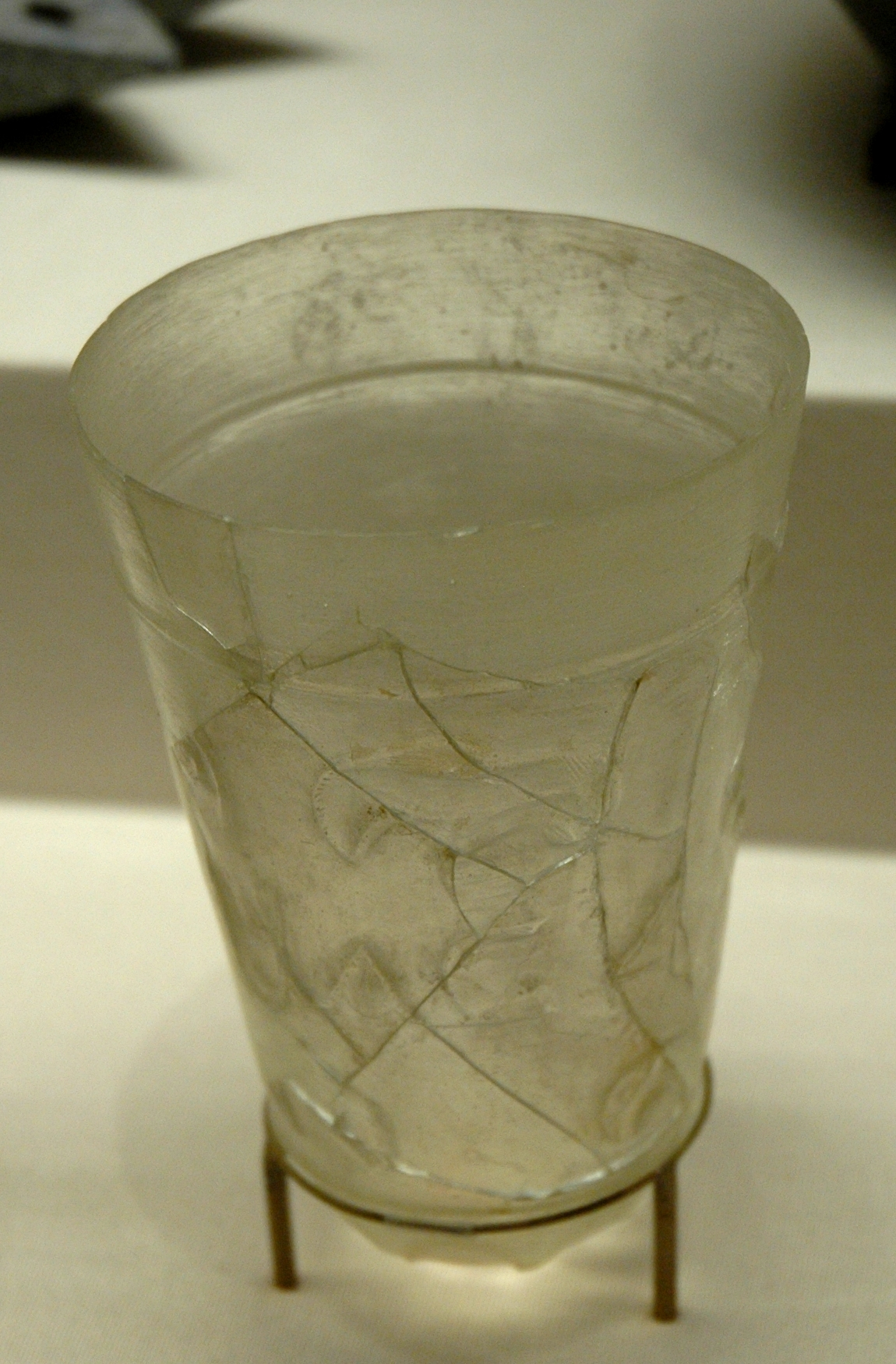
جام شیشه‌ای بشکسته.. سده نهم. کشف شده در تپه مدرسه، نیشابور.موزه متروپولیتن نیویورک.
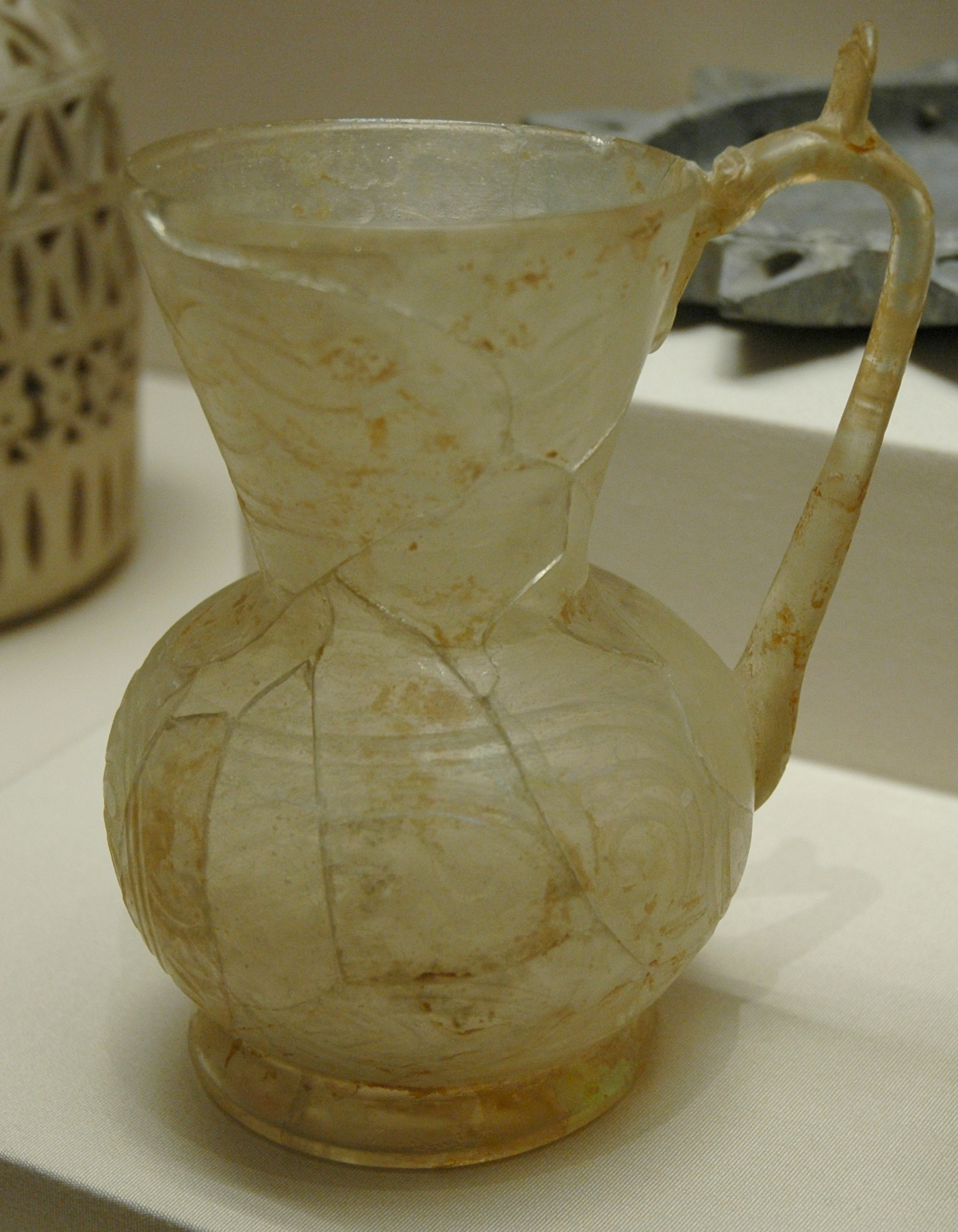
جام شیشه‌ای .. سده دهم. کشف شده در تپه مدرسه، نیشابور.موزه متروپولیتن نیویورک.
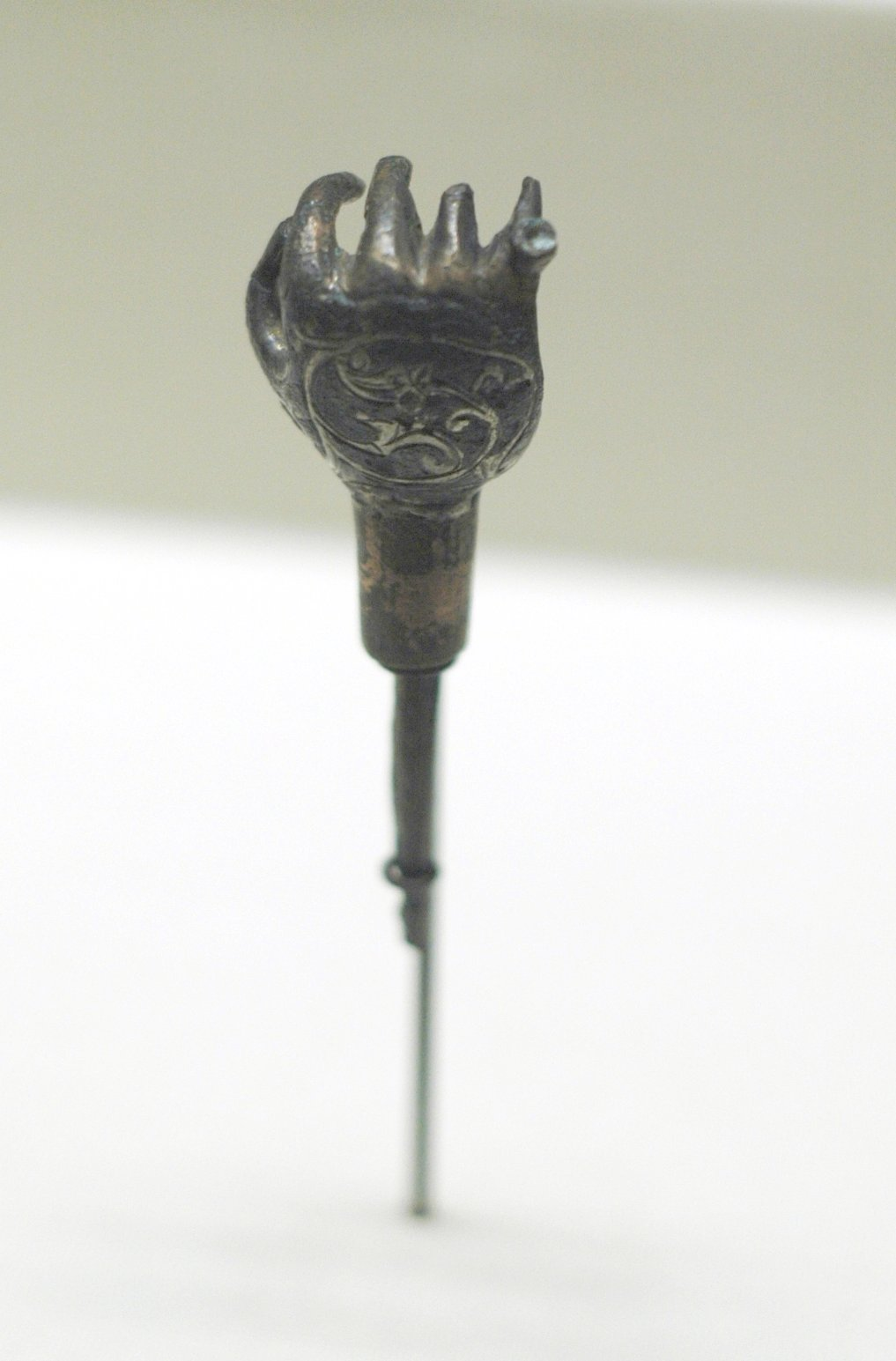
سنجاق. یا قطعه‌ای از یک مجسمه. سده ۱۲ میلادی.موزه متروپولیتن نیویورک.
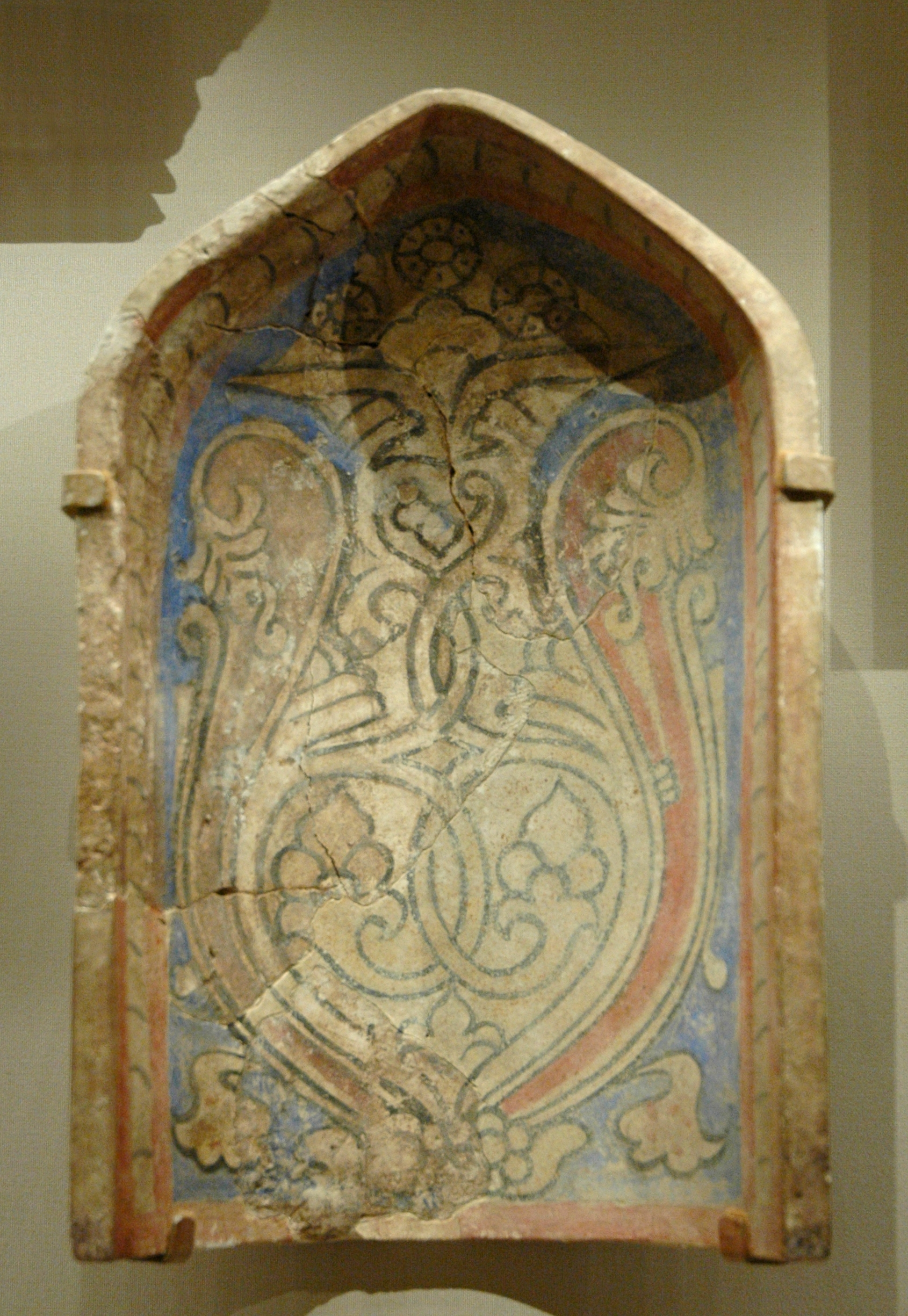
مقرنس کاری . سده دهم. کشف شده در نیشابور.موزه متروپولیتن نیویورک.
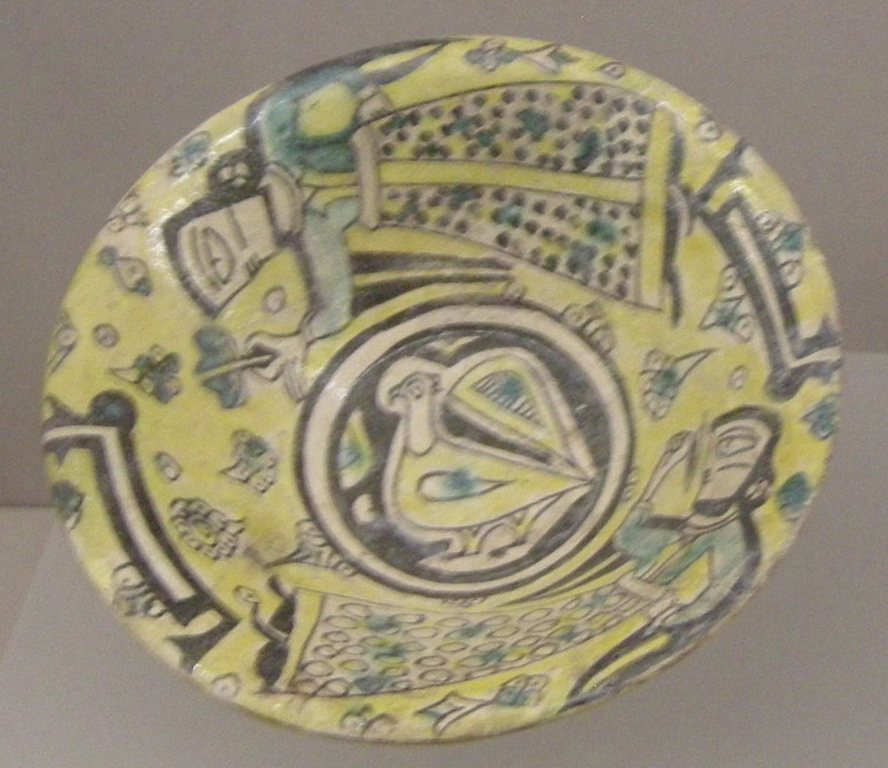
ظرف تزئینی .. سده دهم. کشف شده در نیشابور. موزه Museo d'Arte Orientale تورین ایتالیا.
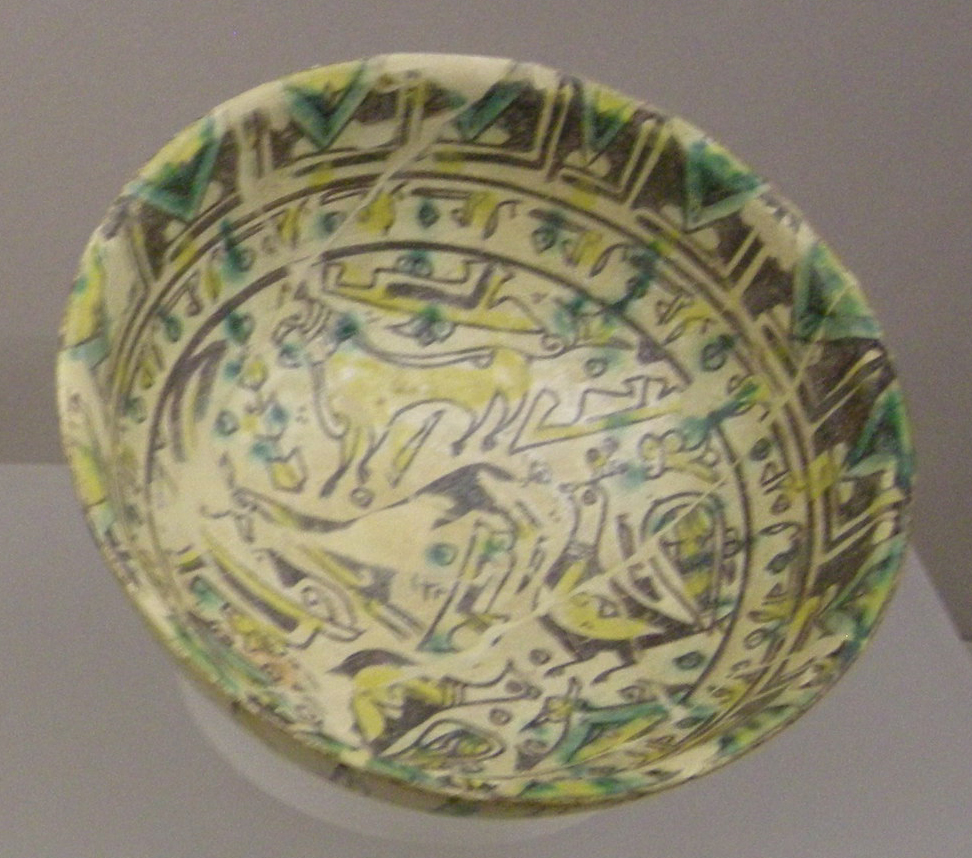
ظرف تزئینی .. سده دهم. کشف شده در تپه مدرسه، نیشابور. موزه هنرهای شرقی، تورین، ایتالیا. Museo d'Arte Orientale
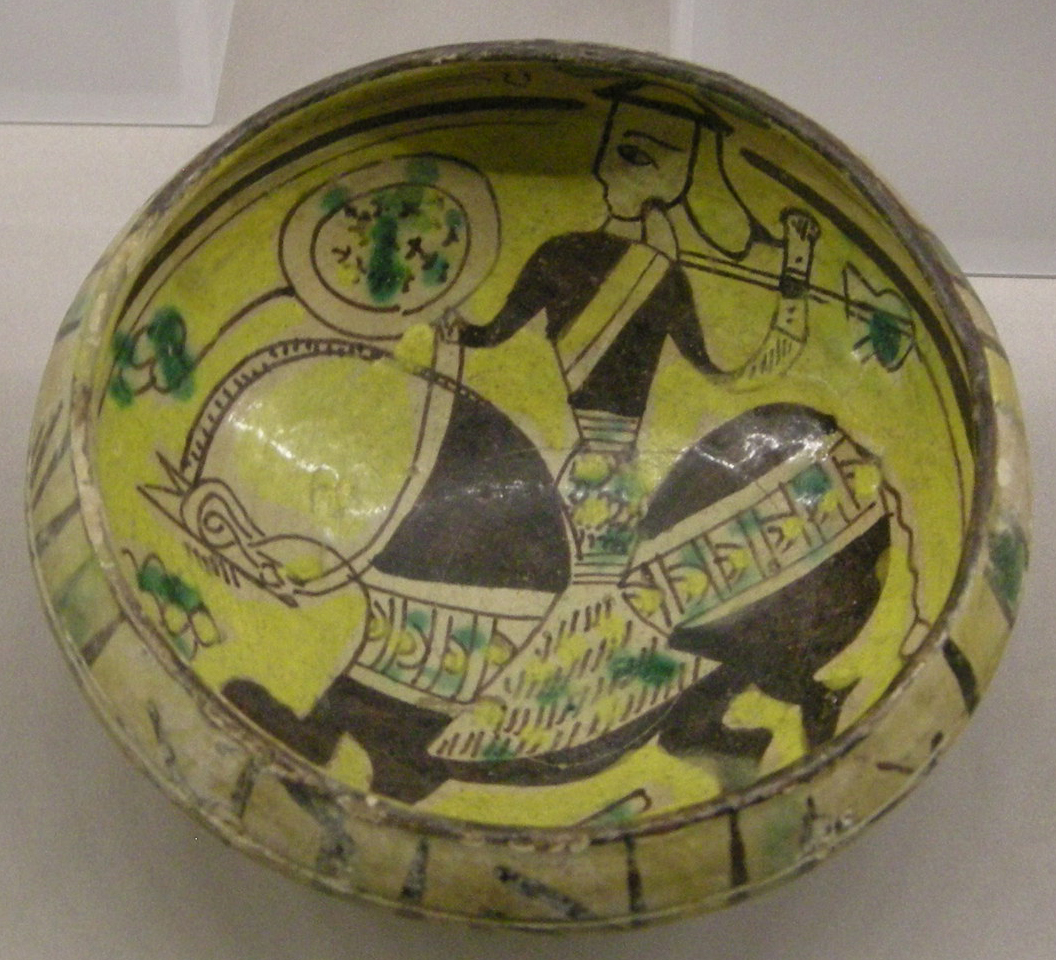
ظرف تزئینی .. سده دهم. کشف شده در تپه مدرسه، نیشابور. موزه هنرهای شرقی، تورین، ایتالیا. Museo d'Arte Orientale
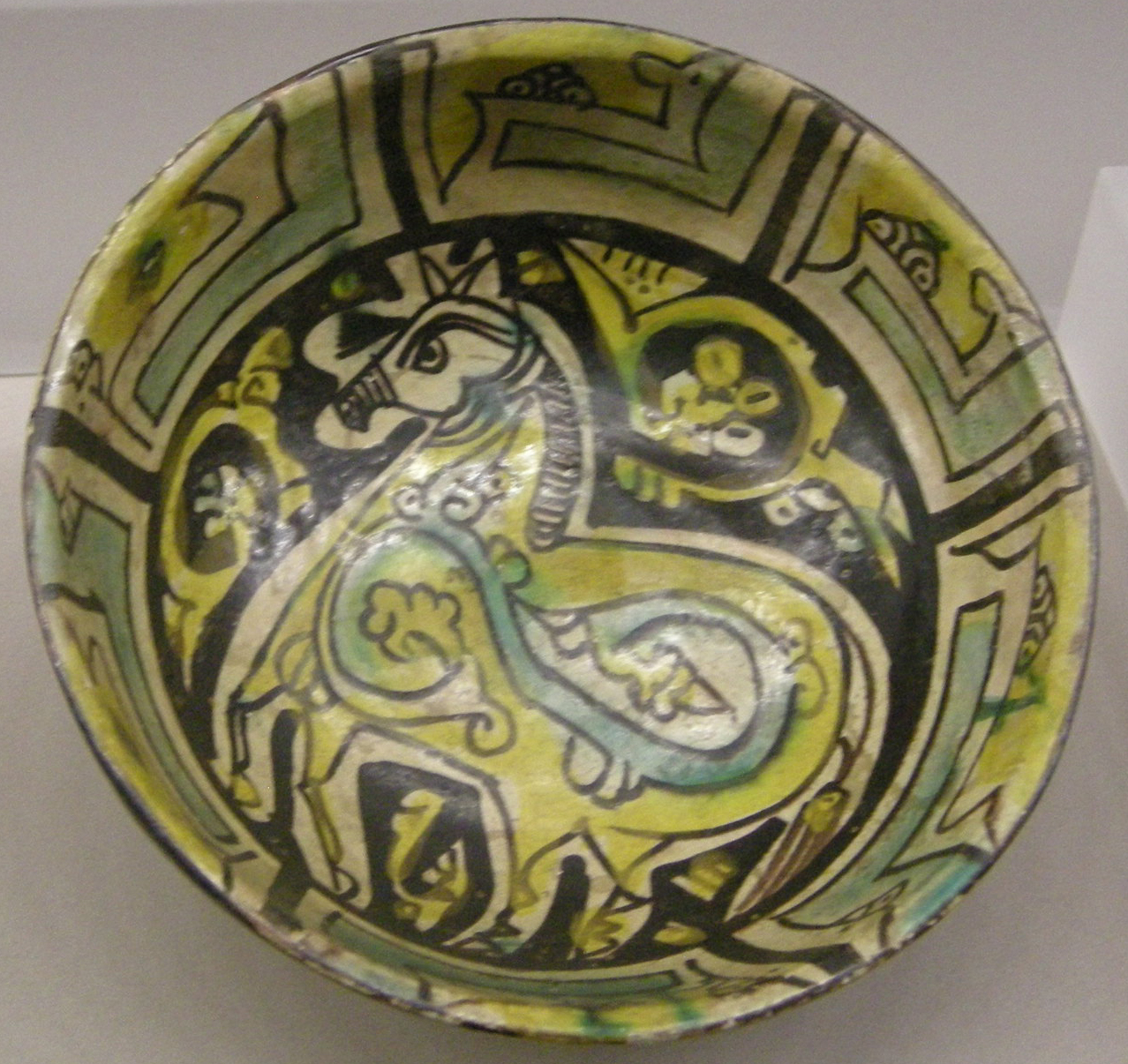
ظرف تزئینی .. سده دهم. کشف شده در تپه مدرسه، نیشابور. موزه هنرهای شرقی، تورین، ایتالیا. Museo d'Arte Orientale
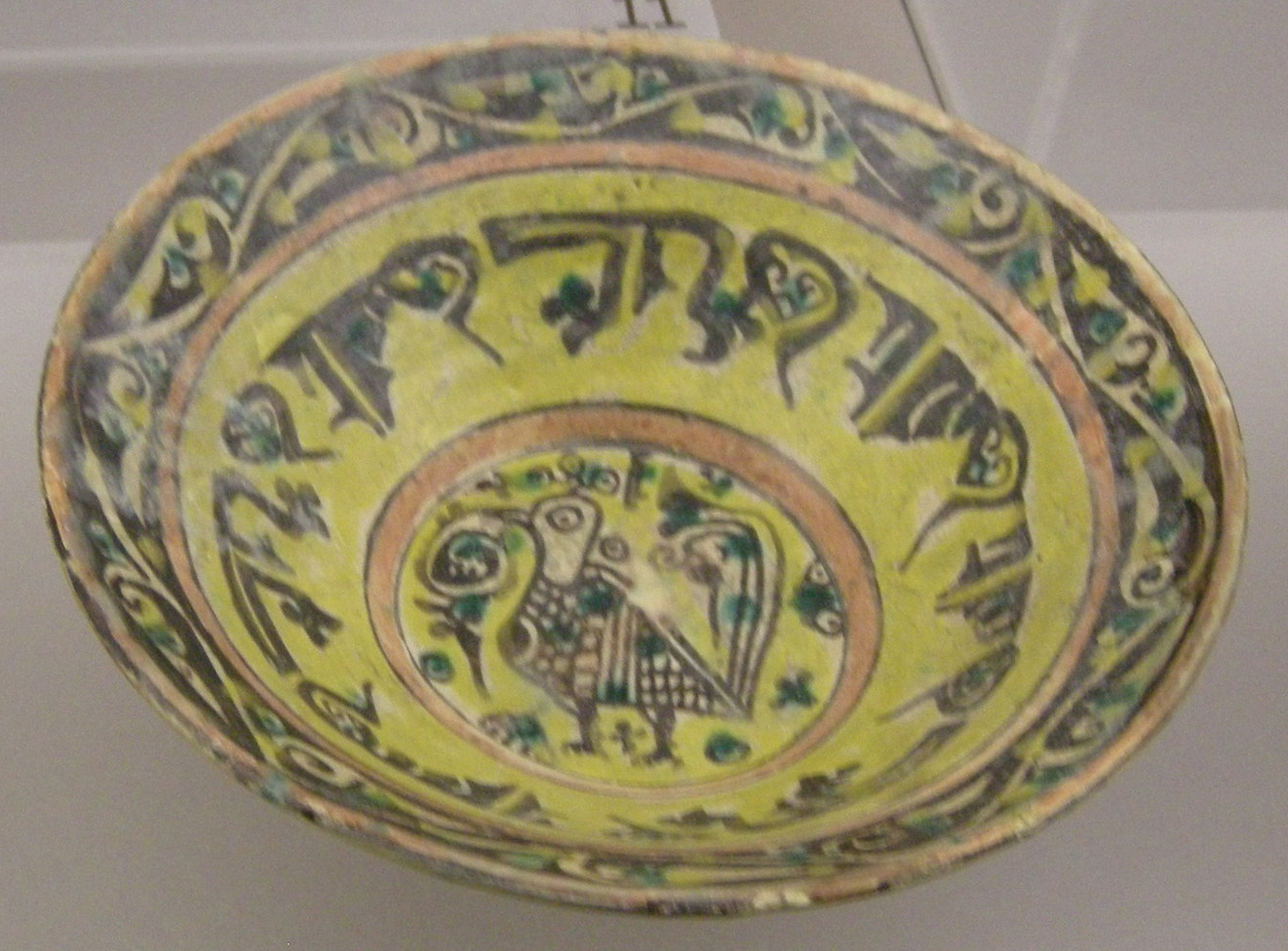
ظرف تزئینی .. سده دهم. کشف شده در تپه مدرسه، نیشابور. موزه هنرهای شرقی، تورین، ایتالیا. Museo d'Arte Orientale
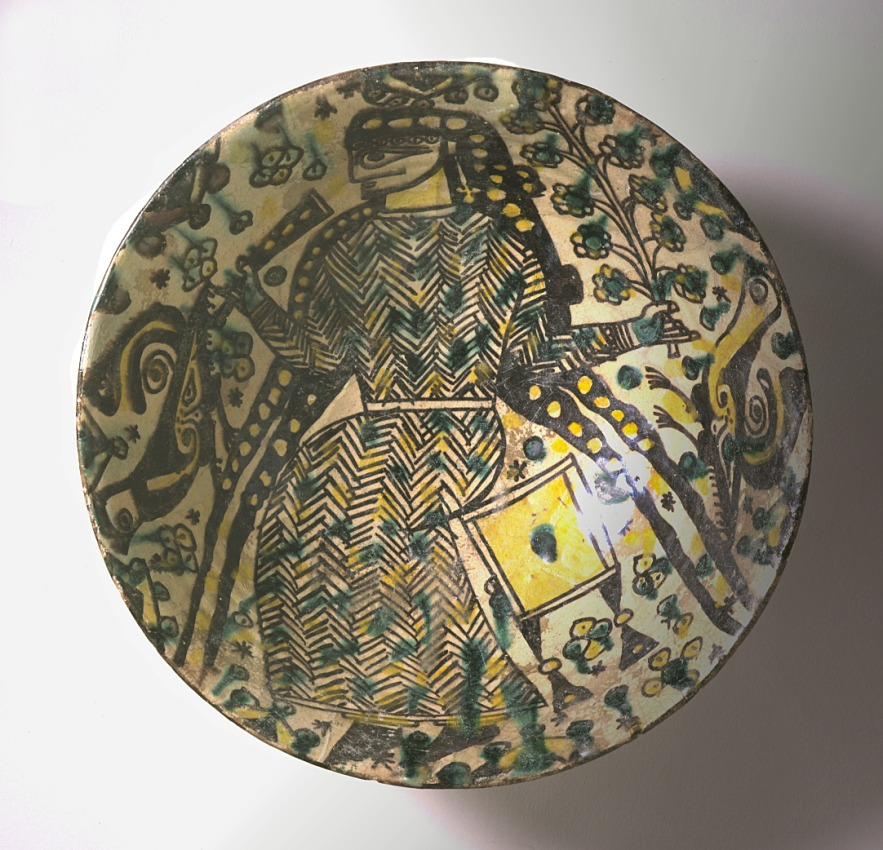
ظرف تزئیننی. کشف شده در نیشابور مربوط به سده ۱۰ میلادی در موزه هنر شهرستان لس آنجلس
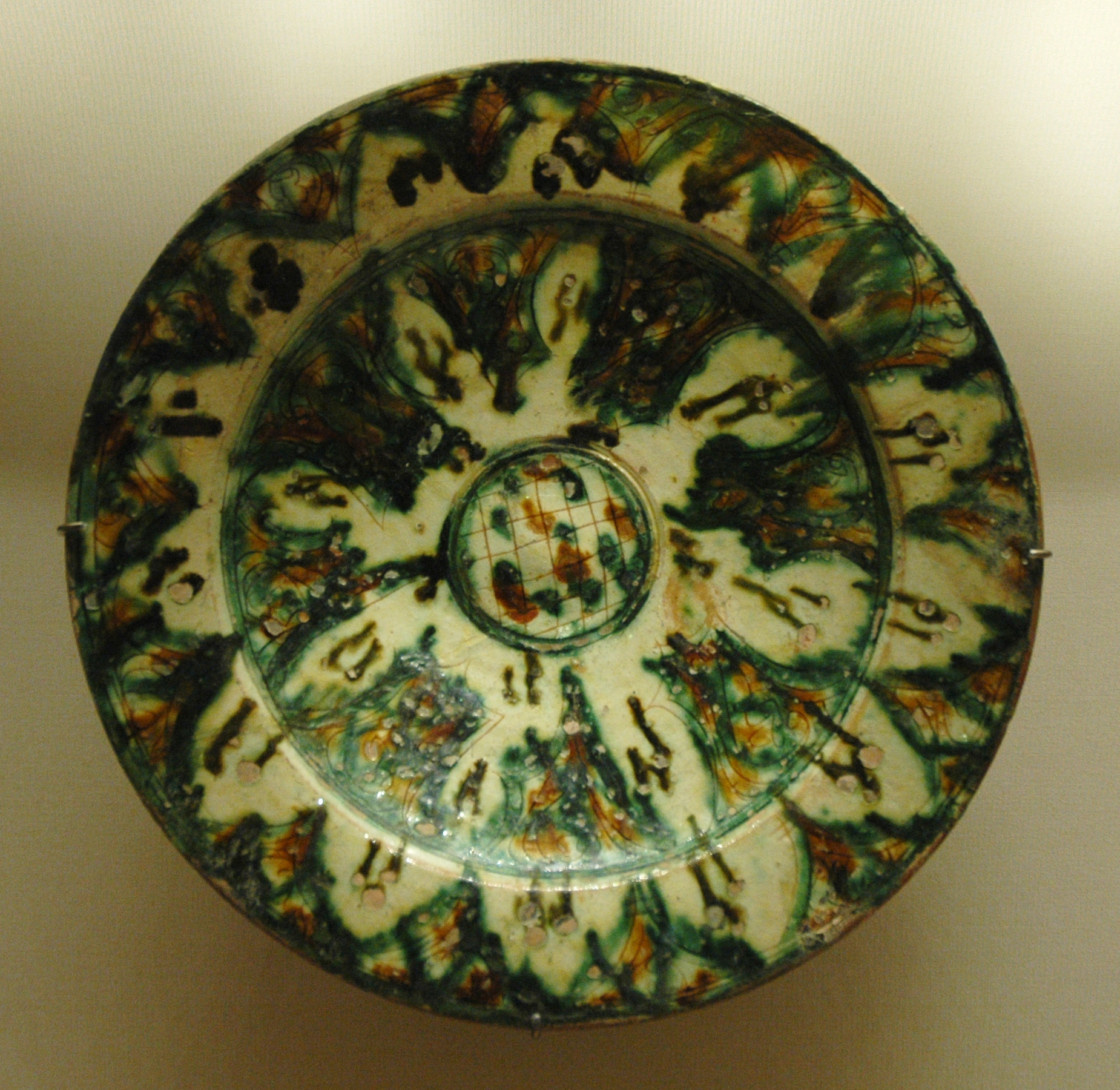
. ظرف تزئیننی. سده ۱۰ یا ۱۱ میلادی. کشف شده در نیشابور، تپه مدرسه.موزه متروپولیتن نیویورک.
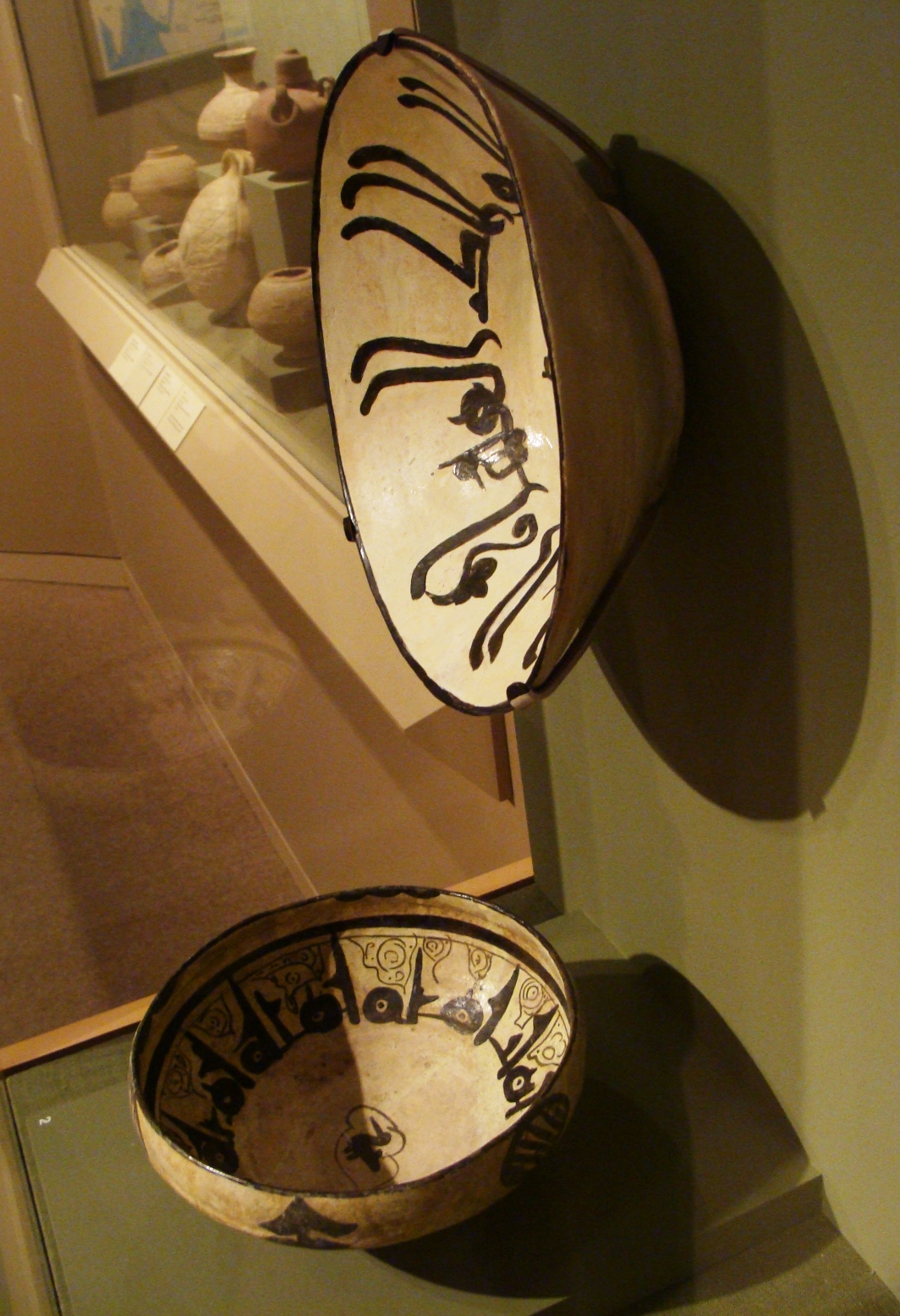
بشقاب . منقش به خط کوفی. سده ۱۰ میلادی. کشف شده در نیشابور. موزه سان آنتونیو.
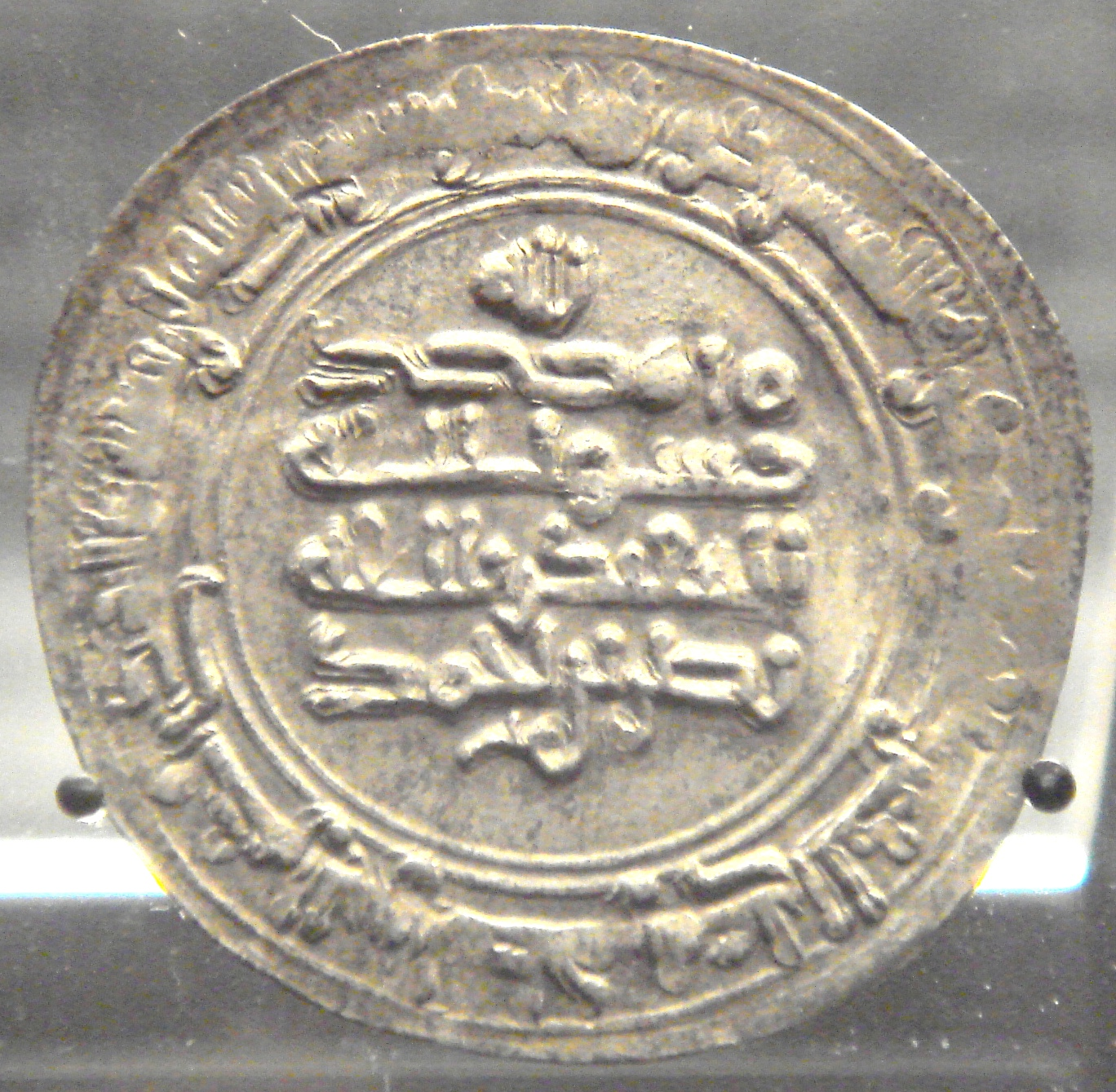
سکه. از نصر دوم سامانی. ضرب شده در نیشابور. موزه بریتیش.
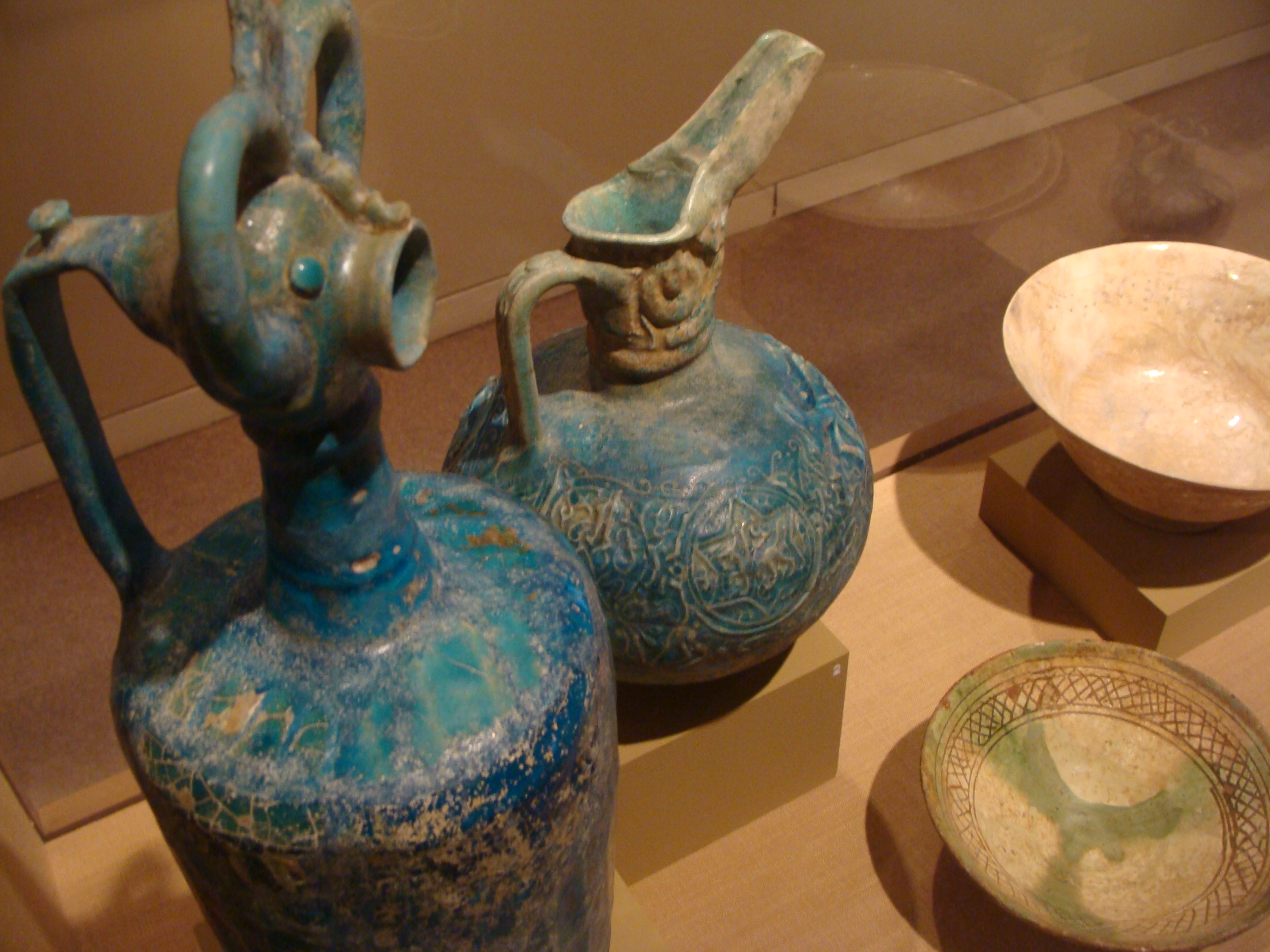
جام و آبگینه. سده ۱۰ میلادی. کشف شده در نیشابور. موزه سان آنتونیو.
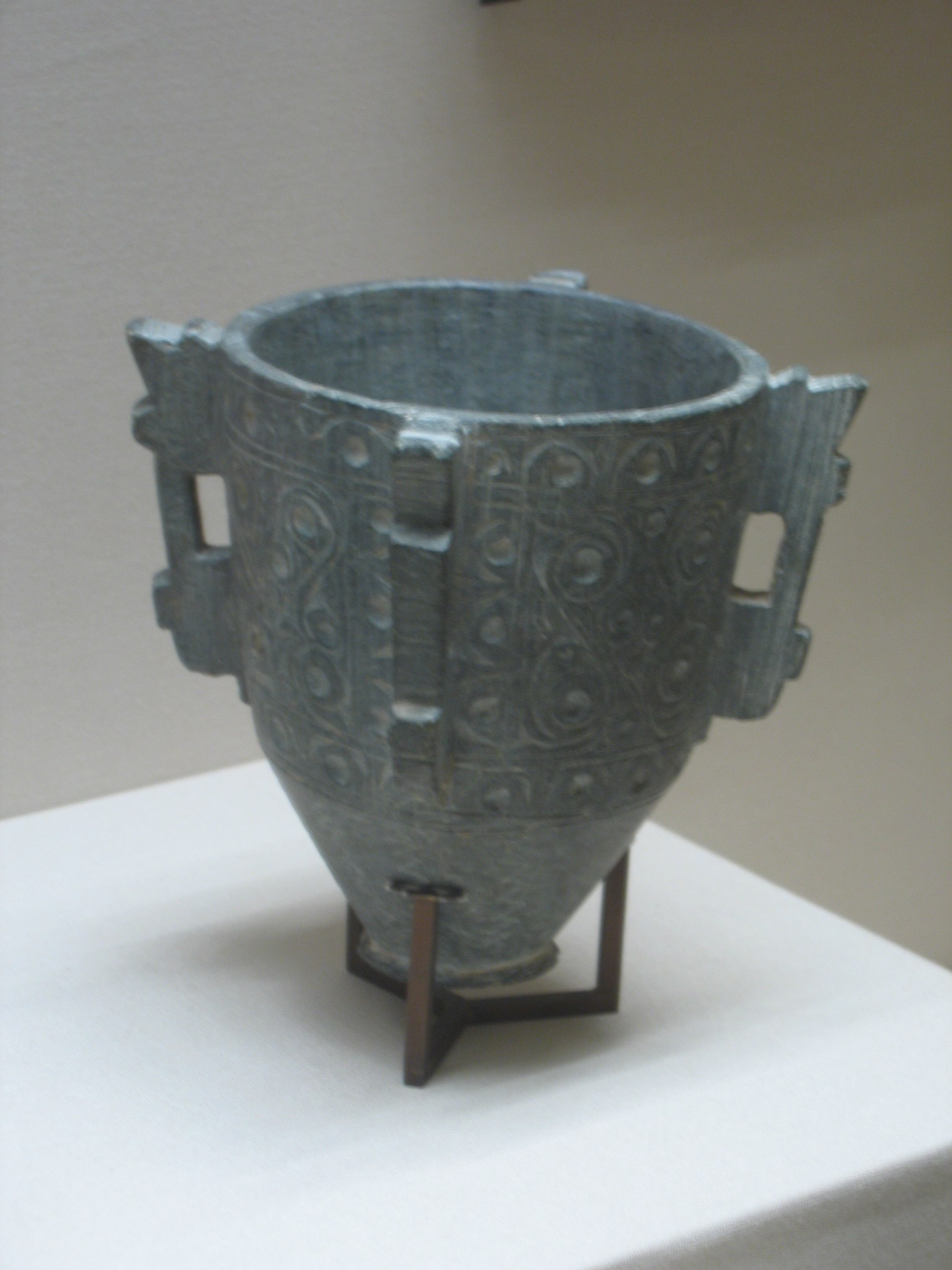
جام شراب. سده ۹ میلادی. کشف شده در نیشابور.موزه متروپولیتن نیویورک.
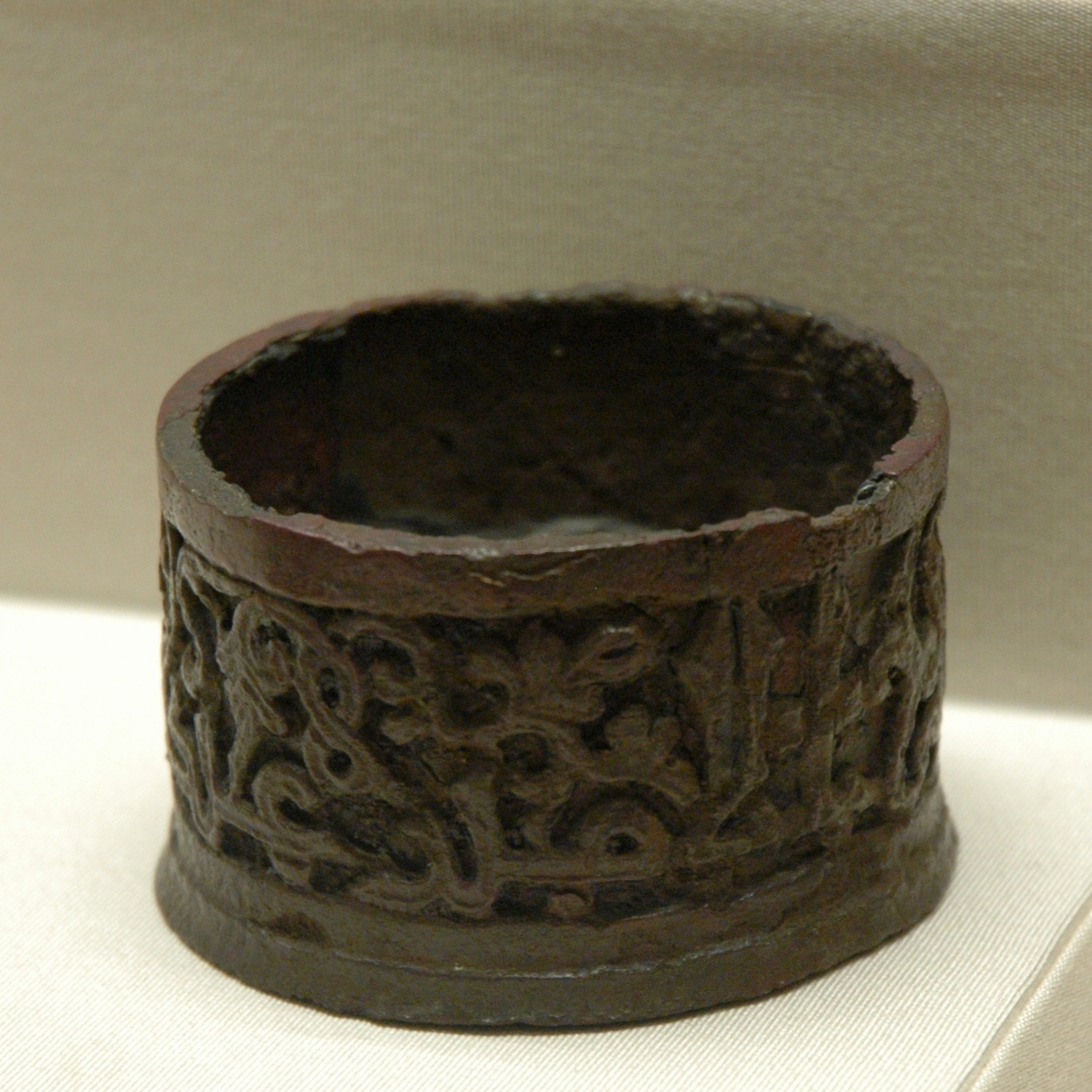
مرکب دان. سده ۱۱ میلادی. منقش به خط کوفی. کشف شده در نیشابور.موزه متروپولیتن نیویورک.
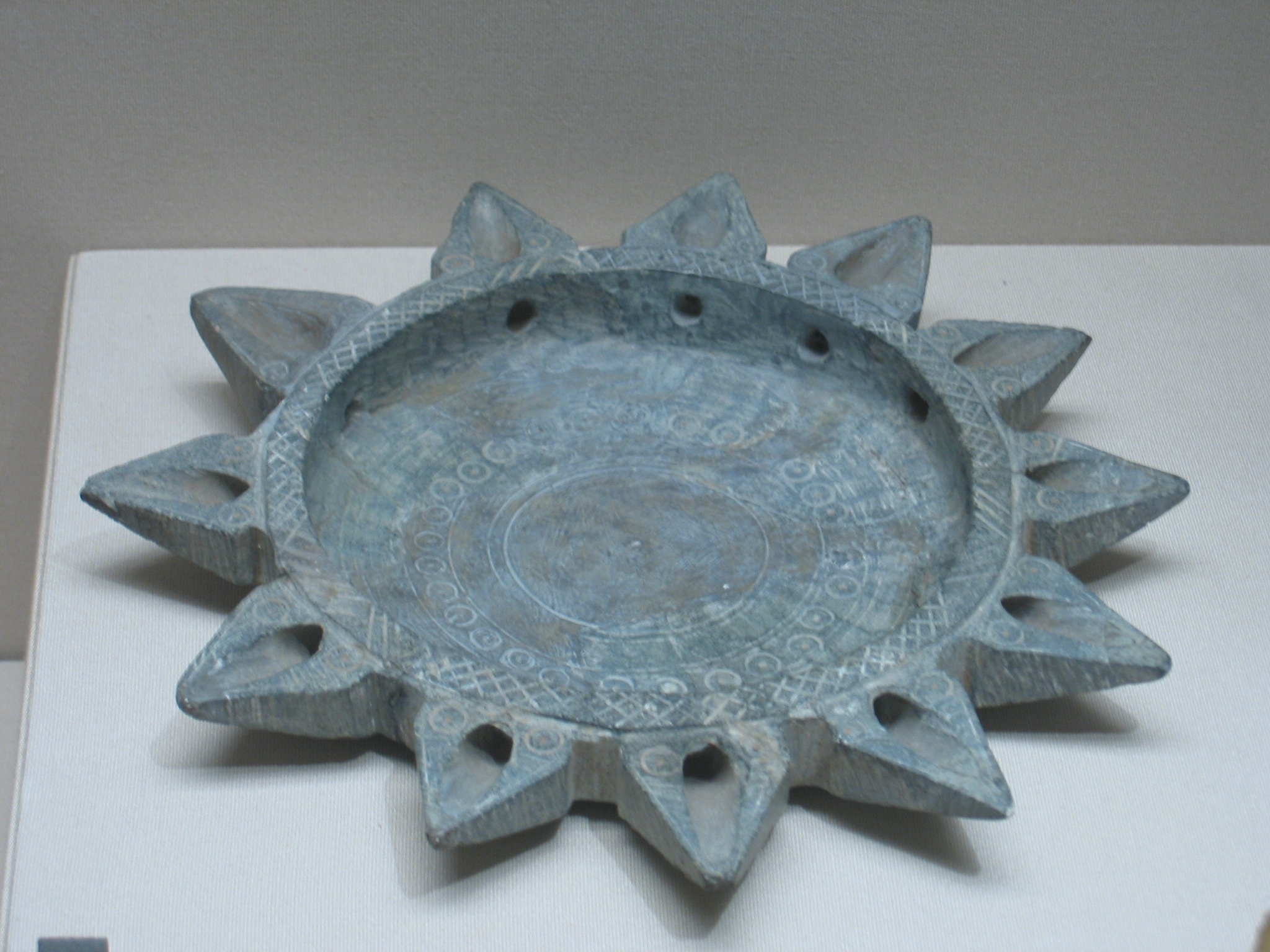
. سده ۱۰ میلادی. کشف شده در نیشابور.موزه متروپولیتن نیویورک.
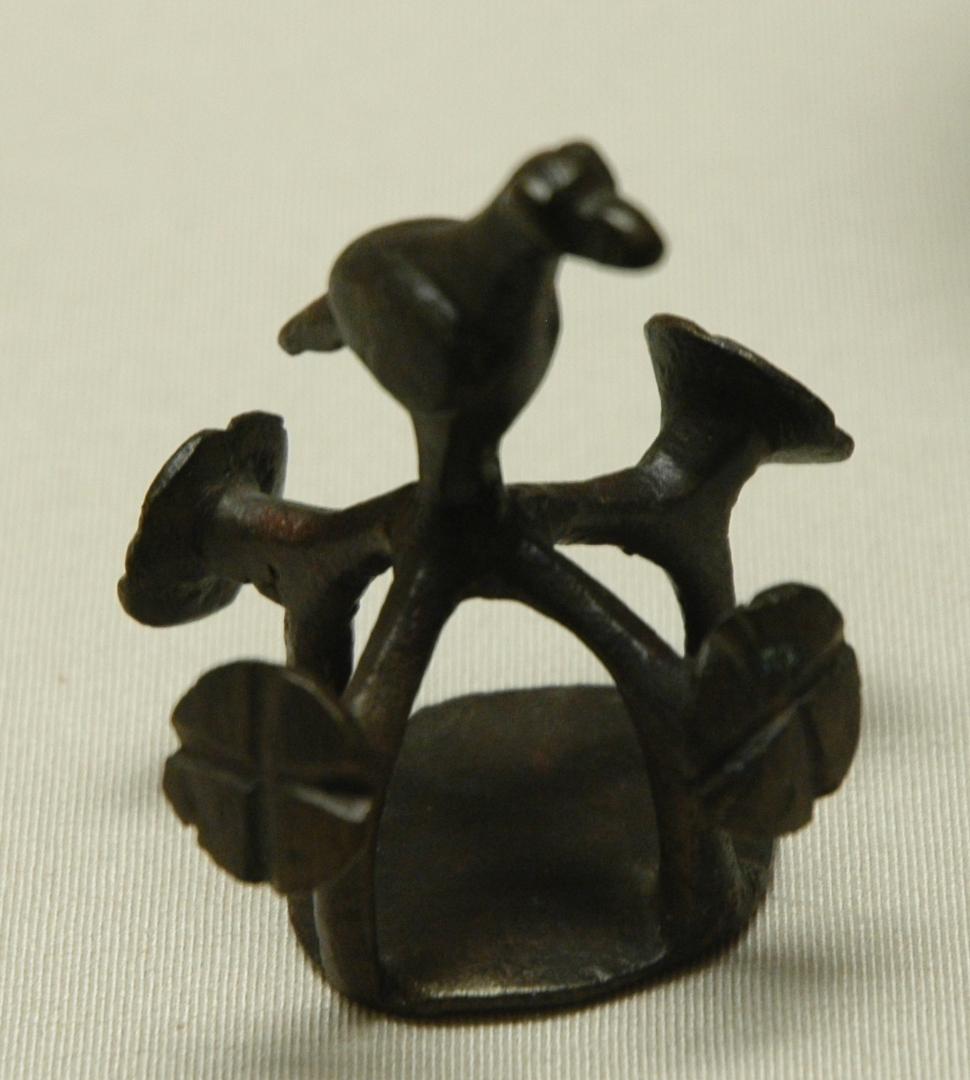
درب گردان. سده ده تا دوازده میلادی.موزه متروپولیتن نیویورک.
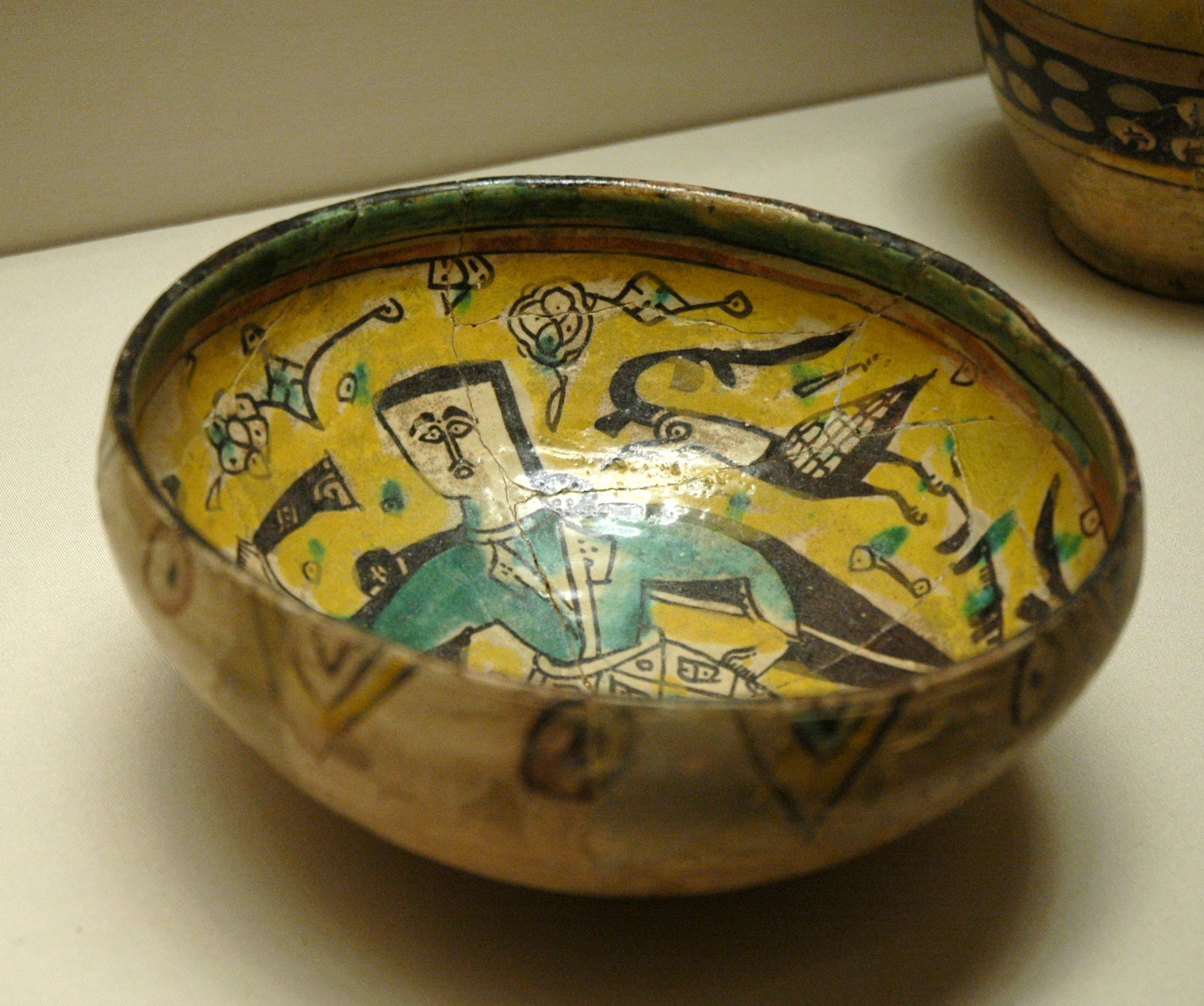
سفال تزئئین شده. سده ۱۰ یا ۱۱ میلادی. کشف شده در تپه مدرسه، نیشابور.موزه متروپولیتن نیویورک.
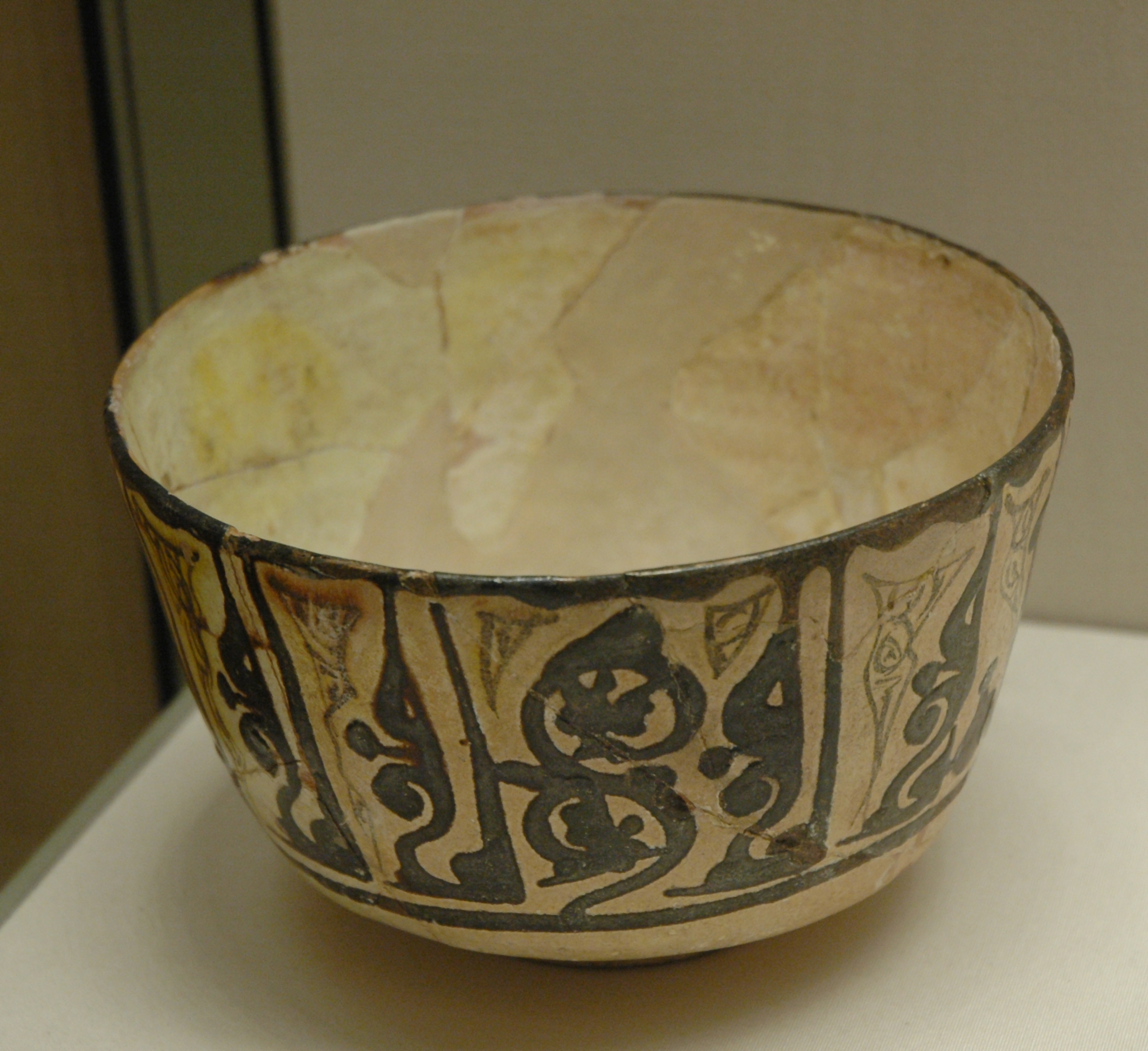
ظرف منقش به خط کوفی. سده ۱۰ یا ۱۱ میلادی. کشف شده در تپه مدرسه، نیشابور.موزه متروپولیتن نیویورک.
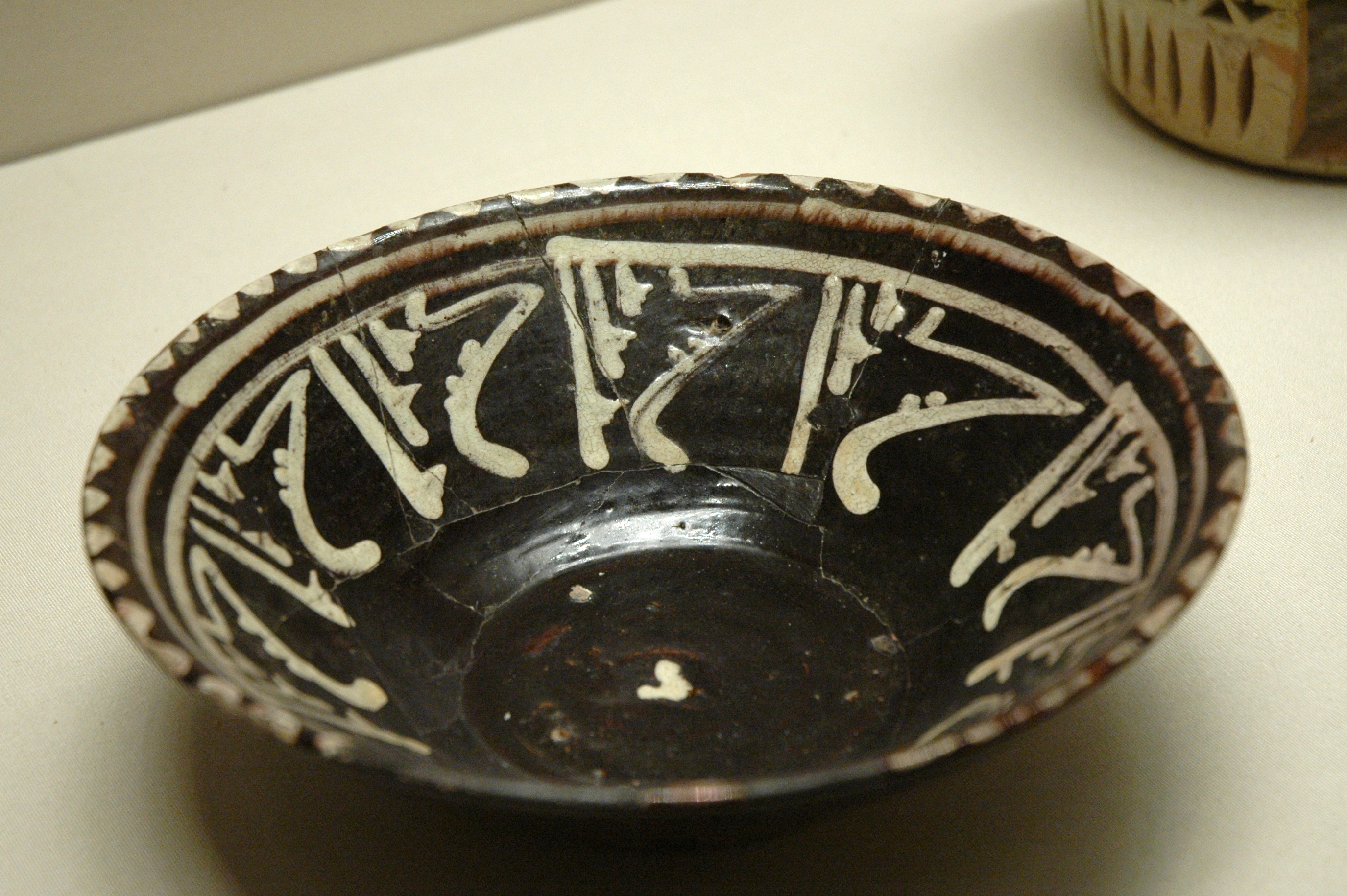
ظرف منقش به خط کوفی. سده ۱۰ یا ۱۱ میلادی.، نیشابور.موزه متروپولیتن نیویورک.
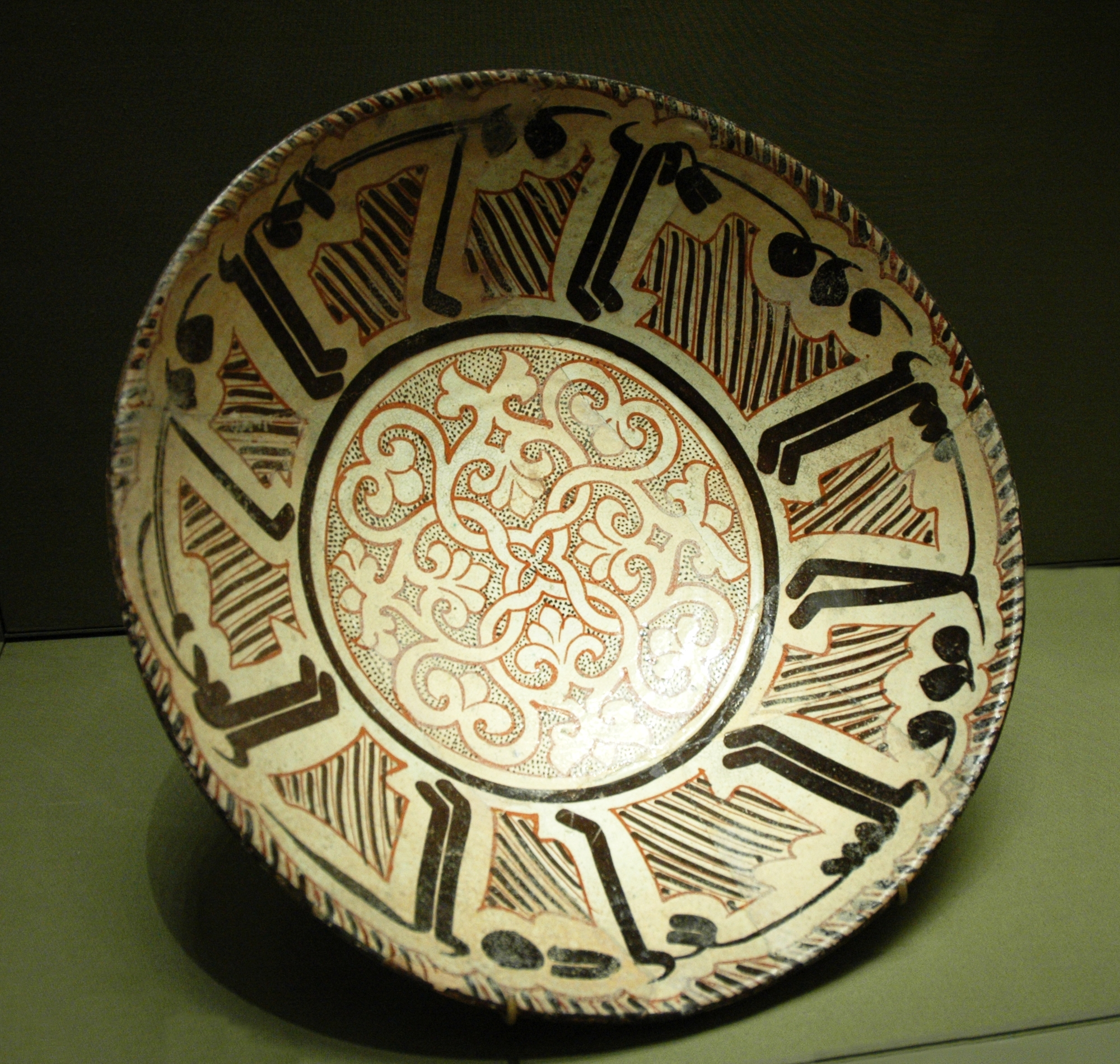
ظرف منقش به خط کوفی. سده ۱۰ یا ۱۱ میلادی. کشف شده در تپه مدرسه، نیشابور.موزه متروپولیتن نیویورک.
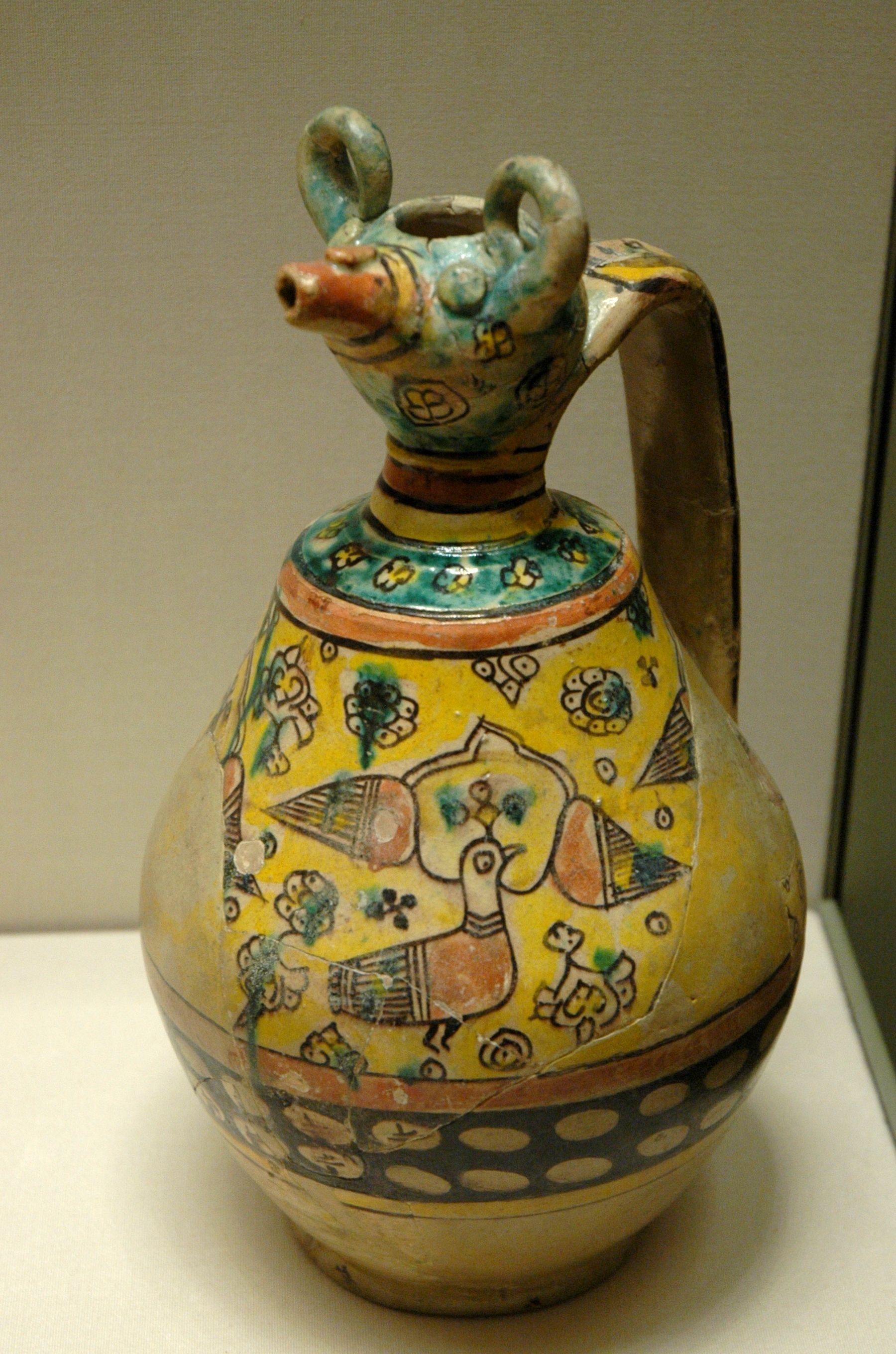
کوزه سفالی تزئئین شده. سده ۱۰ یا ۱۱ میلادی. کشف شده در تپه مدرسه، نیشابور.موزه متروپولیتن نیویورک.
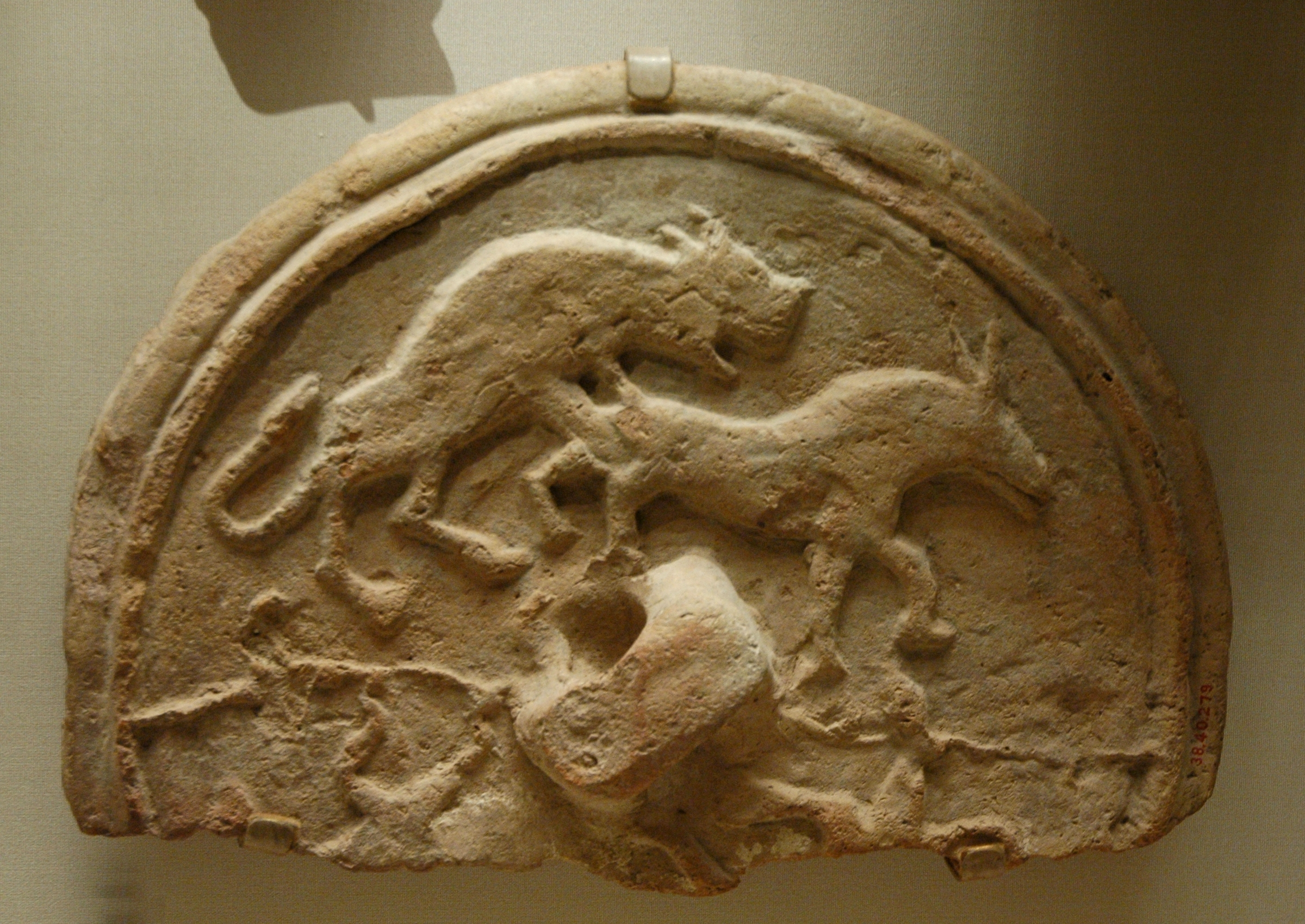
درب پوش. سده۱۱ یا ۱۲ میلادی. کشف شده در تپه مدرسه، نیشابور.موزه متروپولیتن نیویورک.
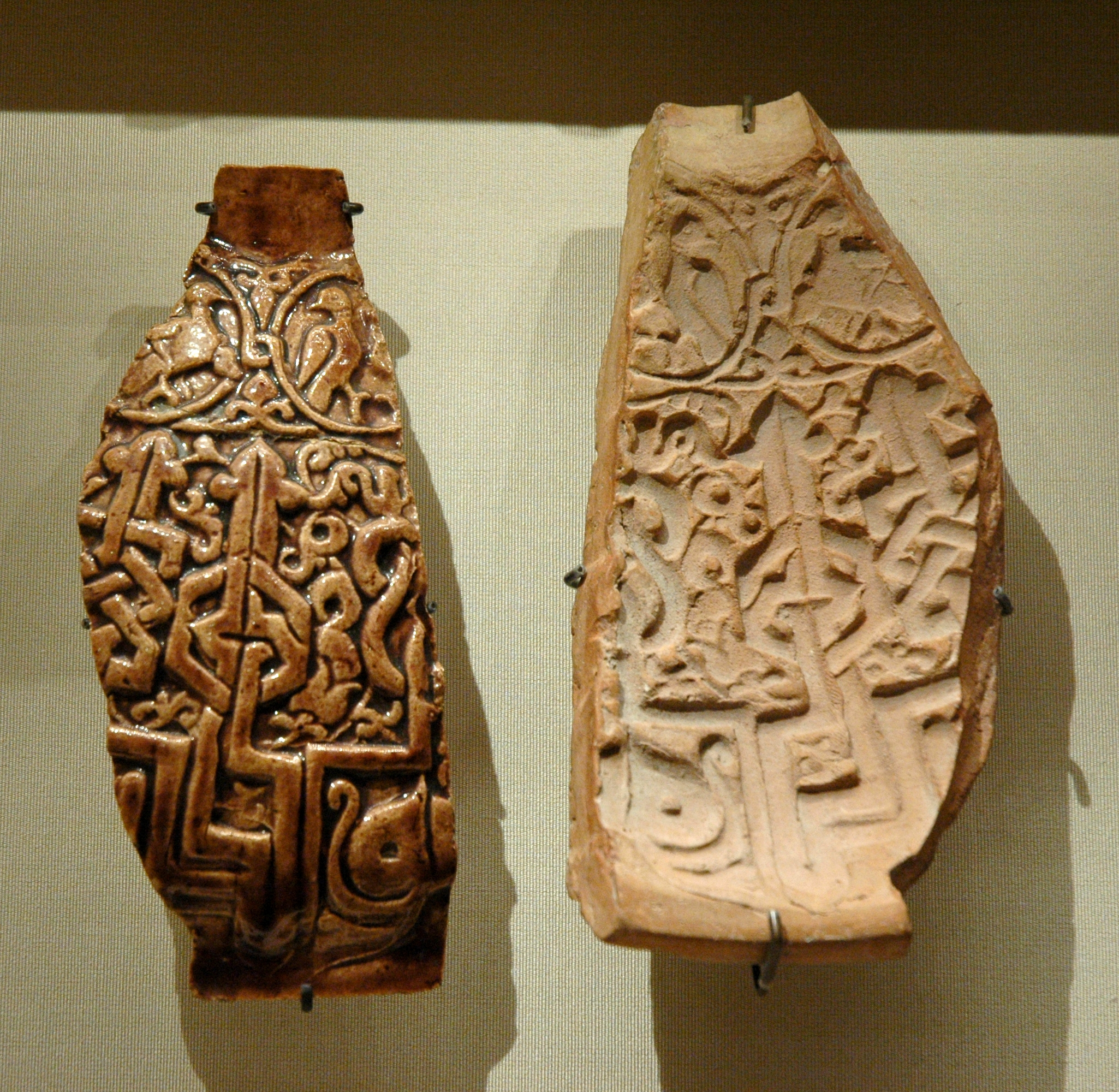
سده۱۲ یا ۱۳ میلادی. کشف شده در تپه مدرسه، نیشابور.موزه متروپولیتن نیویورک.
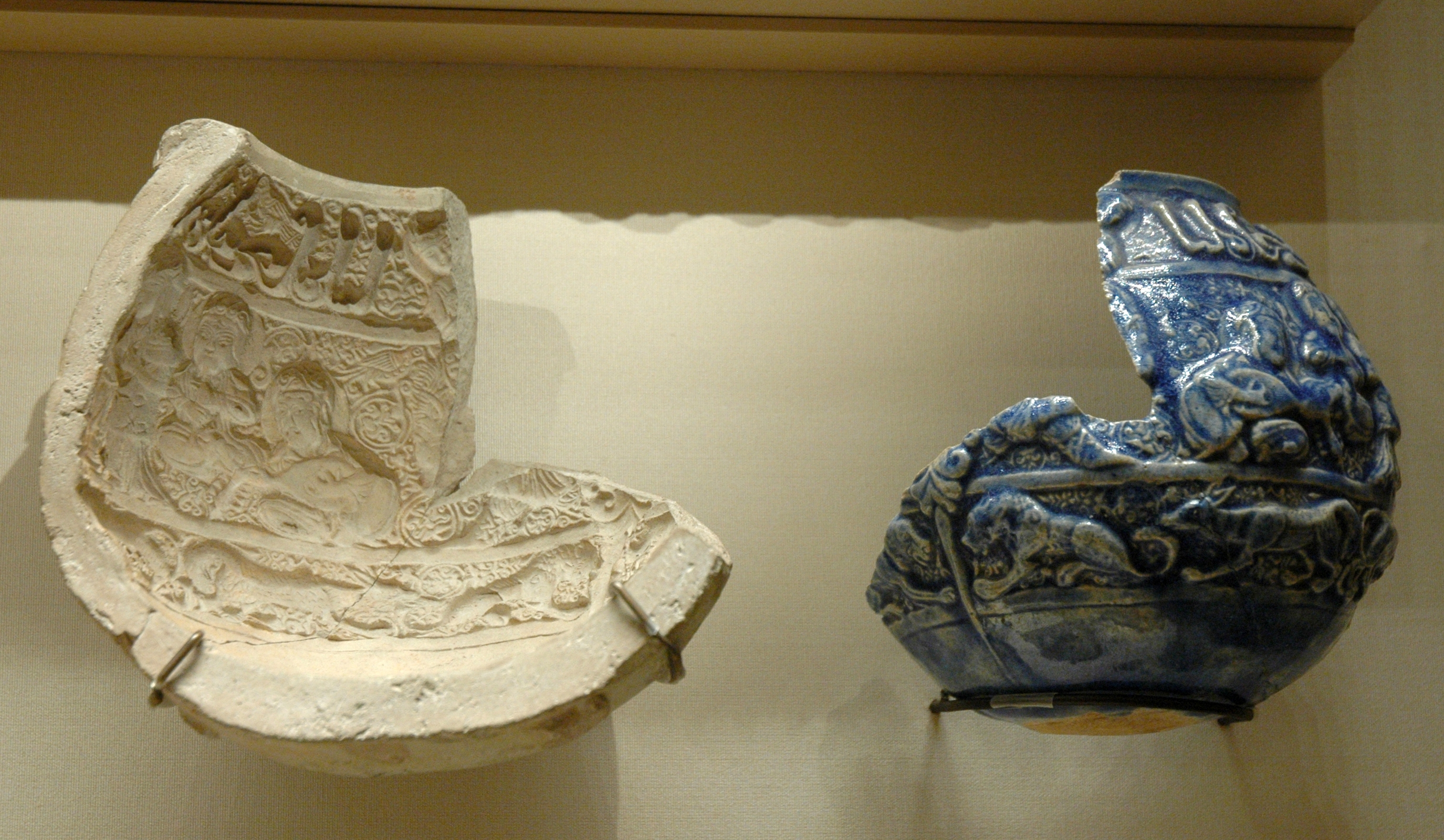
سده۱۲ یا ۱۳ میلادی. کشف شده در تپه مدرسه، نیشابور.موزه متروپولیتن نیویورک.
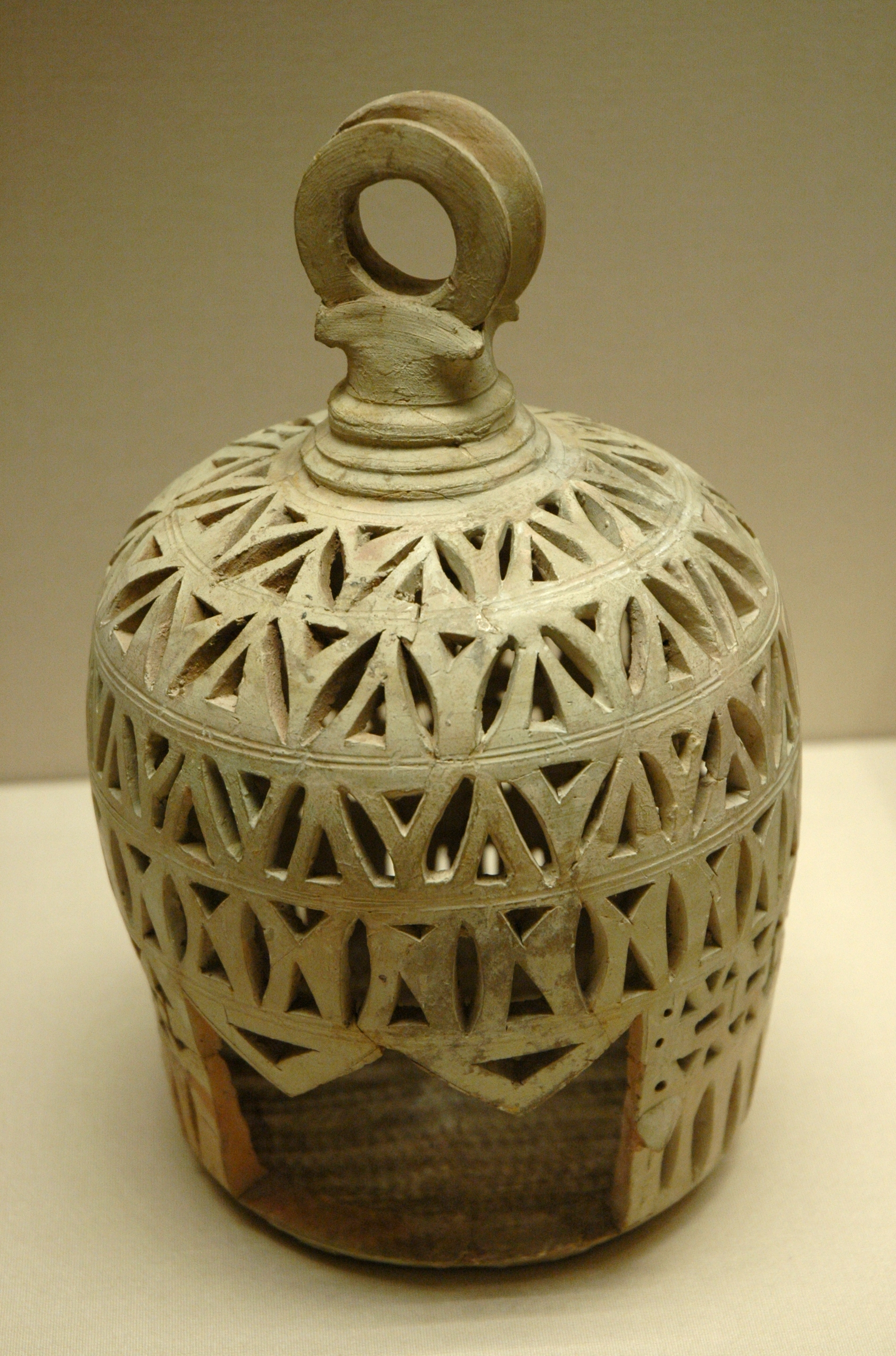
فانوس. سده۹ یا ۱۰ میلادی. کشف شده در تپه مدرسه، نیشابور.موزه متروپولیتن نیویورک.
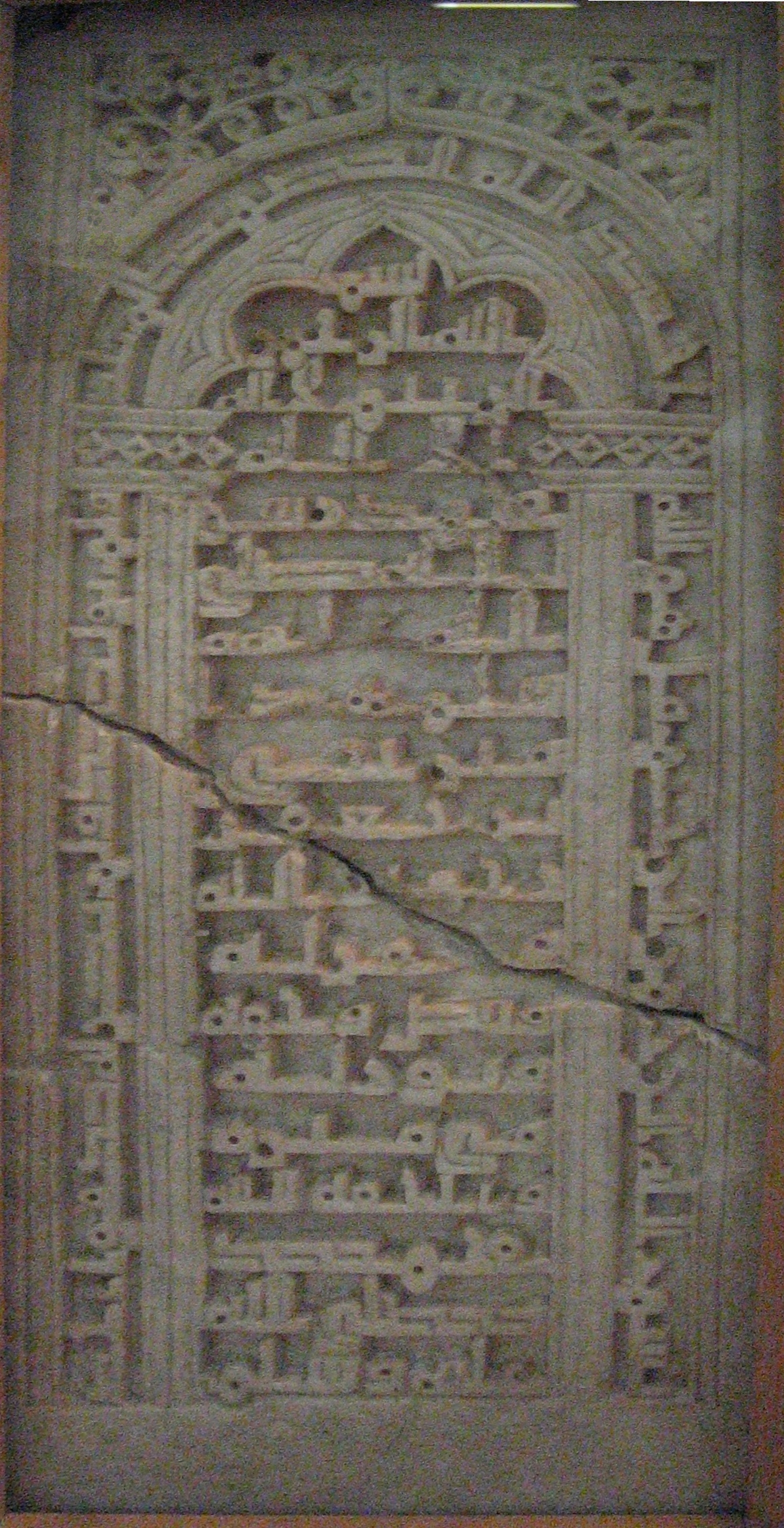
سنگ قبر جعفر برمکی
موزه ملی ایران

## جدول رویدادهای مهم
رخدادهای مهم و تأثیرگذار بر تاریخ شهر نیشابور، شهرستان نیشابور، ربع نیشابور و ابرشهر
| رخداد                                                  | سده (میلادی-هجری قمری)              | سال                                                        | توضیحات |
| ------------------------------------------------------ | ----------------------------------- | ---------------------------------------------------------- | --- |
| الحاق ابرشهر به قلمرو اردشیر                           | سده ۳ میلادی                        | سال ۲۳۷ میلادی                                             | مناطق سیستان، نیشابور، بلخ، مرو و خوارزم به قلمرو اردشیر افزوده شده، مرز شمالی قلمرو ساسانیان در زمان او او به رود جیحون رسید. |
| تأسیس شهر                                              | سده ۳ میلادی                        | ۲۵۰ میلادی                                                 | به عنوان پایگاهی برای نبردهای جبهه‌های شرق به فرمان شاپور اول تأسیس شد. |
| بازسازی و گسترش شهر                                    | سده ۴ میلادی                        | ؟                                                          | به دستور شاپور دوم |
| فتح نیشابور توسط مسلمانان                              | سده ۷ میلادی -سده ۱ قمری            | ۶۴۳میلادی - ۲۳ قمری                                        | عمر بن خطاب خلیفه دوم احنف بن قیس را برای فتح خراسان فرستاد |
| نهضت ابومسلم                                           | سده ۸ میلادی سده ۲ قمری             | ۱۳۱ ه‍.ق                                                     | ابومسلم حاکم نیشابور می‌شود. |
| ورود المهدی، خلیفه عباسی به نیشابور                    | سده ۸ میلادی سده ۲ قمری             | ۱۵۹ هـ ق                                                   | المهدی خلیفه عباسی برای دفع شورش المقنع خود شخصاً به نیشابور آمد. |
| ورود هارون الرشید خلیفه عباسی                          | سده ۸ میلادی سده ۲ قمری             | ۱۹۲ هـ ق                                                   | ورود هارون الرشید و اقامت او در قصر تلاجرد نیشابور، خلیفه در این‌جا دستور دستگیری و فرستادن والی خراسان، علی بن عیسی، را به بغداد می‌دهد. |
| ورود علی بن موسی الرضا، امام هشتم شیعیان               | سده ۹ میلادی -سده ۳ قمری            | سال ۸۱۵ میلادی-۲۰۰ قمری                                    | علی بن موسی، در سفر از مدینه به مرو، فقط در نیشابور توقف می‌کند و در این شهر به گسترش تشیع می‌پردازد. |
| مقر طاهریان                                            | سده ۹ میلادی -سده ۳ قمری            | سال ۸۲۰ میلادی-۲۰۵ قمری                                    | طاهر ذوالیمینین در خراسان دولتی نیمه مستقل به پایتختی نیشابور؛ به نام طاهریان، تشکیل داد |
| ورود ابوتمام حبیب بن اوس الطایی                        | سده ۹ میلادی -سده ۳ قمری            | سال ۲۲۰ قمری                                               | ابوتمام، مأمور ویژه خلیفه عباسی، معتصم بالله در نیشابور، مأموریت خود را شروع می‌کند. |
| تصرف نیشابور توسط یعقوب لیث                            | سده ۹ میلادی -سده ۳ قمری            | ۸۷۲ میلادی -۲۵۹ قمری                                       | یعقوب لیث صفاری، نیشابور را به تصرف درآورد |
| ورود صاحب بن عباد                                      | سده ۴ قمری                          | ۳۸۳ هـ ق                                                   | صاحب تا ۳۸۶ ق حاکم نیشابور بود. |
| تصرف نیشابور توسط طغرل سلجوقی                          | سده ۱۱ میلادی-سده ۵ قمری            | سال ۱۰۳۷یا ۱۰۳۸ میلادی-۴۲۹ قمری                            | طغرل‌بیک شهر را بدون درگیری گرفت و پایتخت‌خود قرار داد. شروع پادشاهی طغرل سلجوقی |
| ورود ناصرخسرو به نیشابور                               | سده ۱۱ میلادی-سده ۵ قمری            | ۱۰۴۵ میلادی- ۴۳۷ قمری                                      | ناصر خسرو با بزرگان نیشابور دیدار می‌کند. |
| درگذشت عمر خیام                                        | سده ۱۲ میلادی -سده ۶ قمری           | ۴ دسامبر ۱۱۳۱ میلادی- ۵ محرم ۵۲۶ قمری-۱۲ آذر ۵۱۰ شمسی      | درگذشت عمر خیام، شاعر و ریاضیدان بزرگ در نیشابور و دفن او در گورستان تلاجرد علیا |
| زلزله                                                  | سده ۱۲ میلادی -سده ۶ قمری           | ۱۱۳۵ میلادی-۵۳۰ قمری                                       | شهر ویران می‌شود. |
| آتش‌سوزی                                                | سده ۱۲ میلادی -سده ۶ قمری           | ۱۱۴۳ میلادی-۵۳۸ قمری                                       | شهر طعمه حریق می‌شود. |
| حمله غُز به نیشابور                                     | سده ۱۲ میلادی -سده ۶ قمری           | ۱۱۵۳میلادی-۵۴۸ قمری                                        | خراب کردن شهر و ساختمان‌های مهم |
| زلزله                                                  | سده ۱۲ میلادی -سده ۶ قمری           | ۱۱۶۰میلادی -۵۵۵ قمری                                       | شهر را به کلی خراب کرد و مردمی که باقی‌ماندند به شادیاخ رفتند. |
| زلزله                                                  | سده ۱۳ میلادی-سده ۷ هجری            | ۱۲۰۹میلادی- ۶۰۵ قمری                                       | زمین‌لرزه نیشابور. در سال ۶۰۵ ق زمین‌لرزه فاجعه‌باری، که در سرتاسر بخش بزرگی از خراسان باختری حس شد، منطقه نیشابور را تقریباً به کلی ویران کرد. شمار بسیار اندکی از ساختمان‌ها در نیشابور توانستند در برابر لرزه ایستادگی کنند. در مجموع، پیرامون ۱۰ هزار تن کشته شدند. |
| حمله مغول به نیشابور                                   | سده ۱۳ میلادی-سده ۷ هجری            | ۱۲۲۱ میلادی-۶۱۸ قمری                                       | شهر ویران می‌شود. |
| زلزله                                                  | سده ۱۳ میلادی-سده ۷ هجری            | ۱۲۵۱ میلادی- ۶۴۹ هجری                                      | زمین لرزه‌ای در نیشابور در سال ۶۴۹ ق بخشی از شادیاخ را به کلی ویران کرد. |
| زلزله                                                  | سده ۱۳ میلادی-سده ۷ هجری            | ۱۲۶۷ میلادی- ۶۶۶ قمری                                      | در اثر آن از جمعیت نیشابور تنها هفتاد نفر که در صحرا بودند زنده ماندند. |
| زلزله                                                  | سده ۱۳ میلادی-سده ۷ هجری            | ۱۲۸۰ میلادی- ۶۷۷ یا ۶۷۸ قمری                               | ویرانی شهر نیشابور در اثر زلزله |
| آبادانی نسبی                                           | سده ۱۴ میلادی سده ۸ قمری            | ۱۳۳۹ میلادی ۷۴۰قمری                                        | آبادانی دوباره شهر |
| ورود ابن بطوطه                                         | سده ۱۴ میلادی سده ۸ قمری            |                                                            | |
| ورود فرستاده ویژه هانری سوم پادشاه اسپانیا، به نیشابور | سده ۱۵ میلادی-سده ۹ قمری            | ۱۴۰۴ میلادی-۸۰۷قمری                                        | فرستاده ویژه هانری سوم؛ کلاویخو به نیشابور وارد می‌شود. |
| زلزله شدید                                             | سده ۱۵ میلادی-سده ۹ قمری            | ۱۴۹۳ میلادی-۸۹۹ قمری                                       | اندر سه زمان سه زلزله واقع گشت/بر پانصد و اند آنک شد شهر چو دشت/شش سال فزون دوم و ره از ششصد و شصت/از زلزله بار سوم هشتصد و هشت. |
| ساخت مسجد جامع کنونی نیشابور                           | سده ۱۵ میلادی-سده ۹ قمری            | ۱۴۹۳ میلادی -۸۹۹ قمری                                      | مسجد جامع نیشابور با تلاش پهلوان علی کرخی ساخته شد. |
| تصرف نیشابور توسط احمدخان ابدالی                       | سده ۱۸ میلادی-سده ۱۲ قمری           | ۱۷۴۸ میلادی -۱۱۶۱ قمری                                     | هجوم احمدخان شهر را چنان ویران ساخت که در درون دیوار نیشابور یک خانه مسکونی نماند |
| ورود کرزن به نیشابور                                   | سده ۱۹ میلادی-سده ۱۴ قمری           | ۱۸۵۵ میلادی-۱۳۱۰ قمری-۱۲۷۲ شمسی                            | |
| ورود ناصرالدین شاه                                     | سده ۱۹ میلادی-سده ۱۴ قمری           | ۱۸۶۶ میلادی -۱۲۸۳ قمری                                     | سخنرانی ناصرالدین شاه در نیشابور. در روز پنجم صفر/۱۶ July این سال ناصرالدین شاه به نیشابور وارد می‌شود و ششم صفر در این شهر زادروز خویش را جشن می‌گیرد. قاجار بارعام می‌دهد.                                                                                          |
| ورود محمدتقی‌میرزا حسام‌السلطنه                          | سده ۱۹ میلادی-سده ۱۴ قمری           | ۱۸۸۸ میلادی-۱۲۶۶ شمسی                                      | آرام کردن فتنه‌ها |
| ورود ویلیام جکسون آمریکایی                             | سده ۲۰ میلادی-سده ۱۴ قمری           | ۱۹۰۸ میلادی - ۱۳۳۵ قمری -۱۲۸۷ شمسی                         | |
| درگذشت کمال‌الملک                                       | سده ۲۰ میلادی-سده ۱۴ قمری           | ۱۸ اوت ۱۹۴۰ میلادی-۱۴ رجب ۱۳۵۹ قمری -۲۷ مرداد ۱۳۱۹ خورشیدی | درگذشت کمال‌الملک پس از مدت‌ها زندگی در روستای حسین‌آباد کمال در نیشابور؛ دفن او در کنار آرامگاه شیخ عطار |
| افتتاح ایستگاه راه‌آهن                                  | سده ۲۰ میلادی-سده ۱۴ قمری           | ۲۳ ژوئیه ۱۹۵۶- ذیحجه ۱۴ ۱۳۷۵ قمری- ۱ امرداد ۱۳۳۵ شمسی      | در مراسم افتتاح را آهن نیشابور محمدرضا پهلوی شخصاً حضور می‌یابد. همچنین اعضای دولت و سازمان پیشاهنگی حضور بزرگی در این مراسم داشتند. |
| رونمایی از آرامگاه خیام و کمال الملک                   | سده ۲۰ میلادی-سده ۱۴ قمری           | ۱ آوریل۱۹۶۳–۷ ذیقعده ۱۳۸۲ قمری-۱۲فروردین ۱۳۴۲ خورشیدی      | رونمایی و افتتاح آرامگاه‌های عمر خیام، کمال الملک و آرامگاه مرمت شده شیخ عطار در نیشابور با حضور فرح پهلوی. |
| تخریب آرامگاه یحیی بن معاذ                             | سده ۲۰ میلادی-سده ۱۴ قمری           | ۱۹۷۶–۱۳۵۵ خورشیدی                                          | آرامگاه صوفی ایرانی یحیی بن معاذ، توسط انقلابیون، در این سال تخریب شد و مکانی جدید به نام «امام زاده قاسم» به جای ساخته شد. |
| سیل بوژان                                              | سده ۲۰ میلادی-سده ۱۴ قمری           | ۱۹۸۷میلادی - ۱۳۹۹ شمسی                                     | سیل بوژان در مرداد ۱۳۶۶ رخ داد و بر اثر آن حدود ۴۰۰ نفر کشته شدند. |
| اعتراض به تقسیم استان خراسان                           | سده ۲۰ میلادی -سده ۱۵ قمری قرن حاضر | آوریل ۱۹۹۸-فروردین ۱۳۷۷                                    | طوماری به طول ۱۲۰ متر و قریب به سی هزار امضا، اعتراض مردم نیشابور نسبت به طرح تقسیم استان خراسان به وزارت کشور ارسال شد. |
| ورود سید محمد خاتمی به نیشابور                         | قرن حاضر/سده ۲۱ میلادی-سده ۱۵ قمری  | ۲۰۰۰ میلادی-خرداد ۱۳۷۹ شمسی-۱۴۲۱ قمری                      | سید محمد خاتمی، اولین رئیس‌جمهور ایران است که به نیشابور آمد. عبدالجواد غرویان، استقبال مردم نیشابور از خاتمی را، در تاریخ بی‌سابقه معرفی کرد و گفت که «شور و نشاط مردم برای دیدن آقای خاتمی یادآور استقبال از موکب امام هشتم (ع) است.»                              |
| فاجعه قطار نیشابور                                     | قرن حاضر/سده ۲۱ میلادی-سده ۱۵ قمری  | February۱۸ ۲۰۰۴ - - بهمن ۲۹ سال ۱۳۸۲                       | فاجعه قطار نیشابور بزرگ‌ترین سانحه راه‌آهن در ایران در نزدیکی ایستگاه خیام در ۱۷ کیلومتری نیشابور رخ داد که در آن ۲۹۵ نفر کشته و ۴۶۰ نفر زخمی شدند. علت انفجار این قطار از سوی مسئولان به صورت ابهام آمیزی تعریف شده است.                                            |
| تخریب مدرسه تاریخی گلشن                                | قرن حاضر/سده ۲۱ میلادی-سده ۱۵ قمری  | -فروردین ۱۳۸۸شمسی-مارج ۲۰۰۹                                | این مدرسه با قدمتی تاریخی که در واقع حوزه علمیه نیشابور بوده و بارها در معرض تخریب قرار گرفته به‌طوری‌که فروردین سال گذشته بخش وسیعی از آن کاملاً تخریب شد.خبرگزای مهر بایگانی‌شده در ۲۳ ژوئیه ۲۰۱۰ توسط Wayback Machine                                               |

## نگارخانه

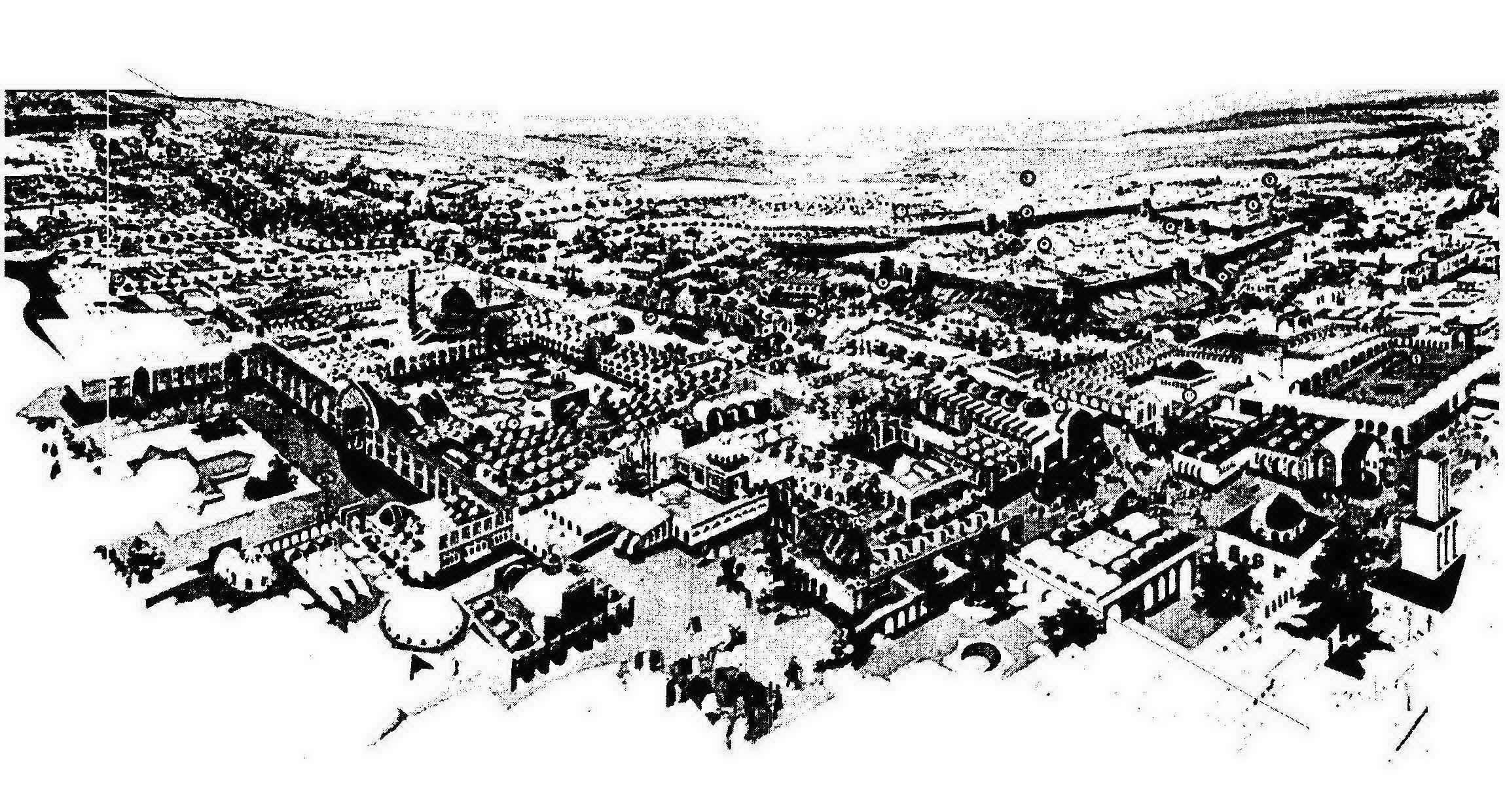
نقاشی از نیشابور قدیم.

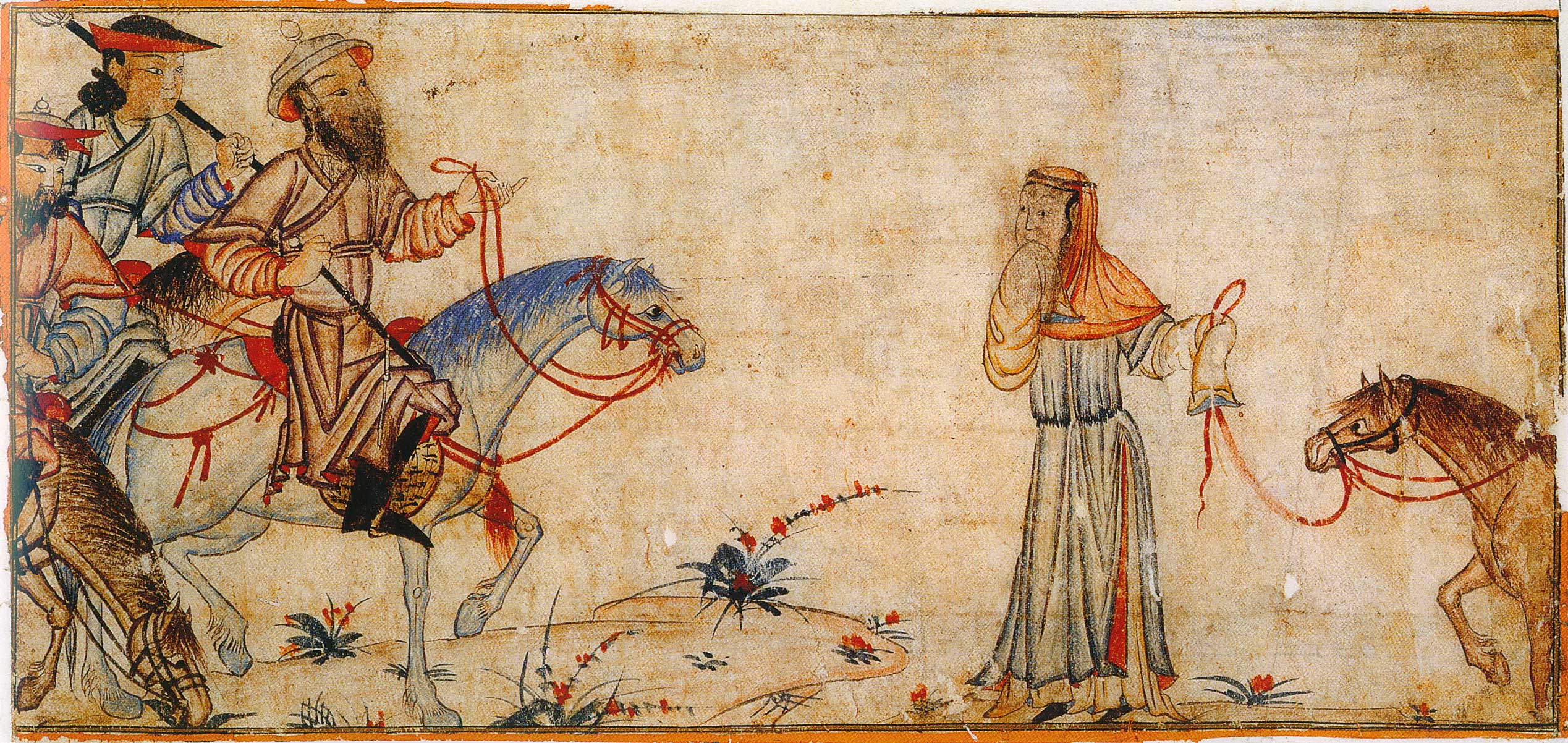
زنی نزد حاکم شکایت می‌برد. نگاره‌ای از کتاب جامع التواریخ، سده چهاردهم قمری.